# Повреждения кораблей в результате нападения на Перл-Харбор
Во время японского нападения на Перл-Харбор 7 декабря 1941 года были потоплены или повреждены 21 корабль и судно. Японские самолёты атаковали Перл-Харбор двумя волнами. В первой находились торпедоносцы и горизонтальные бомбардировщики, вооружённые 800-кг бронебойными бомбами. Приоритетность целей для первой волны: сначала линкоры, потом авианосцы. Вторая волна состояла из пикирующих бомбардировщиков, нёсших 250-кг полубронебойные бомбы. Их целями по приоритету были авианосцы, потом крейсера и затем линкоры. В силу ряда обстоятельств в Перл-Харборе не было авианосцев — «Саратога» находилась на ремонте и дообучении, «Лексингтон» доставлял самолёты Корпуса морской пехоты на остров Мидуэй, а «Энтерпрайз» — на остров Уэйк. Оставшаяся часть Task Force 3 (в неё входил «Лексингтон») находилась на учениях и отрабатывала высадку на побережье. Таким образом, все авианосцы и большая часть тяжёлых крейсеров Тихоокеанского флота в гавани отсутствовали. Основной удар японской авиации пришелся на линкоры — все восемь были повреждены в той или иной степени тяжести. Всего в гавани по состоянию на 8:00 находились 8 линкоров, 2 тяжёлых и шесть лёгких крейсеров, 30 эсминцев, 5 подводных лодок и 49 других кораблей и судов. Из их числа были потоплены или уничтожены 5 линкоров («Аризона», «Вест Вирджиния», «Оклахома», «Калифорния» и «Невада»), учебный корабль «Юта» (бывший линкор), минный заградитель «Оглала», три эсминца («Даунс», «Кэссиди» и «Шоу»), плавучий док YFD-2 и буксир «Сотойомо». Три оставшихся линкора («Мэриленд», «Теннеси» и «Пенсильвания») получили лёгкие повреждения и были отремонтированы к 20 декабря. Повреждения средней тяжести получили гидроавианосец «Кертис», три лёгких крейсера («Рэйли», «Хелена» и «Гонолулу»), эсминец «Хелм» и ремонтное судно «Вестал».
Гавань была мелкой, поэтому это не означало что затонувшие корабли потеряны безвозвратно. Американцы организовали работы по судоподъему и большую часть кораблей удалось поднять из воды и ввести в строй. Из потопленных кораблей только два — «Аризона» и «Юта» были разрушены настолько, что их решили не поднимать из воды, превратив в мемориалы. А «Оклахому» подняли, но из-за тяжести её повреждений решили не восстанавливать. Остальные корабли были восстановлены и после ремонта вошли в строй, продолжив участие во Второй мировой войне.

## Погибшие корабли и суда

### Линкор «Калифорния»
«Калифорния» была пришвартована у причального места F-3, к востоку от острова Форд. Глубина воды 12,2 м (40 футов), дальше шел ил, коралловое дно располагалось на глубине 27,4 м (90 футов). Корабль находился в состоянии Х. После начала атаки, незадолго до 8:00, была объявлена боевая тревога. Пока корабль пытались привести в состояние Z, в него попали две торпеды — в нос, в район 52 шпангоута и в корму, в район шп. 101. Некоторые рапорты говорили о том, что в район кормы было попадание двух торпед, но при анализе повреждений пришли к выводу что всего было 2 попадания — по одному в носу и корме.
Внутренняя противоторпедная переборка напротив обоих торпедных попаданий выдержала. И за исключением некоторых повреждений нефтяных и водяных магистралей, повреждения были ограничены внешними слоями противоторпедной защиты. Попадания торпед пришлись ниже бронепояса и борт был разрушен на участках с 46 по 60 и с 95 по 100 шпангоуты. ПТЗ в этом районе состояла из пяти переборок и имела глубину 3,35 — 3,66 м. Повреждения не были критическими. Считается, что если бы были приняты надлежащие меры по борьбе за живучесть корабля — были закрыты водонепроницаемые люки, двери, отсекающие клапаны в вент- и трубопроводах, организована откачка воды, корабль удалось бы спасти. Но ряд обстоятельств помешал этому.
Положение осложнялось не только тем, что корабль не успели привести в состояние Z и многие люки и отсекающие клапаны оставались открытыми. С прошлого вечера корабль подготовили к проверке и по левому борту были открыты инспекционные люки из трюма в отсеки двойного дна. Несмотря на то, что ПТЗ формально выдержала, в её полости и отсеки двойного дна начала поступать вода и нефть из пробитых цистерн. Через открытые инспекционные люки она быстро заполнила отсеки корабля. К тому же 200-мм (8 дюймов) топливные магистрали и вентиляционные каналы не были перекрыты, что в сочетании с незакрытыми водонепроницаемыми дверями позволило мазуту проникнуть в отсеки даже не примыкающие к местам торпедных попаданий и в жизненно важные части корабля. В течение нескольких минут корабль полностью лишился света и освещения, так как все работающее оборудование оказалось под слоем воды и нефти. Возникший крен на левый борт исправили контрзатоплением и он не превышал в этот момент 4°.
Около 8:20 корабль потряс ещё один взрыв. 800-кг бомба взорвалась у левого борта и все отсеки на первой палубе платформы перед 21 шпангоутом были затоплены. Нос Калифорнии к этому времени опустился на 1 м. Около 8:25 четыре бомбы взорвались в воде по правому борту, но они только засыпали осколками надстройки, не приведя к серьёзным повреждениям. В 8:55 было восстановлено электроснабжение и подана вода в пожарную магистраль. С её помощью был затоплена часть погребов правого борта для выравнивания крена.
Во время атаки пикировщиков в корабль попала одна 250-кг бомба, нанесшая значительные повреждения. Хотя погибло много людей, это попадание не повлияло на остойчивость и плавучесть корабля. Бомба попала в верхнюю палубу правого борта по шпангоуту 60 и, пройдя сквозь главную палубу, взорвалась на бронированной второй палубе. Это вызвало серьёзные структурные повреждения и пожар, который было трудно потушить из-за падения давления в пожарной магистрали в это время. Дым от этого пожара, с которым люди боролись с помощью углекислотных огнетушителей с использованием спасательных дыхательных аппаратов старого типа, проник на вторую и третью палубы. Дым попадал в носовое машинное отделение через систему вентиляции. Его пришлось покинуть, что плохо сказалось на судьбе корабля. Наконец, огонь удалось потушить с помощью трех подошедших тральщиков.
Несколько бомб с высотных бомбардировщиков упали у правого борта, но они привели лишь к незначительным повреждениям осколками дымовых труб и зенитных орудий правого борта. Горящая нефть с «Аризоны» достигла «Калифорнии» и в 9:55 её корму начали лизать языки пламени. В 10:02 был отдан приказ покинуть корабль. Котлы и машины были остановлены. Ветер отнес огонь, и в 10:15 поступил приказ вернуться на корабль. Но после этого энергию на корабле уже не восстановили и пожаротушением и откачкой воды занимались с помощью переносных средств и подошедших тральщиков. К тому же крен достиг 8,5° и для его выравнивания затопили котельные отделения 5 и 7 правого борта.
Пожар в течение ночи был затушен. Но постепенное затопление корабля продолжалось. Во вторник в обед осадка увеличилась до 13,4—13,7 м (44—45 футов), а крен до 6°. Корабль постепенно погружался в ил. В среду днем осадка достигла 15," м (50 футов). А к утру четверга осадка кормой достигла 17,4 м (57 футов) и корабль застыл в иле с креном в 5,5° на левый борт. Корма погрузилась в ил на 5 м (16 футов). Осадка носом составила 13,1 м. Вода залила полубак по левому борту, квартердек был полностью скрыт под водой, включая 4-ю башню главного калибра. В этом положении линкор оставался до 24 марта, пока он не было поднят со дна.
Спасение «Калифорнии» было во многом сходным с операцией по подъёму «Невады», но «Калифорния» была гораздо сильнее повреждена и нужно было извлекать тела погибших. Специалисты из Вашингтона рекомендовали установить стальной пластырь снаружи торпедных пробоин. Но из-за характера дна гавани было решено залить торпедные пробоины бетоном. Для этого сначала нужно было сначала откачать воду, закрыв пробоины стальными листами. Но по мере выполнения работ стало понятно что достаточно будет просто заделать пробоины изнутри, полностью отказавшись от внешнего пластыря.
Хотя «Невада» имела потери среди экипажа, на корабле не было ни одного тела. Все погибшие были выброшены взрывной волной за борт или погибли в результате разрыва бомб. В случае «Калифорнии» предполагалось, что внутри корабля находится около 50 тел погибших. Ещё одни важным отличием было то, что вся кормовая часть верхней палубы и часть полубака находились под водой. И если «Невада» в качестве силовой установки имела паровые машины, то на «Калифорнии» стоял турбоэлектрический привод. Эксперты считали что из-за порчи электрооборудования на восстановление линкора с такой установкой потребуется не менее четырёх лет.
В первую очередь необходимо было разгрузить корабль. Были сняты орудия со всех башен главного калибра, кроме башни № 4, которая находилась под водой. Были также демонтированы боевые рубки, бортовые 127-мм орудия и грот-мачта (которую и так планировалось снять при модернизации). Также были сняты катапульты, краны, якоря и якорные цепи.
Параллельно вокруг квартердека и части полубака были сооружены коффердамы — деревянная ограда, которая крепилась по краю борта. Коффердамы набирались из деревянных брусьев и обычно были разбиты на секции длиной около 9 м. Толщина брусьев варьировалась от 100 до 200 мм (4—8 дюймов) в зависимости от того на какую глубину они устанавливались и соответственно какое давление воды должны были выдерживать. Секции устанавливались с барж и с помощью водолазов крепились к неподвижным объектам на палубе. Чтобы облегчить установку на место деревянных плит, их плавучесть уменьшалась с помощью мешков с песком. Секции устанавливались на два бруса, которые крепились к ватервейсу. Высота секций подбиралась таким образом, чтобы предотвратить заливание забортной воды сверху при случайном крене.
Примерно в это время начало прибывать оборудование с материка. Наиболее важным были электрические центробежные насосы с диаметром труб до 305 мм (12 дюймов). Хотя корабль мог снабжаться электроэнергией с берега, на нем были установлены генераторы, воздушные компрессоры и насосы полностью закрывающие всю потребность. Они устанавливались в тех местах, которые были свободны от воды. С материка прибыли и дополнительные рабочие — механики для обслуживания оборудования и плотники, которые помогли с производством и крепление коффердамов.
Огромная работа была выполнена водолазами, по большей части фирмы Pacific Bridge Company, которая занималась производством коффердамов. Шесть водолазов от фирмы занимались установкой и герметизацией коффердамов на квартердеке. Чтобы проверить герметичность откачивали воду внутри коффердама и искали протечки. Герметичность стыков с палубой и между секцией обеспечивали заделками, чаще всего паклей, замотанной в холст. Другие водолазы тем временем занимались заделкой пробоин, герметизацией водонепроницаемых отсеков — перекрытием водонепроницаемых люков и дверей, перекрытием вентиляционных и трубопроводов. Они также заделывали инспекционные люки в трюме. Заделывались и орудийные порты на месте снятых орудий. Были установлены и включены насосы, что обеспечило циркуляцию воды.
Вскоре было обнаружено, что насосы откачивают воду быстрее чем она прибывает. Было решено, что корабль сможет всплыть и без заделки торпедных пробоин. При понижении уровня воды в отсеках они очищались от складированных там запасов, разлившейся нефти и останков тел. Оборудование покрывалось слоем защитного состава. Как только башня № 4 показалась над водой, она была тщательно осмотрена. Роликовый погон оказался в хорошем состоянии, практически без следов коррозии. Работы выполнялись по согласованному графику, но людей вечно не хватало. Их требовалось иногда до 500 человек, но начинались они командой из 54 человек, из которых было 6 офицеров.
По мере осушения отсеков водолазы занимались заделкой протечек. Параллельно шла работа по консервации оборудования. Сначала оно промывалось забортной соленой водой. Затем все обрабатывалось горячим щелочным раствором. После этого промывалось пресной водой, высушивалось и оборудование погружалось в ванну с специальным антикоррозийным составом «тектил». Оборудование которое можно было демонтировать снималось, маркировалось и то, которое нужно было для похода на континент, оставлялось на верфи Перл-Харбора, а остальное отправлялось на верфи Пьюджет-Саунд и Мэр-Айленд. Все электродвигатели было решено оставить на борту, включая те которые не нужны были для будущего похода.
На второй и третьей палубах было обнаружено несколько человеческих тел. Обычно воду откачивали до уровня в 60 см (2 фута), затем тела помещались в брезентовые мешки и передавались в госпиталь Аиеа для идентификации и дальнейшего захоронения. Откачка нефти, вывоз боеприпасов и других запасов продолжался непрерывно. Всего в отсеках было собрано примерно 760 м3 (200 000 галлонов) разлившейся нефти.
Разлившаяся нефть хотя послужила причиной гибели людей и оставления некоторых боевых постов, помогла защитить оборудование от вредного воздействия соленой воды. Кладовые запасы легко извлекались, когда падал уровень воды. Сложности были только с холодильниками с мясом. Боеприпасы были весовым фактором снижения веса, особенно 356-мм снаряды и пороховые заряды. Вся секретная документация и личные вещи передавались командиру корабля для решения их дальнейшей судьбы. Опыт на борту «Невады» показал опасность токсичных газов. Предпринимались все меры, чтобы устранить эту опасность. Перед входом в каждый отсек воздух в нём проверялся экспертом из медицинского корпуса. Во всех отсеках была предусмотрена временная вентиляция и электрическое освещение. Все работы выполнялись в сапогах и комбинезонах.
«Калифорния» всплыла с практически ровным килем и небольшим креном на левый борт 24 марта 1942. В этот момент её осадка составляла 45 футов и откачка воды продолжилась. Близкий разрыв у полубака представлял собой серьёзную отложенную угрозу из-за 3000 галлонов (11 350 л) бензина для самолётов и катеров, хранившихся в этом районе. Бензопроводы не были разорваны, но протекали. Большая часть бензина была слита во время спасательных работ. Пластырь «оконного типа» (кессон) был установлен на пробоину в этом месте. Он хорошо работал, пока 5 апреля, за несколько дней до постановки в док не взорвались скопившиеся пары бензина. Позже для предотвращения таких взрывов предусматривали вентиляцию. К счастью все переборки и люки были задраены. Несмотря на то, что часть отсеков опять были затоплены, дальнейшее затопление удалось остановить. Так насосы справлялись с откачкой поступавшей воды, было решено было не восстанавливать пластырь.
«Калифорния» была помещена в сухой док № 2 9 апреля 1942. Средняя осадка при этом составляла 40 футов. Перед вводом в док с корабля были сняты кофердамы на корме и полубаке. Как обычно, командующий Тихоокеанским флотом и комендант военно-морской верфи были во главе делегации, приветствовавшей ввод «Калифорнии» в док. Вместе с представителями Westinghouse было решено что небезопасно высушивать и повторно пропитывать электродвигатели высокого напряжения. Этот метод был пригоден только для низковольтного оборудования. Вскоре после подъёма корабля пятьдесят три человека General Electric работали над восстановлением одного генератора и двух двигателей. По их оценке для восстановления оборудования необходимого для перехода в Пьюджет-Саунд нужно было четыре месяца. Было решено что один комплект из одного генератора и двух двигателей будет восстановлен в Перл-Харборе, а работы над остальными будут выполняться на Пьюджет-Саунд. Вся жизненно важная электропроводка и приборы были также заменены в Перл-Харборе. Турбинная часть электрогенератора не доставляла особых проблем, но требовала внимания из-за некоторой коррозии и наличия мазута. Котлы, четыре месяца пробывшие под водой, казались в хорошем состоянии. Но, как и на «Неваде», было решено заменить кирпичную облицовку и дополнительно протестировать их.
Калифорния оставалась в доке до 7 июня 1942. За это время верфь провела временный ремонт повреждений. После нескольких испытательных выходов в море «Калифорния» 10 октября 1942 вышла собственным ходом на верфь в Пьюджет-Саунд, куда и прибыла 20 октября. Здесь был проведен окончательный ремонт совмещенный с модернизацией, который длился почти год. После этого «Калифорния» присоединилась к флоту и участвовала в завершающих сражениях войны с Японией на Тихом океане.

### Линкор «Невада»
«Невада» была пришвартована правым бортом к месту стоянки F-8 — в конце линкорного ряда, следом за «Аризоной». Глубина воды составляла 12,2 м(40 футов). Около 8:10 одна торпеда попала в левый борт между носовыми башнями главного калибра, в районе 41 шпангоута на глубине 4,3 м (14 футов). В этом месте глубина ПТЗ составляла примерно 4,3 м (14 футов). Снаружи шел пустой блистер, установленный во время модернизации в 1929 году. Дальше борт и двойное дно, заполненное топливом. ЗА ним отсек разделенный горизонтальной переборкой. Внизу отсек был заполнен топливом, сверху находился пустой отсек. Дальше шла противоторпедная переборка из двух слоев — исходная 12,7 мм стали MS, усиленной поверх в 1929 году слоем из 25,4 мм стали NS. Борт был разорван примерно с 37 по 43 шпангоут — пробоина длиной 7,3 и шириной 5,5 м (24 х 18 футов). Противоторпедная переборка не была разорвана, но разошлась по швам (она конструктивно состояла из нескольких горизонтальных листов, скрепленных между собой заклепками). Были затоплены ряд отсеков по левому борту от погребов главного калибра. В состояние Z перевести корабль не успели, что осложнило борьбу с затоплением. Возникший крен на левый борт в 4-5 градусов выровняли контрзатоплением кормовых отсеков блистера правого борта.
Горизонтальные бомбардировщики «Неваду» не атаковали. Линкоры получили приказ двигаться к выходу из гавани и в 8:40 линкор снялся со швартовых и направился к выходу из гавани. Это произошло уже после того, как взорвалась «Аризона» и «Вестал» покинул свое место стоянки. Вскоре по ошибке были затоплены погреба кормовых башен главного калибра. Немного не дойдя места стоянки Калифорнии (напротив верфи), «Невада» получила приказ не выходить из гавани. Двигатели застопорили и линкор приготовился стать на якорь. Это произошло около 9:00. В этот момент над гаванью показались пикирующие бомбардировщики и застывший посередине залива линкор стал их целью. «Неваду» атаковали с нескольких направлений и в течение 2-3 минут она получила пять попаданий бомб.
Две бомбы попали в полубак в районе 15 шпангоута. Бомба № 1 прошла сквозь полубак, выйдя над второй палубой и разорвалась в воде. Бомба № 2 разорвалась внутри корпуса, в районе цистерны с авиационным бензином(Валин_213), также повредив внешнюю обшивку. Это вызвало протечку бензина и накопление его паров. Что усугубило многочисленные пожары и усложнило их тушение. Ещё одна бомба упала перед башней ГК № 1, по 25 шпангоуту, у края левого борта. Срикошетив от 2-й (броневой) палубы, она разорвалась в районе диаметральной плоскости, проделав большие пробоины в верхней и главной палубах. На полубаке в этот момент находились люди которые готовились отдать якорь и эти взрывы привели к многочисленным жертвам.
Четвёртая бомба попала в платформу левого орудийного директора на фок-мачте и взорвалась у основания дымовой трубы на верхней палубе. Бомба № 5 взорвалась прямо над камбузом в районе 80 шпангоута. Немедленно вспыхнули пожары. Они были особо интенсивными вокруг фок-мачты, в нос от офицерских кают и в районе камбуза. Носовые погреба были затоплены в районе 9:20, чтобы избежать их взрыва.
Чтобы не мешать выходящим из гавани кораблям, решено было приткнуть линкор в районе плавучего дока, где находился эсминец «Шоу». Давление в пожарной магистрали было слабым и были вызваны два буксира, чтобы помочь с тушением огня. Ветер дул с востока и развернул линкор, так что его корма начала разворачиваться, перекрывая выход из гавани. Вскоре взорвались погреба горевшего рядом эсминца «Шоу». Оба эти обстоятельства привели к решению оттащить Неваду подальше. Буксир толкнул корму линкора, развернув его, и нос сошел с мели. Буксиры стали толкать его на другую сторону пролива к восточному берегу полуострова Вайпио. Чтобы помочь буксирам, «Невада» в последний момент дала задний ход и линкор кормой посадили на мель.
К этому моменту корма находилась на коралловом уступе, крен составлял порядка 8° на правый борт. Но нос находился на плаву и медленно тонул из-за продолжавшегося затопления отсеков. Пожар в районе мостика привел к взрыву снарядов в кранцах первых выстрелов. Его удалось потушить только на следующий день, когда мостики на фок-мачте полностью выгорели. Густой дым от пожара попал в воздухозаборники из-за чего пришлось покинуть котельные отделения. К тому же в понедельник(8 декабря) скопившиеся пары бензина после повреждений от бомбы № 2 взорвались, нанеся дополнительные повреждения.
Затопление продолжалось. Положение было осложнено тем что стационарная помпа, предназначенная для откачки воды в носовой части, была заблокирована в результате взрыва, а переносные не справлялись с потоком воды и постоянно выходили из строя. Вода протекала даже там, там где не должна была — через заслонки в трубопроводах, вентиляции, щели в люках, образовавшиеся в результате смещения их после взрыва. В результате затопление остановить не удалось и вода в носу поднялась выше второй водонепроницаемой палубы. По ней она начала протекать в кормовые отсеки сверху, через вентиляцию, затапливая машинные отделения. К утру понедельника кормовое машинное отделение было оставлено. Корабль лишился энергии и последней стационарной помпы. Остановить его затопление уже было нечем. К вечеру понедельника корма соскочила с кораллового уступа. Постепенно были затоплены все отсеки и «Невада» легла на дно с креном на правый борт в 2°. Осадка составило 14,6 м (48 футов) носом и 12 м (39,5 футов кормой) во время 2-х футового (0,6 м) прилива. Чтобы удержать корабль на месте, «Невада» удерживалась несколькими якорями, установленными с кормы. В таком положении она оставалась до подъёма в феврале.

Линкор «Невада»
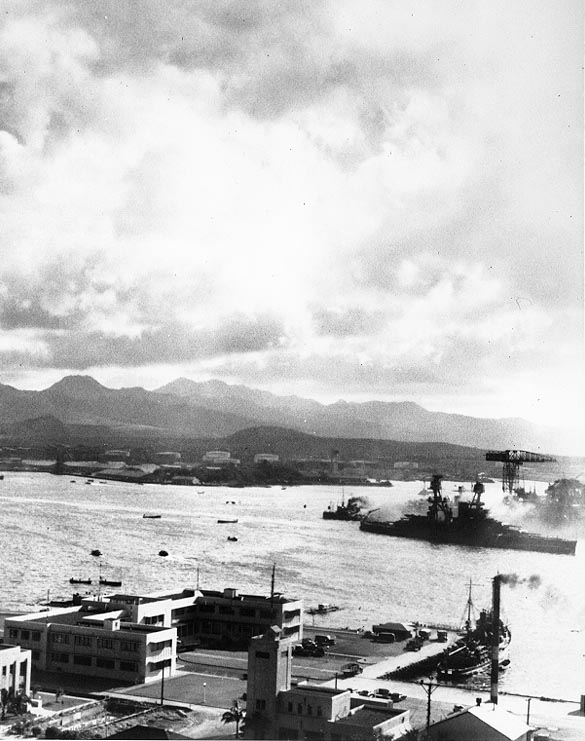
8:55 перед атакой пикировщиков
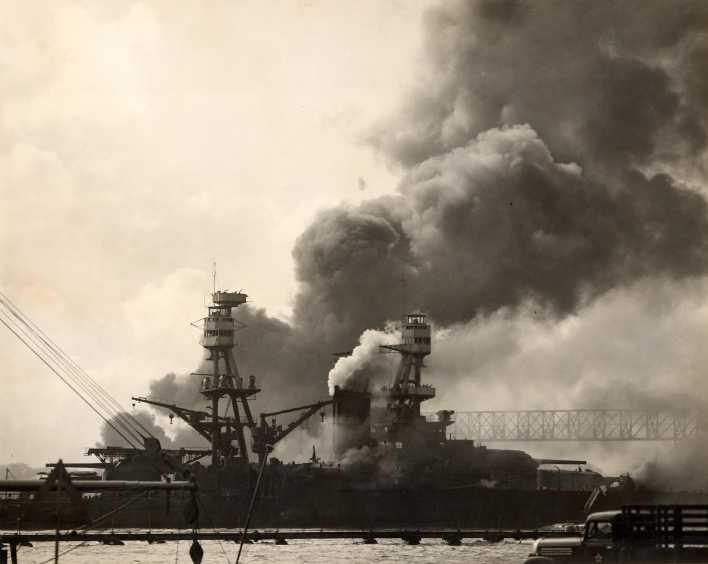
После атаки пикировщиков
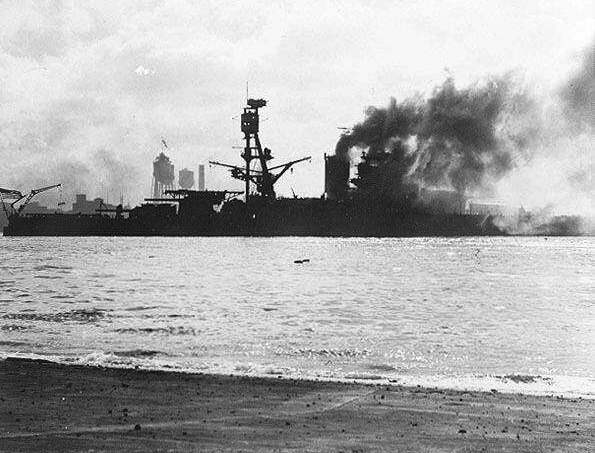
«Невада» перед посадкой на мель у доков.
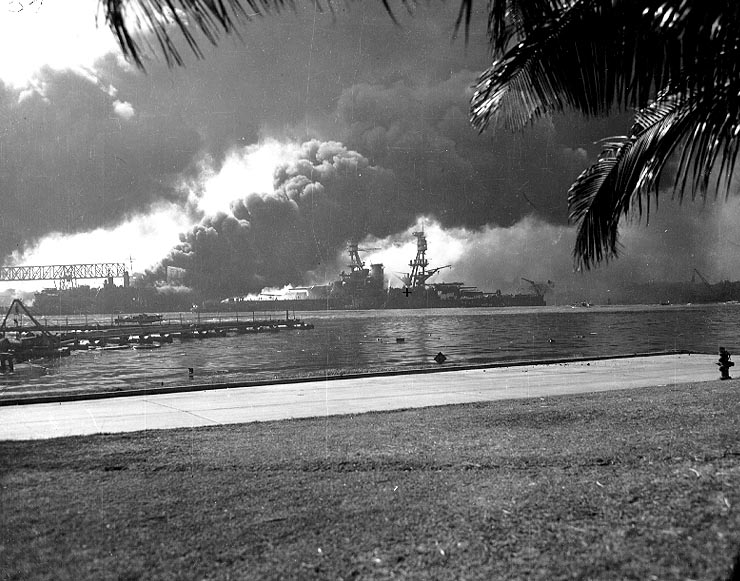
Возле горящего «Шоу». «Неваду» уже развернуло поперек канала.
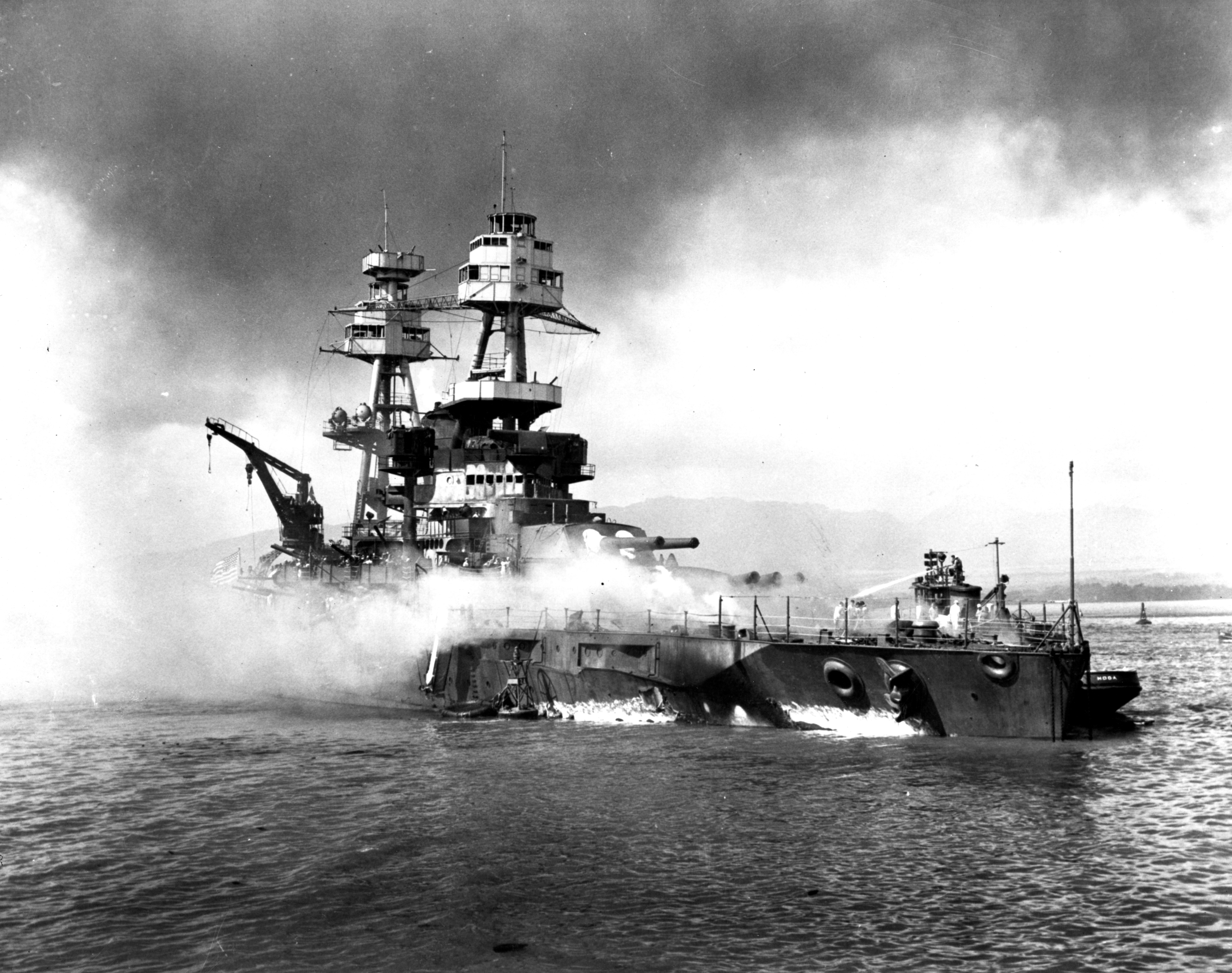
На мели у Госпитал-поинт
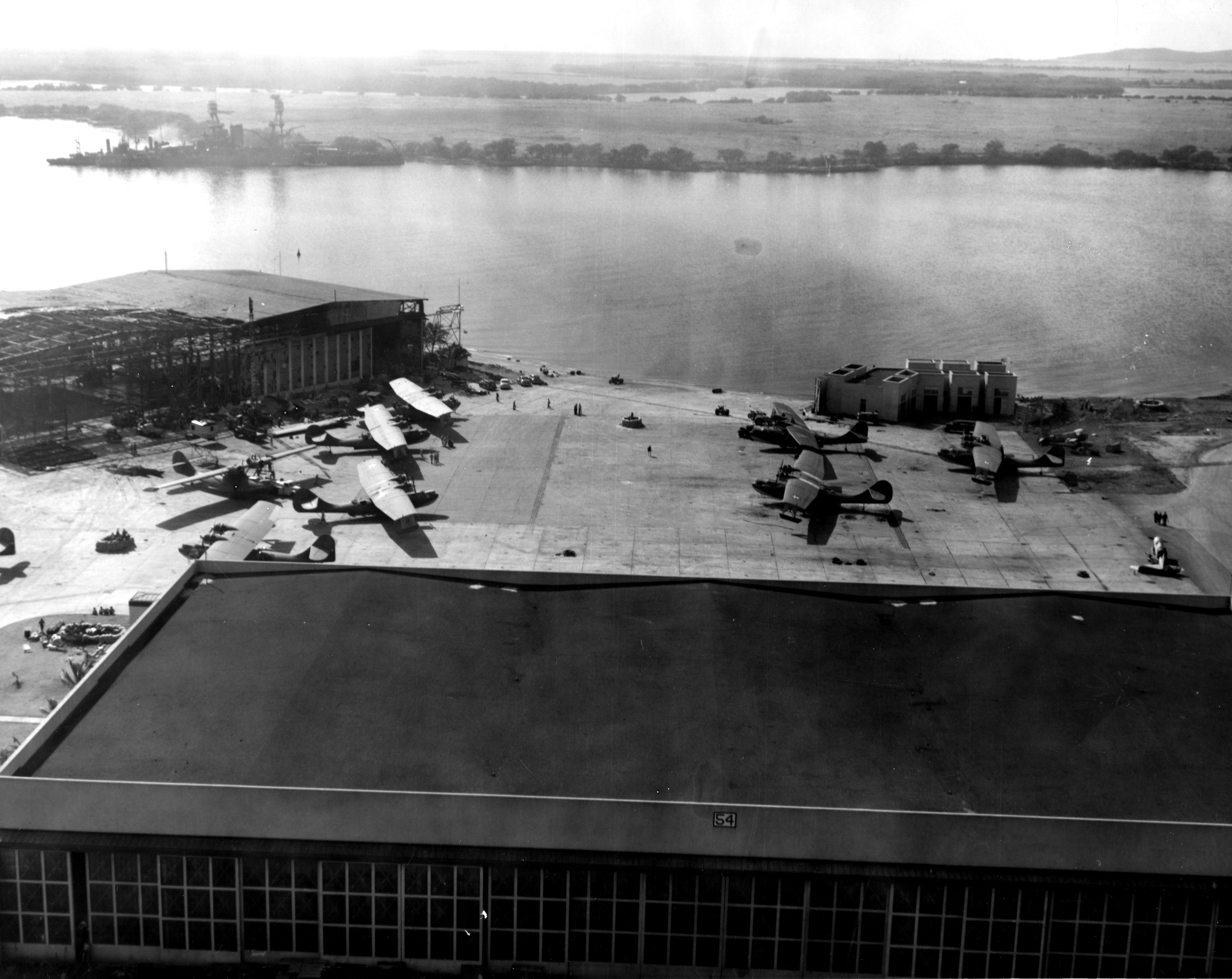
Вид со стороны острова Форд

Гомер Н. Валин, офицер руководивший спасательной операцией, был оптимистичен в отношении «Невады». Её паровая машина, по сравнению с турбоэлектрическим установками «Калифорнии» и «Вест Виджинии», должна была лучше перенести затопление. В диссонанс ему прозвучало мнение нового командующего Тихоокеанским флотом адмирала Нимица. 31 декабря 1941 он прибыл в Перл-Харбор и сразу захотел посмотреть на затонувшие в гавани корабли. Их ему показывал Валин. Глядя на «Неваду», по самую палубу сидящую в воде, со сгоревшим мостиком и развороченным бомбами полубаком, Нимиц высказал свое мнение, что удачная спасательная операция не кажется ему возможной и что не следует быть излишне оптимистичными(Валин_213).
Три бомбовых пробоины были заделаны с помощью деревянных пластырей. Приток воды уменьшался заделыванием пробоин с помощью резиновых накладок и волокна хлопкового дерева, крепившихся с помощью распорок. В одном случае водолазам пришлось сварить стальную заплату в месте особо крупной пробоины. В месте торпедного попадания решили установить большой коффердам.
Кофердам был изготовлен на верфи и подгонялся с использованием дна перевернутой однотипной «Оклахомы». Он был изготовлен к началу января, но оказался слишком громоздким, а его установка была сопряжена с трудностями. Пришлось прибегнуть к дноуглубительным работам в районе его установки. Часть докового киля пришлось удалить с помощью динамитных зарядов. Водолазы промучались с коффердамом целый месяц и так и не смогли установить его на место. В конце концов от него решили отказаться. Все равно он должен был опускаться минимум на 0,6 м (2 фута) ниже киля и представлял бы собой проблему при постановке в док. А при откачке воды выяснилось что противоторпедная переборка неплохо держит воду. Поэтому обошлись укреплением и герметизацией внутренних переборок. Только после постановки в док выяснялось почему у водолазов не получилось установить коффердам — оказалось что бортовой блистер в результате повреждения просел на 0,6 м и не позволил кофердаму плотно прилечь к корпусу.
Откачка воды производилась с помощью насосов с всасывающими патрубками диаметром от 76 до 203 мм (3-10 дюймов). По мере осушки отсеков заделывались пробоины и технологические отверстия. Экипаж корабля занимался очисткой отсеков от мусора и нефти. Личное имущество и секретная информация передавались в пункт сбора, где сортировалась. Предпринимались меры по сохранению и консервации оборудования. С корабля были сняты все запасы, а также масло и свежее мясо, которое к тому времени протухло и сильно воняло. Боеприпасы отправлялись в оружейное хранилище, где решали что с ним делать дальше. Эти работы выполняли 20 человек под руководством временного командира корабля коммандера Х. Л. Томпсона (Acting Commanding Officer Commander H. L. Thompson).
Рабочие из экипажа линкора и Спасательного дивизиона сняли запасы и боеприпасы. Мазут выкачивался на нефтеналивные баржи с помощью насосов в машинных отделениях. Эти насосы запитывались сжатым воздухом с компрессоров на пришвартованных к «Неваде» баржах. Значительную часть работы выполняли и насосы установленные на самих баржах. Водолазы занимались переключением вентилей в системах нефтепроводов.
В освобожденных от воды отсеках царил настоящий беспорядок. Они находились под водой два месяца и все их содержимое было разбросано. Сначала все омывалось забортной соленой водой. Потом горячим щелочным раствором удались остатки мазута, который проник во все доступные места. Ранее было определено что наиболее подходящим для работы внутри корабля являются цельный комбинезон и резиновые сапоги. Это позволяло переходить вброд по воде с нефтью и контактировать с предметами покрытыми слоем мазута. Откачка воды была поэтапным процессом. Спасательной бригаде нужно было дать время на устранение протечек и уборку осушенных отсеков. Позже, когда корабль был на плаву, заботились о том чтобы минимизировать объём остающейся в отсеках воды. Для этого использовали небольшие погружные насосы в нижних отсеках.
Электрооборудование неожиданно хорошо сохранилось. Порядка 95 % его было восстановлено по крайней мере для временной службы. Когда машинные отделения были осушены, двигатели были сняты и отправлены на верфь для просушки и ремонта. К этой работе привлекалась и гражданская фирма из Гонолулу. Начиная с Невады широко применялся «тектил».
«Тектил» — это торговая марка антикоррозийного состава, который позволил хорошо защитить от коррозии оборудование, побывавшее в соленой воде. Главное было как можно быстрее после осушки покрыть им оборудование, чтобы предотвратить его контакт с воздухом. Состав впитывал остатки воды и покрывал все оборудование тонкой защитной пленкой. Часть проводов можно было высушить и использовать. Но кабеля в наиболее ответственных местах были заменены на верфи.
Большой объём работ был продела водолазами. Первоначально работы выполнялись с помощью снаряжения для работы на малой глубине, пока не было обнаружено что вода загрязнена. Водолазы с «Невады» помогли в полной темноте найти задвижки в машинных отделениях, которые были необходимы для перекачки топлива из корабельных цистерн на баржи. На линкоре была всего два штатных водолаза, которые совершили 80 погружений. На «Виджене» (Widgeon) и «Ортолане» (Ortolan) на каждом было больше дюжины водолазов и они совершили более 150 погружений. Также использовались водолазы из отдела по ремонту эсминцев (Destroyer Repair Unit). Большую работу провели четыре водолаза частного подрядчика Pacific Bridge Company, которые совершили 160 погружений общей длительностью 950 часов. Всего во время спасения Невады было выполнено 400 погружений общей длительностью более 1500 часов.
Водолазы выполняли все виды работ — подводную резку кислородно-водородными и электрическими резаками, откачку и ила, работы с динамитом при демонтаже киля, использовали ручные и механические инструменты для сверления и установки коффердама. Они проделали также большую работу при откачке воды из отсеков, заделке пробоин и закрытию водонепроницаемых дверей и люков и т. д.
Незадолго до завершения спасательных работ на Неваде погибли два человека из-за отравления ядовитыми газами. 7 февраля лейтенант Джеймс С. Кларксон (James S. Clarkson). Он открыл одну из заглушек в отделении рулевого управления. Кларксон находился в помещении с ограниченным объёмом воздуха и потерял сознание. Несколько человек бросились ему на помощь, но было слишком поздно и он умер на месте. Ещё один из спасавших, который первым оказался возле него, позже скончался в больнице. Всего пострадало шесть человек. Химик верфи установил, что это был сероводород. В высокой концентрации он действует мгновенно и человек не успевает ничего почувствовать. Сероводород образуется в стоячей воде, в которой разлагается бумага, находящаяся под давлением.
После этого случая был организован постоянный отбор проб воздуха и временная вентиляция на всех спасаемых кораблях. Кроме этого в замкнутые пространства теперь нельзя было входить без аварийного дыхательного аппарата. Помимо вентиляции, было организовано и временное освещение. Это все было необходимо для эффективного выполнения работ. После разгрузки и откачки воды «Невада» всплыла 12 февраля 1942 года. Оперативное командование, особенно адмирал Нимиц, опасались что Невада затонет в проливе, когда буксиры будут заводить её в сухой док. Чтобы предотвратить это, откачка воды насосами не прекращалась пока линкор не завели в док. Адмирал Нимиц и адмирал Ферлонг присутствовали при вводе Невады в док, чтобы выразить благодарность всем спасателям за успешное завершение операции. 18 февраля «Невада» была заведена в сухой док № 2. По иронии судьбы сухой док № 1 не был задействован, потому что с установленным коффердамом у «Невады» была бы слишком большая осадка для входа в него. Но от установки коффердама отказались. Чтобы снизить нагрузку на противоторпедную переборку погреба также были затоплены. Воду из них откачали уже тогда, когда линкор стоял в доке.
На военно-морской верфи Перл-Харбора было временно заделана пробоина от торпедного попадания и повреждения от взрывов бомб. Камбуз был частично восстановлен для ограниченного использования. Был проведен скорый ремонт и восстановление работоспособности вала правого борта и гребных винтов, а также рулевого управления, поврежденных во время посадки на мель у мыса Вайпио. На всех шести котлах была заменена кирпичная кладка, заменена изоляция и они прошли тестирование.
«Невада» была выведена из дока 15 марта 1942 года. Энергетическая установка была испытана и все работы завершены к 22 апреля 1942. В этот день «Невада» присоединилась к конвою идущему в Бремертон, штат Вашингтон. Линкор шел своим ходом, используя два винта, и прибыл на военно-морскую верфь в Пьюджет-Саунд 1 мая 1942.
Здесь Невада до конца года прошла капитальную модернизацию с установкой большого числа новых зенитных орудий и участвовала в Алеутской компании в декабре 1942, а затем в высадке во Франции и, вернувшись на Тихий океан, — на Иводзиме, Окинаве и самой Японии, заработав 7 боевых звезд.

Повреждения «Невады»
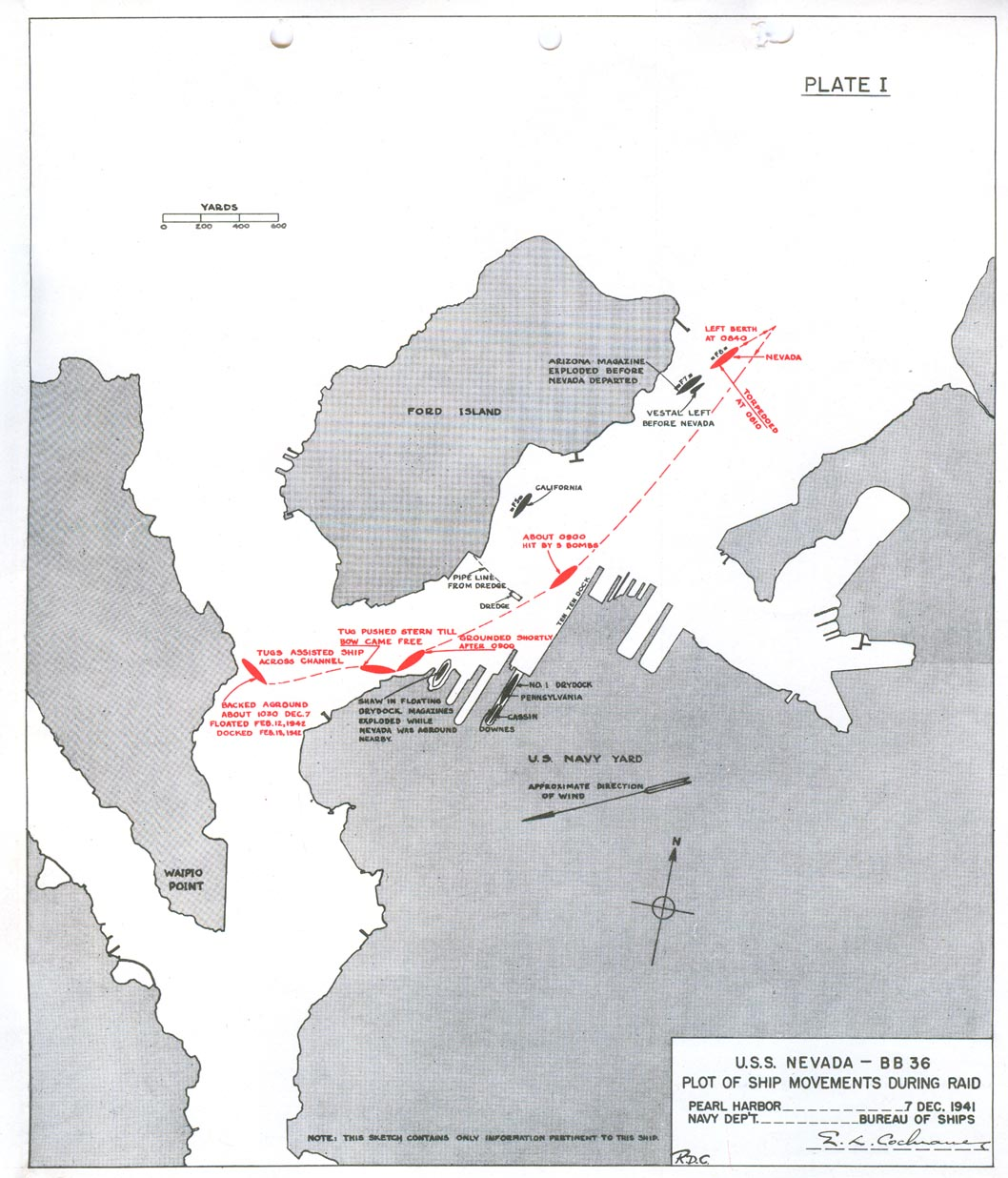
Схема перемещений линкора 7 декабря 1941
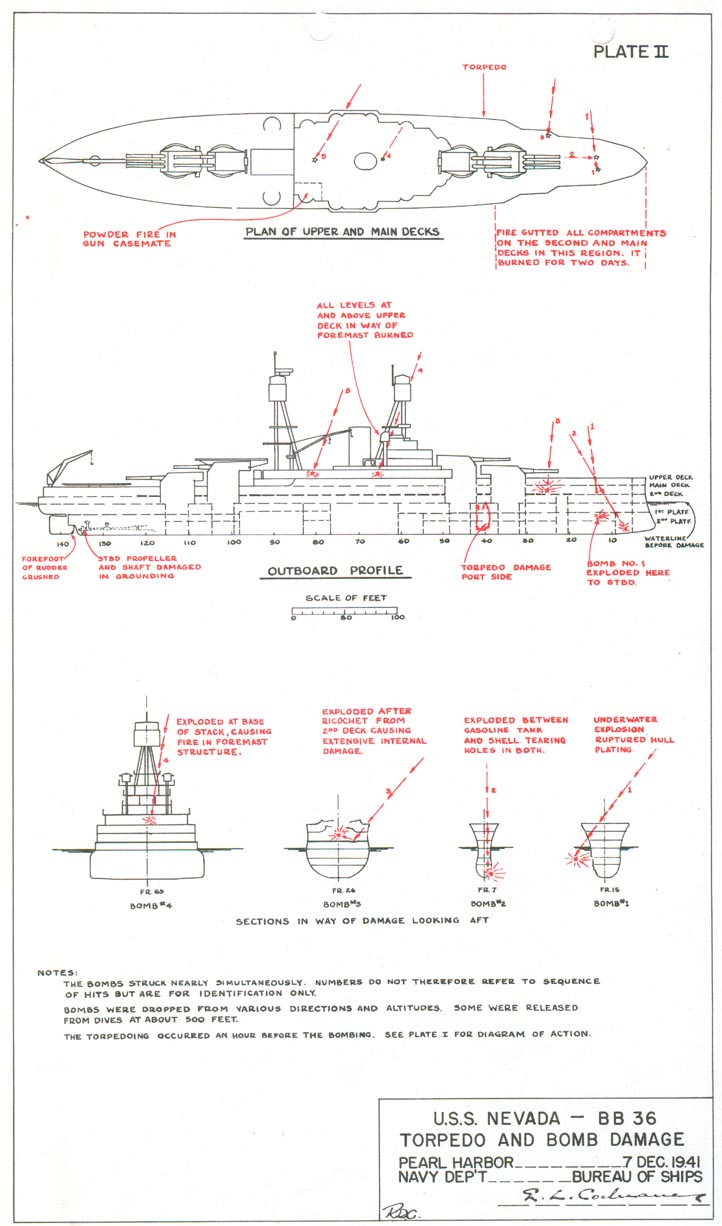
Схема повреждений из WDR №17
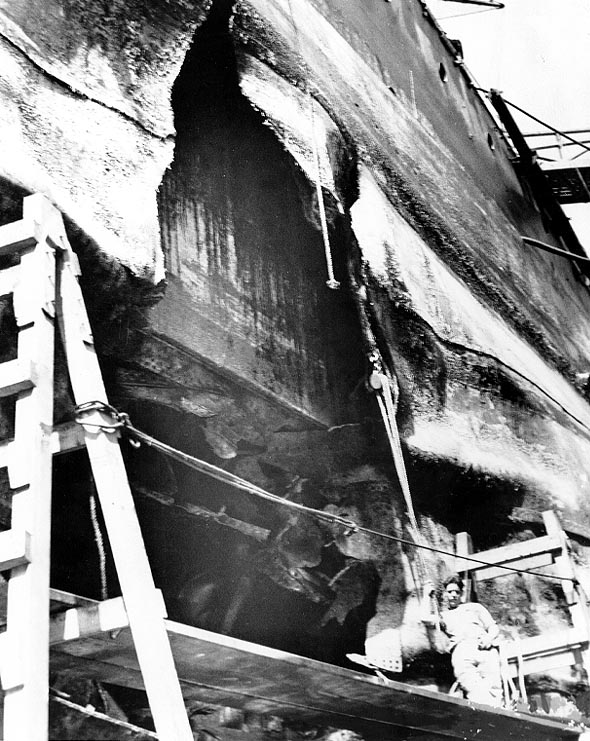
Торпедное попадание
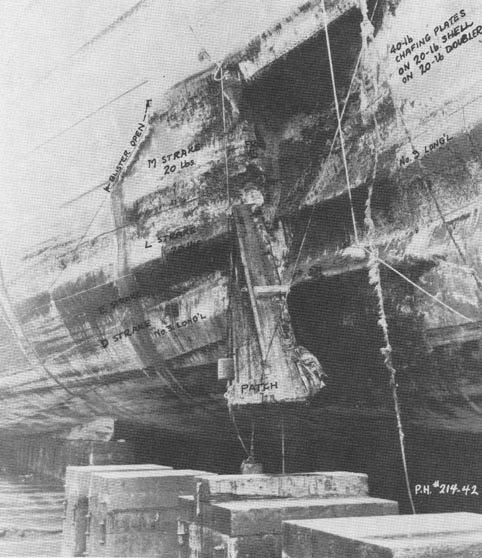
Пробоина от близкого разрыва бомбы
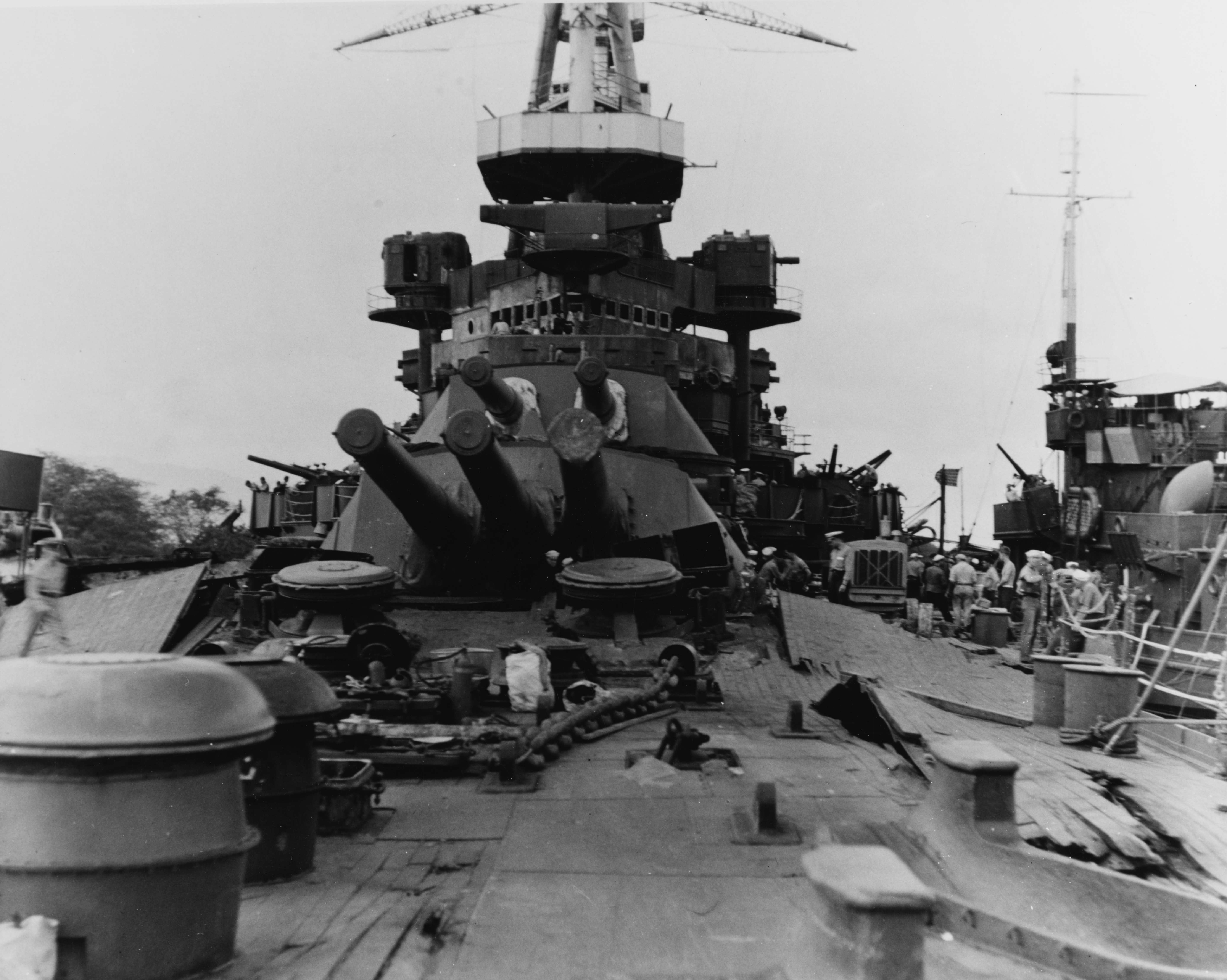
Повреждения палубы полубака
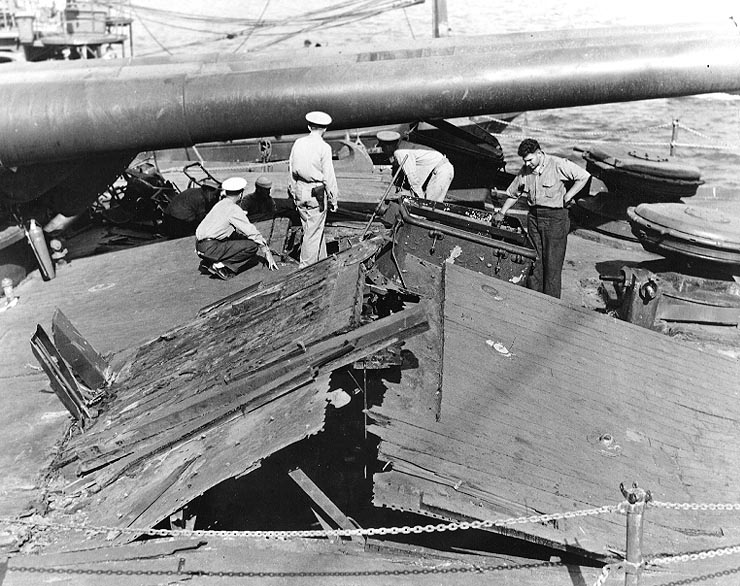
Повреждения палубы полубака

### Учебный корабль «Юта»
«Юта» была построена как линкор. По условиям Лондонского договора 1930 года она была разоружена и перестроена в учебный корабль. Орудия главного калибра были сняты, но часть башен осталась и издалека её ещё можно было принять за линкор. Сначала «Юта» использовалась как радио-управляемая мишень. К 1937 перестроена в корабль для подготовки зенитчиков. Для того чтобы продолжать работать в качестве корабля-мишени, все зенитные орудия и директора накрывались металлическими или деревянными кожухами.
Во время атаки на Перл-Харбор «Юта» находилась у западного берега о. Форд на месте стоянки F-11, правым бортом к берегу. У этого берега часто швартовались авианосцы тихоокеанского флота. Атаку на этот район производили торпедоносцы 2-й ДАВ. Не обнаружив подходящих целей, шесть машин с «Сорю» атаковали «Юту». Одна торпеда прошла мимо и поразила стоявший левее крейсер «Рэйли». Две торпеды из оставшихся поразили «Юту» в левый борт.
Крен быстро достиг 15° и старший офицер на борту капитан 3 ранга Соломон Айсквит в 8:03 отдал приказ покинуть корабль. К 8:05 крен достиг 40°, а к 8:12 корабль перевернулся и лежал на дне. Над поверхностью воды была видна часть его днища. Один человек был спасен из перевернувшего корабля с помощью быстро доставленных резаков. Погибшими были признаны 58 человек экипажа, из них тела четырёх были найдены в последующих дни и захоронены. Тела 54 человек найдены не были и считается, что они до сих пор находятся на борту корабля.
«Юта» не представляла большой боевой ценности, поэтому спасательные работы на ней проводились в последнюю очередь. Целью операции было освободить акваторию гавани. Для этого решено было поставить корабль на ровный киль как это было сделано для «Оклахомы» и, приподняв, оттащить её ближе к берегу. С корабля водолазами были сняты часть вооружения и боеприпасов. Откачана большая часть нефти. Но в феврале 1942, из-за опасности работы в загазованных помещениях внутри корпуса, работы были приостановлены. Спасательные работы были возобновлены в 1943 году. Но после 13 месяцев работ стало понятно что дальнейшие усилия не гарантируют результат. Вместо того чтобы провернуться в илистом дне, после поворота лебедками «Юта» ещё больше зарылась в ил. При этом состояние корабля было таким, что для обеспечения его плавучести пришлось бы приложить значительные усилия. Было решено что усилия не стоят ожидаемого результата. Навигации корабль не мешал и 15 марта 1944 года все работы на юте были прекращены. Юта осталась лежать на дне с креном примерно в 37 градусов на правый борт.
В 1956 году вопрос о подъёме «Юты» был поднят заново. Для обслуживания авианосцев типа «Эссекс» нужно было дополнительное место и его решили получить убрав Юту. Но оказалось что все оборудование для её подъёма уже сдано в утиль. И для утилизации старого корабля понадобится примерно 4 млн долларов. А выручить получится только 7000 т лома по цене $30-$40 за тонну. Было решено что это слишком дорого. Рассматривался вариант разборки корабля на месте во время учёбы водолазов, но эти планы также не были реализованы. Наконец в 1970 году Конгресс выделил средства на создание мемориала. Вместе с «Аризоной» «Юта» объявлена братской могилой и воздвигнутые мемориалы являются напоминанием о трагедии Перл-Харбора.

Учебный корабль AG-16 «Юта»
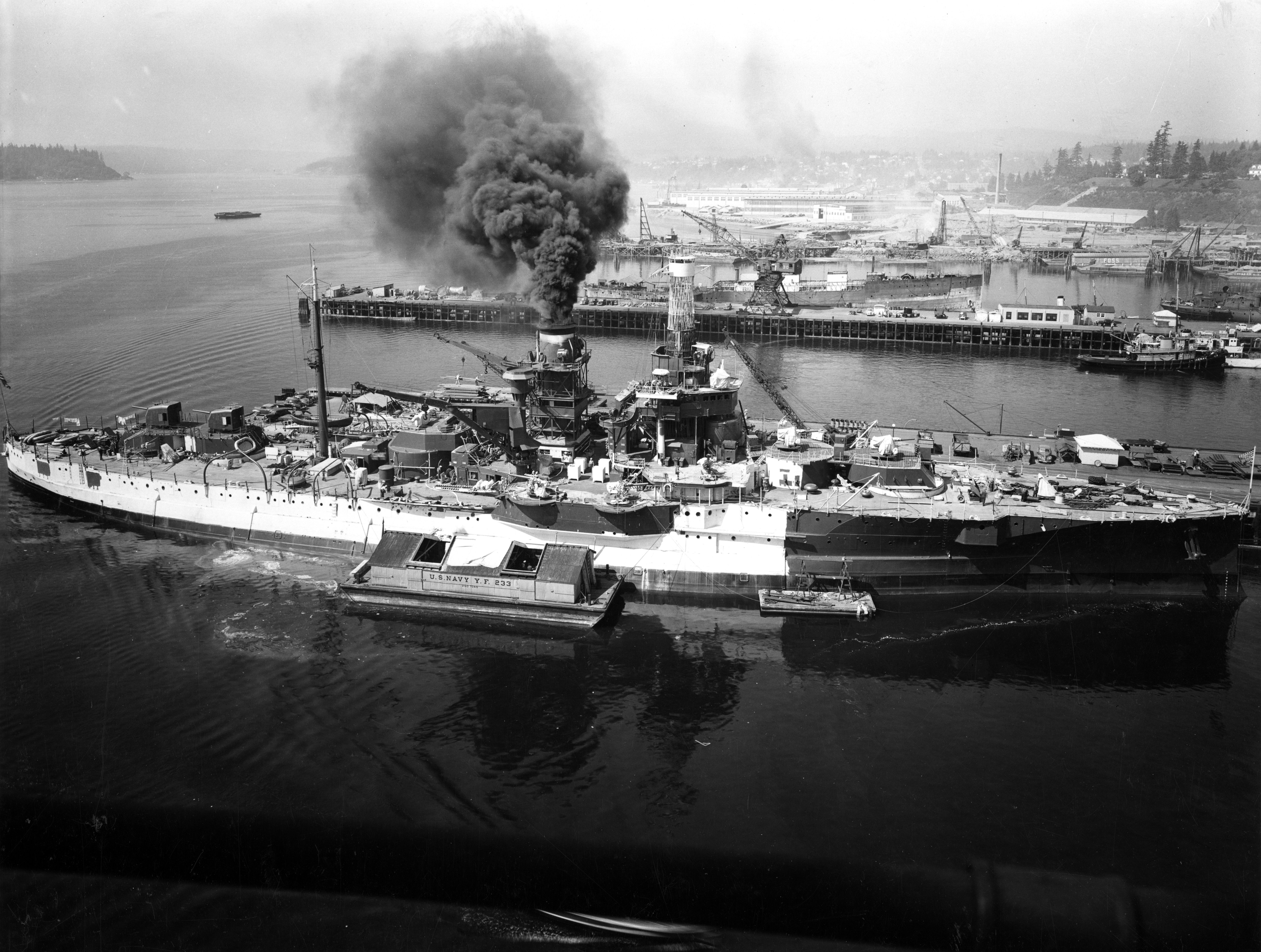
«Юта» 16 августа 1941 года. Примерно в таком виде она была 7 декабря.
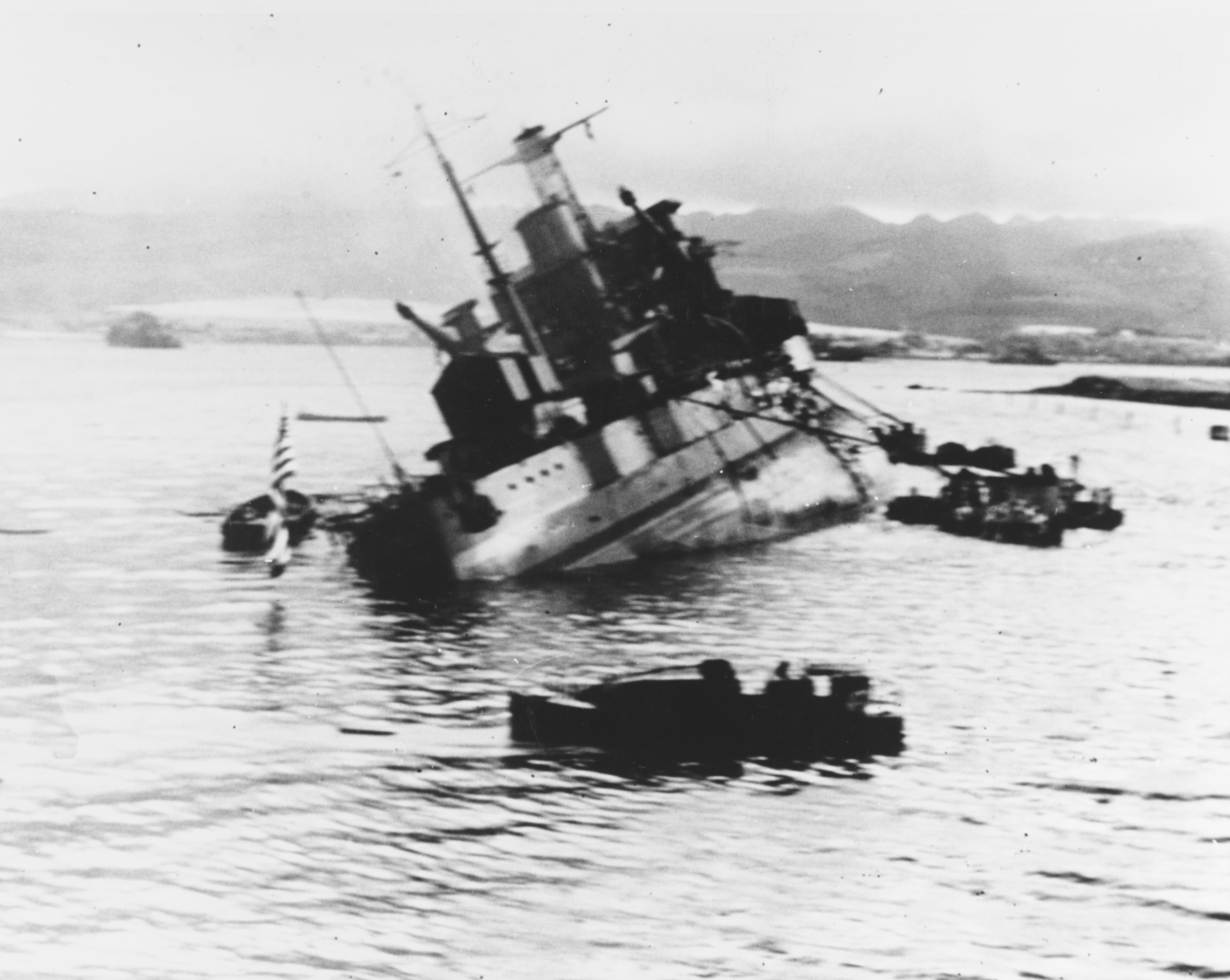
«Юта» незадолго до гибели. Вид с кормы. Видны щиты, прикрывающие зенитные орудия.
Перевернувшаяся «Юта». На заднем плане крейсер «Рэлей».
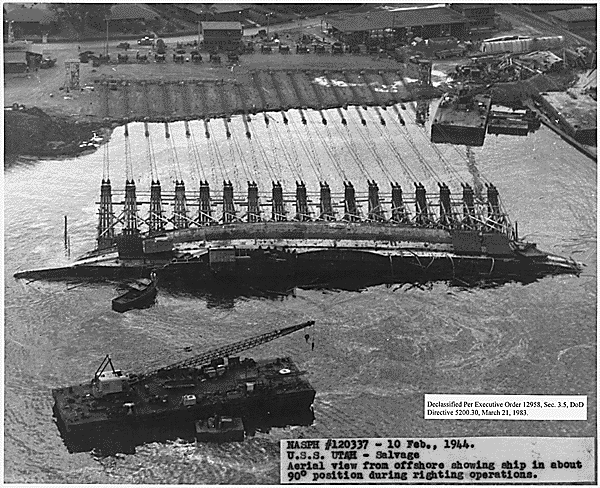
10 февраля 1944. Спрямление в начальной фазе.
13 февраля 1944. Крен на левый борт 68°.
13 марта 1944 года. Финальное состояние, крен на левый борт 37°
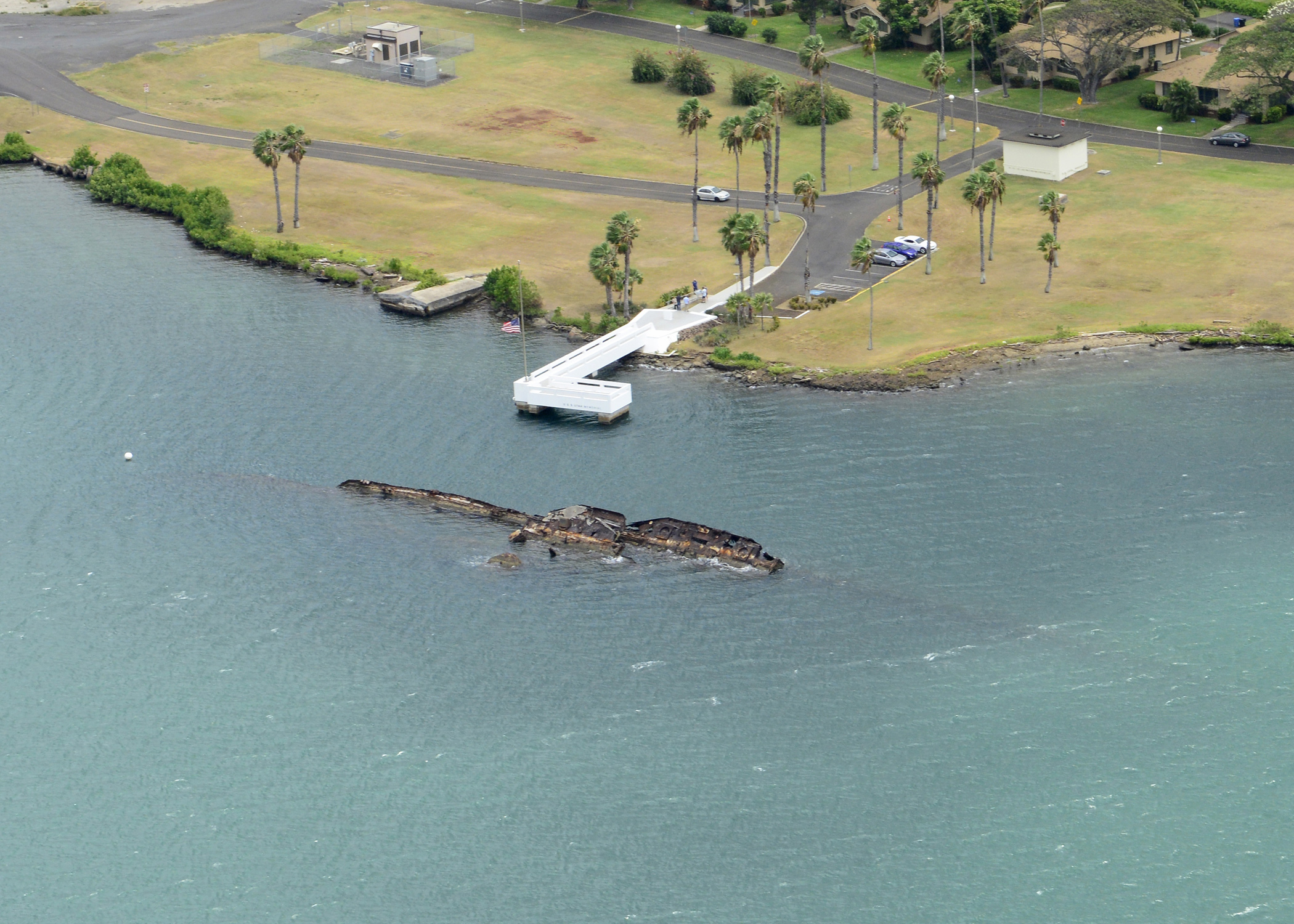
Современное состояние «Юты» и вид на ее мемориал.

### Минный заградитель «Оглала»
«Оглала» стояла на верфи ВМФ Перл-Харбора левым бортом к лёгкому крейсеру «Хелена» на месте стоянки B2 у пирса 1010. Дистанция между кораблями была примерно 2,5 метров. Глубина воды 12,8 м. В 7:55 началась атака торпедоносцев. Один из них атаковал «Оглалу». По её наблюдениям торпеда была сброшена с дистанции примерно 460 м. Торпеда выставлена на большую глубину и прошла под корпусом мелкосидящего минного заградителя, ударив борт «Хелены». Взрыв произошел в районе котельного отделения «Оглалы». Взрывом был поврежден корпус и настил трюма. Корпус встряхнуло и по нему прошла изгибная вибрация. Примерно в это же время несколько самолётов обстреляли корабль из пулемётов с бреющего полета. Также с «Оглалы» сообщили о бомбе сброшенной через несколько минут после этих событий и взорвавшейся между «Оглалой» и «Хеленой» тоже в районе котельного отделения. Данные об этом попадании сомнительны — на «Хелене» этот взрыв не заметили, а по японским данным пикирующие бомбардировщики атаковали корабли значительно позже.
От сотрясения сработал автомат защиты и корабельный электроенератор выключился. Во время атаки корабль находился в состоянии «Бейкер», с открытыми водонепроницаемые люками и дверями для удобства перемещения экипажа. Котельное отделение начало быстро заполняться водой. Персонал, затушив котел, покинул его, задраив водонепроницаемые двери. Затапливаться начало также и машинное отделение. К 8:30 крен достиг 5 градусов и «Оглала» осела кормой. Затоплений в нос от машинного отделения не было, но кормовые отсеки продолжали быстро затапливаться. Корабль не имел никаких средств для откачки воды, поэтому стало очевидно, что долго на плаву он удержаться не сможет. В момент атаки на «Оглале» находился командующий минных сил тихоокеанского флота контр-адмирал Уильям Р. Ферлонг. Он увидел что затопление его флагмана рядом с «Хеленой» может перекрыть крейсеру пути выхода от пирса. Поэтому он приказал оттащить минзаг в сторону. Двумя буксирами его оттащили и к 9:00 пришвартовали за кормой «Хелены». «Оглалу» попытались удержать от опрокидывания швартовыми тросами, но крен и диферент продолжали увеличиваться. Контрзатопление не применялось. К 9:30 крен достиг 20° и дальнейшая стрельба из орудий стала невозможной. Был отдан приказ покинуть корабль и сняв пулемёты экипаж покинул агонизирующую «Оглалу». Она перевернулась и затонула незадолго до 10:00, завалившись мачтами на пирс.
После подъёма «Калифорнии» и «Вест Вирджинии» настала очередь «Оглалы». Маленький корабль доставил своим спасателям большие проблемы и за счет уникального сочетания ряда факторов попал в анналы спасательных операций. Это был старый корабль постройки 1906 года и его конструкция позволяла массам воды свободно перемещаться внутри корпуса, а остойчивость во время спасательной операции оказалась наихудшей среди всех кораблей. Минзаг лежал на левом борту и только средняя часть его правого борта выходила из под воды при максимальном приливе. К счастью, жертв и серьёзных травм среди членов экипажа не было.
Первоначально «Оглалу» решили списать. Все усилия были направлены только на то, чтобы освободить пирс и выход из сухого дока. Для этого её все равно нужно было поднять и либо завести на пляж или в док для разделки, либо выведя из гавани затопить в море. Несколько месяцев спасательная команда была занята на более срочных роботах. Поэтому всё что сделали на «Оглале» в первые дни — это демонтировали её мачты и верхнюю часть конструкций.
Поначалу планировали использовать накачку корпуса сжатым воздухом, чтобы просто вытеснить всю воду. Но обследования показали что корпус не выдержит нужного давления. Затем решили использовать четыре подъемных баржи со стальными тросами. Для этого нужно было модифицировать имеющиеся баржи — изменить разбивку на отсеки, установить систему труб и насосов для их заполнения и откачки воды. Плюс придумать систему крепления и защиты барж во время подъёма. Все это требовало привлечения квалифицированного персонала и материалов, необходимых в других местах, поэтому этот метод тоже отбросили.
Тогда было предложено взорвать корабль и с помощью водолазов и катеров собрать обломки. Метод казался разумным, но он требовал привлечения крана, который итак был задействован во многих местах. Также была возможность серьёзно повредить док при взрывах. В течение трех-четырех месяцев стало понятно что все методы, использующие простые решения, неработоспособны или непрактичны. В определённой мере из-за безысходности было принято решение поступить стандартным способом — выровнять корабль, поднять его из воды и завести в сухой док для ремонта. Все это было сделано за три месяца, но с множеством проблем и интересных эпизодов.
Выравнивание корабля производилось в основном за счет использования системы тросов. Были использованы десять спасательных понтонов для подводных лодок каждый из которых имел положительную плавучесть (создавал выталкивающую силу) в 80 т. Каждый из понтонов был прикреплен к цепи, которую водолазы провели под левым бортом, лежащим на дне и прикрепили к стальным стопорам, приваренным над водой на правом борту корабля. Кроме этого в корпус подавался сжатый воздух под избыточным давлением 0,2 атм (3 psi), чтобы вытеснить столько воды, сколько получится. Рядом с «Оглалой» были поставлены на якорь две баржи. На них были размещены лебедки, которые создавали дополнительное вращающее усилие. На причале были закреплены два 75-тонных гидравлических домкрата и прикреплены к краю палубы. С их помощью, при необходимости, можно было обеспечить начальное вращательное усилие. Все приготовления были завершены и эта часть операции по подъёму «Оглалы» была назначена на 11 апреля.
За операцией наблюдало множество людей. Присутствовали адмирал Нимиц и комендант верфи ВМФ контр-адмирал Ферлонг, которые всячески старались поддержать темп спасательных операций, лично присутствуя на каждом значительном событии. Попытка выровнять «Оглалу» завершилась фиаско, став первой в цепи неудач при работе над минным заградителем. Несколько понтонов оторвались и поднялись на поверхность, когда крепления их цепей разорвались по сварным швам. Неисправные проушины были заменены, а понтоны закреплены более надежно. Вторая попытка 23 апреля была удачной. Корабль развернули, но крен на левый борт все ещё составлял 20°. Предприняв ряд мер, включая дноуглубительные работы, и переустановив понтоны, крен в течение нескольких дней удалось уменьшить до 7°. «Оглала» была готова к подъёму.
К этому времени корабль находился на глубине примерно 13,7 м. Так как деревянные части надстроек были демонтированы, над водой была видна только небольшая часть полубака и надстройка в средней части. Методика использовалась та же, с помощью которой подняли «Калифорнию» и «Западную Вирджинию». Там где палуба находилась под водой обшивка корпуса как бы «вытягивалась» вверх, пока она не достигнет поверхности воды. Это делалось с помощью деревянных коффердамов (щитов) прикрепляемых к планширю (верхней части борта выступающей над палубой). Тогда при наличии достаточной мощности насосов откачивается вода и корабль всплывает под действием выталкивающей силы.
Продолжение обшивки вверх обычно простая операция, но может сталкиваться с препятствиями и конструктивными сложностями. Кессоны в виде деревянных вертикальных секций прикручивались болтами к комингсам. Секции были высотой от 1,8 до 8 м и толщиной стенок от 100 до 250 мм, в зависимости от того на какую глубину они устанавливались. Такие размеры щитов потребовали установить большое количество внутренних опор. Чтобы облегчить правильную установку кранами деревянных щитов на нужное место, им обеспечивали отрицательную плавучесть, укладывая мешки с песком в ящики прикрученные к каждой секции коффердама.
Пока устанавливались секции кессона, группа водолазов установила деревянную накладку 5,5×6 м на место разрыва обшивки от взрыва торпеды. Также водолазы заделали все отверстия в корпусе и щели в кессонах. Работали одновременно от 15 до 18 водолазов, в основном с «Ортолана». Был выполнен огромный работ подводных работ — совершено 542 погружения общей длительностью примерно 2000 часов. При этом не было ни одного серьёзного ранения или несчастного случая. После включения насосов уровень воды опускался со скоростью примерно 1 м (3 фута) в час и в 10:00 23 апреля «Оглала» всплыла. Как оказалось это ещё не было концом испытаний.
Проведенные расчеты показали что если продолжить откачивать воду, то «Оглала» потеряет остойчивость как в продольном, так и поперечном направлениях. И станет отрицательной, что приведет к опрокидыванию. Это было связано с тем, что на палубе было установлено порядка 1300 т грузов — коффердамов, их опор, песчаного балласта, насосов, что серьёзно увеличило верхний вес. С другой стороны роль играло наличие больших поверхностей с открытым доступом воды, в первую очередь открытая минная палуба.
Чтобы повысить поперечную остойчивость было решено снять якоря, около 350 мешков с песком, несколько самых высоких секций и откачать воду, скопившуюся в нескольких местах. Предпринятые меры лишь ненамного улучшили ситуацию, потому что для увеличения метацентрической высоты на 25 мм нужно было снять примерно 150 т грузов. Стало понятно, что несмотря на предпринятые действия, остойчивость будет под вопросом. Это подтвердилось когда осадка была уменьшена до 12,2 м (40 футов) и возник крен в 8° на левый борт.
Можно было заняться перемещением груза по палубе, но пока этот вопрос решили отложить. Как оказалось к счастью. В ночь с 25 на 26 июня офицер ответственный за спасательную операцию был разбужен вахтой с печальным заявлением: «Оглала. Она снова тонет.» Вылезла проблема с продольной остойчивостью. Сначала остановился носовой насос, когда его бензопровод забился. Это повлекло за собой накапливание воды в носу, потому что у второго насоса в этом месте всасывающий патрубок находился в нескольких футах (один фут равно 0,3 м) выше. Когда нос немного опустился, вода по открытой палубе хлынула вперед, увеличив дифферент на нос. Поток воды принес за собой брошенную одежду и мусор, которые забили фильтры обоих насосов, что ещё более усугубило ситуацию. Нос корабля достиг дна на глубине примерно 14,6 м (48 футов), а сам корпус получил крен в 8° уже на правый борт.
После напряженной работы по укреплению опор и устранению протечек за три дня корабль снова вывели на ровный киль. На очереди было следующее испытание. 29 июня кормовая секция коффердама оторвалась от палубы и в считанные секунды «Оглала» набрала большой объём воды и снова затонула. Осмотр кормовой части показал что кто-то команды устанавливающей деревянные щиты подошел к своей работе схалтурил. Он посчитал что положенные по чертежу стальные стяжки между коффердамом и корпусными конструкциями «лишние». И достаточно будет скрепления с помощью брусьев 250×300 мм снаружи и внутри.
Через два дня крепления восстановили и судно снова было на плаву. На 3 июля была запланирована поставка корабля в док. Это могло не произойти, если бы не своевременность действий во время событий произошедших ранним вечером в июля. Вокруг «Оглалы» на поверхности плавали пятна разлитой нефти и бензина. Бревна коффердамов были пропитаны маслом. Поэтому когда при заправке капли бензина попали на горячую выхлопную трубу бензонасоса, произошло возгорание. Разгорелся нешуточный пожар. Но вовремя прибывшие несколько пожарных расчетов за полчаса потушили огонь. Серьёзных повреждений не было и очередного затопления «Оглалы» удалось избежать. На следующий день, к огромному облегчению спасателей, она вошла в док.
«Оглала» имела среднюю осадку 4,9 м, а при заводке в док она составляла 11,9 м, так как поднять минзаг выше нельзя было из-за проблем с остойчивостью. Были некоторые опасения по поводу того что при буксировке могли не выдержать крепления коффердамов, но все обошлось. В доке внутреннее оборудование было отремонтировано, включая главную силовую установку. Также обновили всю важную электропроводку.
После временного ремонта в Перл-Харборе «Оглала» своим ходом без сопровождения вышла на верфь Маре-Айленд. Было решено переоборудовать её в судно по ремонту дизельных двигателей на гражданской верфи Los Angeles Shipbuilding Company. Из-за преклонного возраста, износа и нагрузок во время спасательных операций решено было провести обследование состояние корабля. Инспекционный совет флота после тщательной проверки признал «Оглалу» годной к дальнейшей службе. В феврале 1944 году уже в новом качестве «Оглала» отправилась в южную часть Тихого океана.

### Эсминцы «Кэссин» и «Даунс»
Эсминцы находились в сухом доке № 1 перед линкором «Пенсильвания», кормой к выходу из дока. «Кэссин» слева, «Даунс» справа. На обоих была частично разобрана обшивка в носовой части. Винты были демонтированы и велись работы над дейдвудами гребных валов. Начались и другие ремонтные работы. Электроэнергией, паром и водой корабли обеспечивала верфь. После начала атаки первой волны в районе 8:15 поступил приказ подготовить корабли к затоплению дока, чтобы уменьшить возможные повреждения.
Эсминцы были атакованы несколькими пикирующими бомбардировщиками с юго-восточного направления. «Кэссин» и «Даунс» открыли зенитный огонь, но это не помешало бомбардировщикам нанести прицельный удар. Три попадания получил «Кэссин» и одно «Даунс». Первая бомба попала в кормовую надстройку «Кэссин» и, пройдя сквозь корпус, разорвалась на дне дока. Вторая бомба попала в «Кэссин» в районе носовой надстройки. Также пройдя сквозь надстройку и корпус она разорвалась на дне дока между эсминцами. В результате этих двух попаданий топливные цистерны обоих эсминцев были пробиты и нефть начала выливаться. К этому моменту воды в доке ещё не было и ничто не помешало разгореться пожару. Положение осложнилось тем, что одна из бомб упала на верфь и вывела из строя все оборудование, прекратив централизованную подачу электроэнергии и воды. Это сделало борьбу с огнем ещё более сложной. Плотный дым от горящей нефти окутал все кругом, затрудняя дыхание и тушение пожара. Поступил приказ покинуть оба корабля. Вскоре «Даунс» получил прямое попадание бомбы в носовую надстройку. Третья бомба попала и в надстройку «Кэссина». Продолжающийся пожар привел к возгоранию торпед в торпедных аппаратах. Большинство из них просто выгорало, но одна из боевых частей в торпедном аппарате правого борта «Даунс» сдетонировала, в результате чего образовалась дыра в его палубе и борту. На «Даунсе» также сдетонировало снаряды в носовых погребах.
Для того чтобы запустить генераторы на «Пенсильвании», док нужно было заполнить водой. Они могли работать только при охлаждении от забортной воды. Поэтому когда электроснабжение восстановили, док продолжили заполнять водой. Примерно к 10:10 док заполнился водой настолько, что эсминцы начали всплывать. При этом «Даунс» остался кормой лежать на кильблоках, а его нос поднялся над водой. У «Кэссин» напротив — нос остался лежать на кильблоках, а корма плавала. Из-за затоплений он накренился на правый борт и лег надстройками на «Даунс». К счастью ветер был с кормы эсминцев, поэтому пожаротушение с этой стороны было успешным и до глубинных бомб на корме огонь не добрался. Пенсильвания от огня также особо не пострадала. К 10:45 пожары удалось взять под контроль.
При обследовании после погашения пожара эсминцы представляли собой жалкое зрелище. Надстройки выгорели практически полностью, особенно в тех местах где использовался алюминий. Корпуса повело, обшивка была покороблена из-за температурных деформаций и пробита во многих местах. Корпус «Кэссин» был сильно изогнут в вертикальной плоскости — носовая часть была приподнята на 60 см от строительной базовой линии. Состояние «Даунса» было ещё хуже. Корма и нос были приподняты примерно на метр. Сам корпус был закручен. Тем не менее внутреннее оборудование, включая силовые установки, особо не пострадали. От восстановления корпусов и надстроек отказались, решив их полностью сделать заново. Остатки кораблей было решено разделать на метал, использовав силовую установку и то оборудование которое можно восстановить для строительства новых кораблей. Фактически это были новые корабли, но формально они считались отремонтированными и сохранили свои названия и бортовые номера. Утилизация Даунс была завершена в сухом доке в августе 1942 года, а «Кэссин» — в октябре 1942 года. Военно-морская верфь Mare Island Navy Yard завершила постройку кораблей в ноябре 1943 года и феврале 1944 года соответственно. Затем они покинули западное побережье США и продолжили участие в войне против Японии.

Эсминцы «Кэссин» и «Даунс»
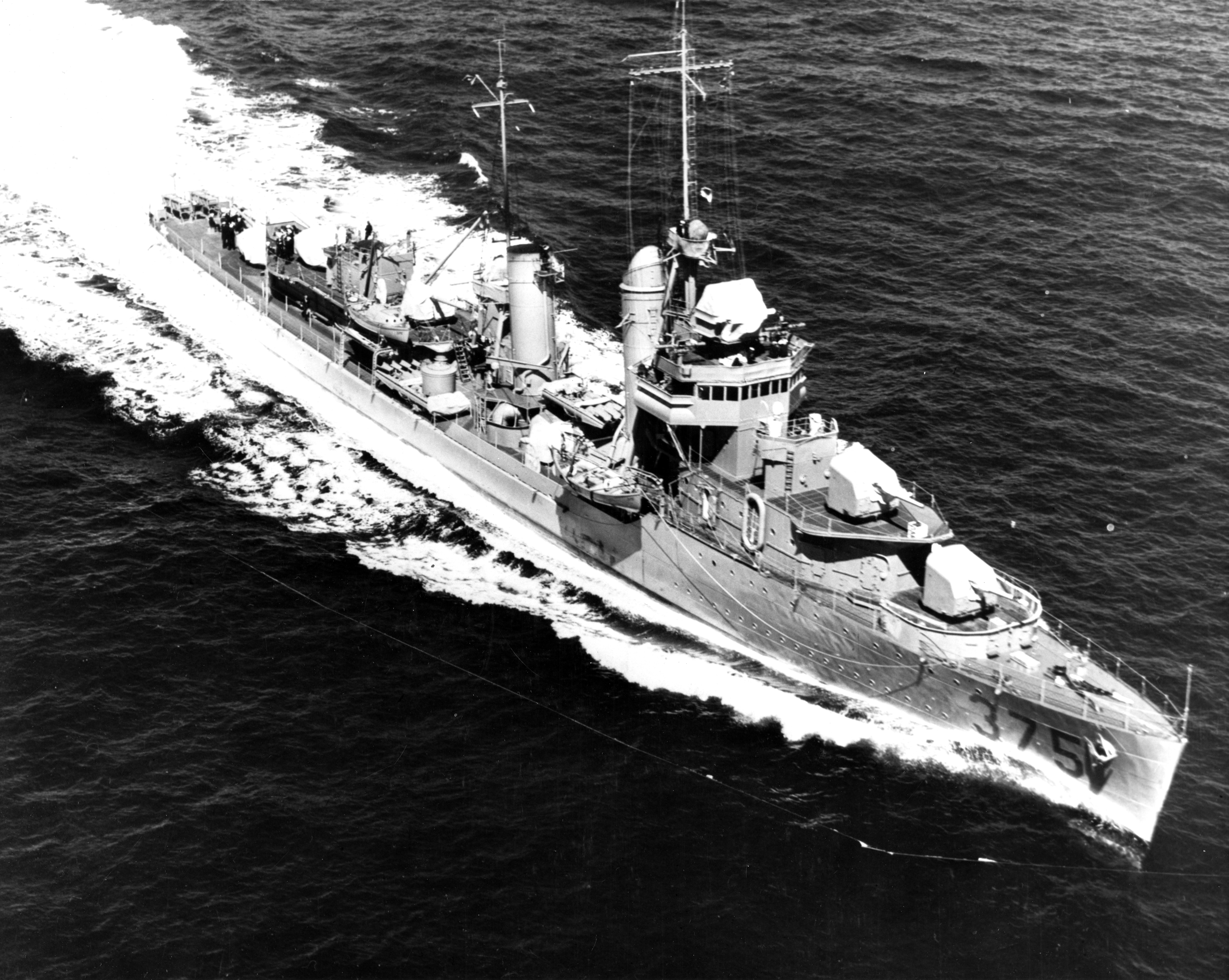
Эсминец «Даунс» перед войной
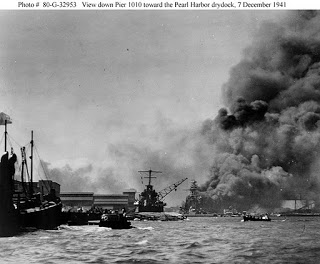
Вид с крейсера «Хелена» на пожар в сухом док.
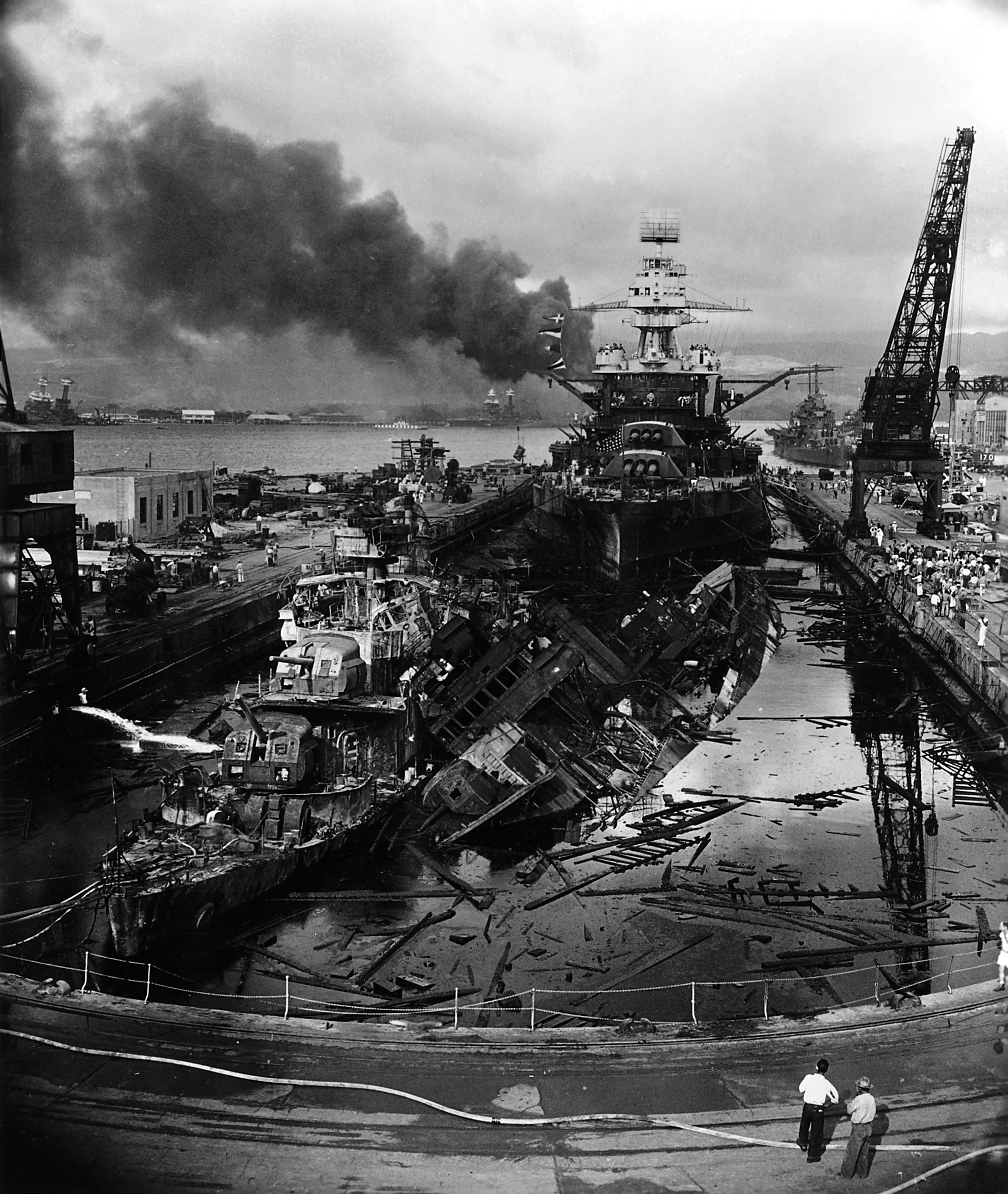
«Кэссин» навалился на «Даунс». Вокруг них разлившаяся нефть.
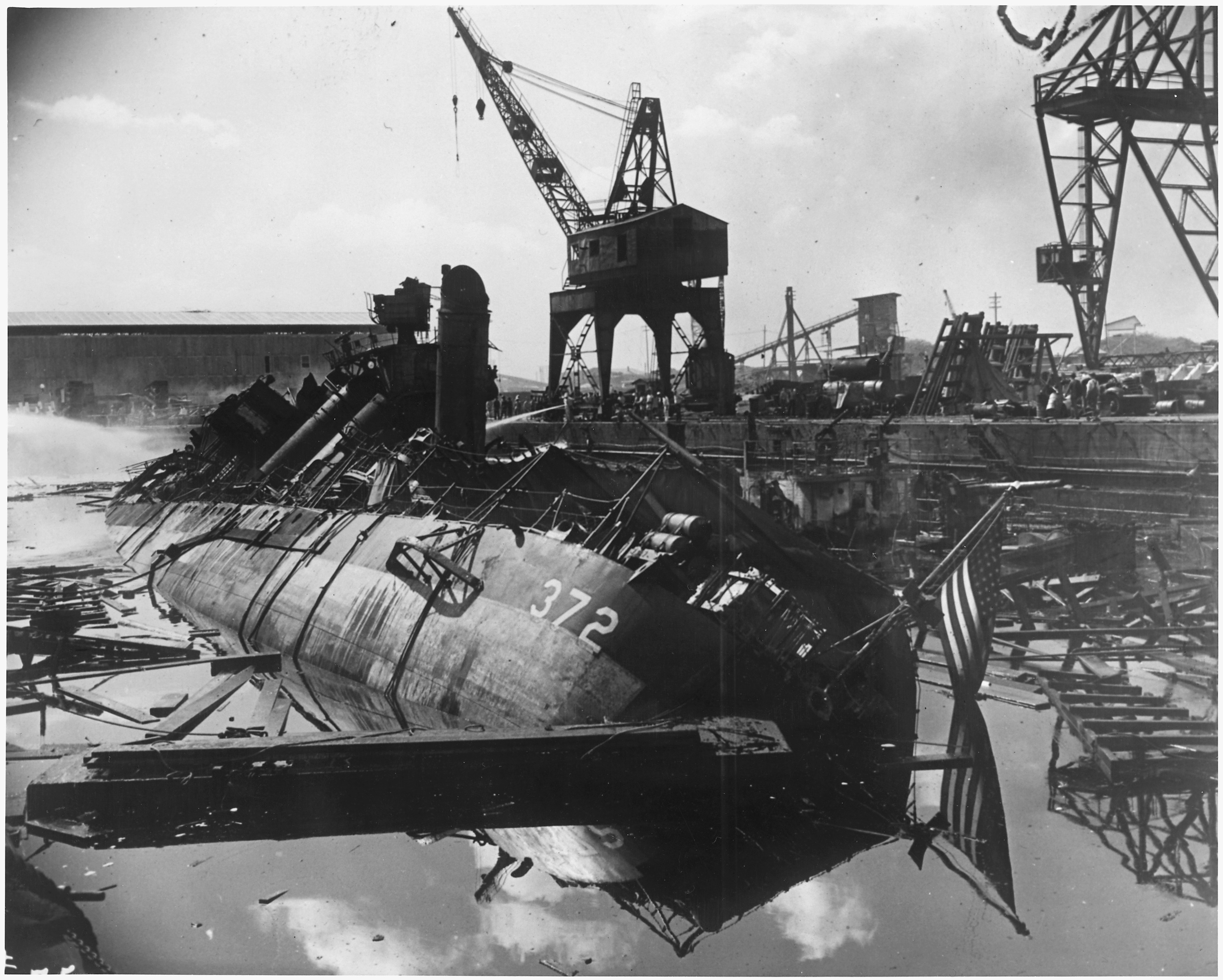
Вид с кормы на «Кэссин»
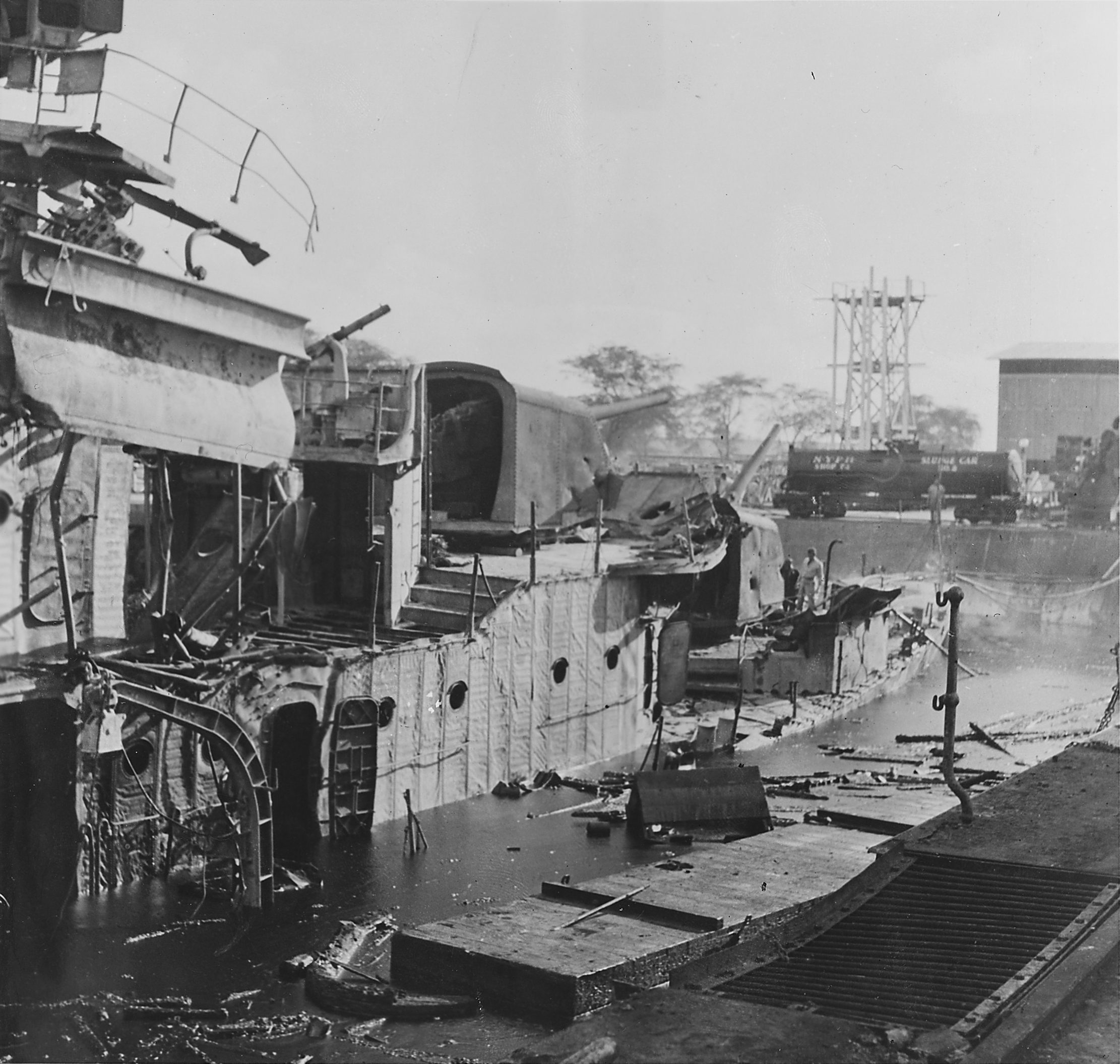
Надстройка «Даунс» после пожара.
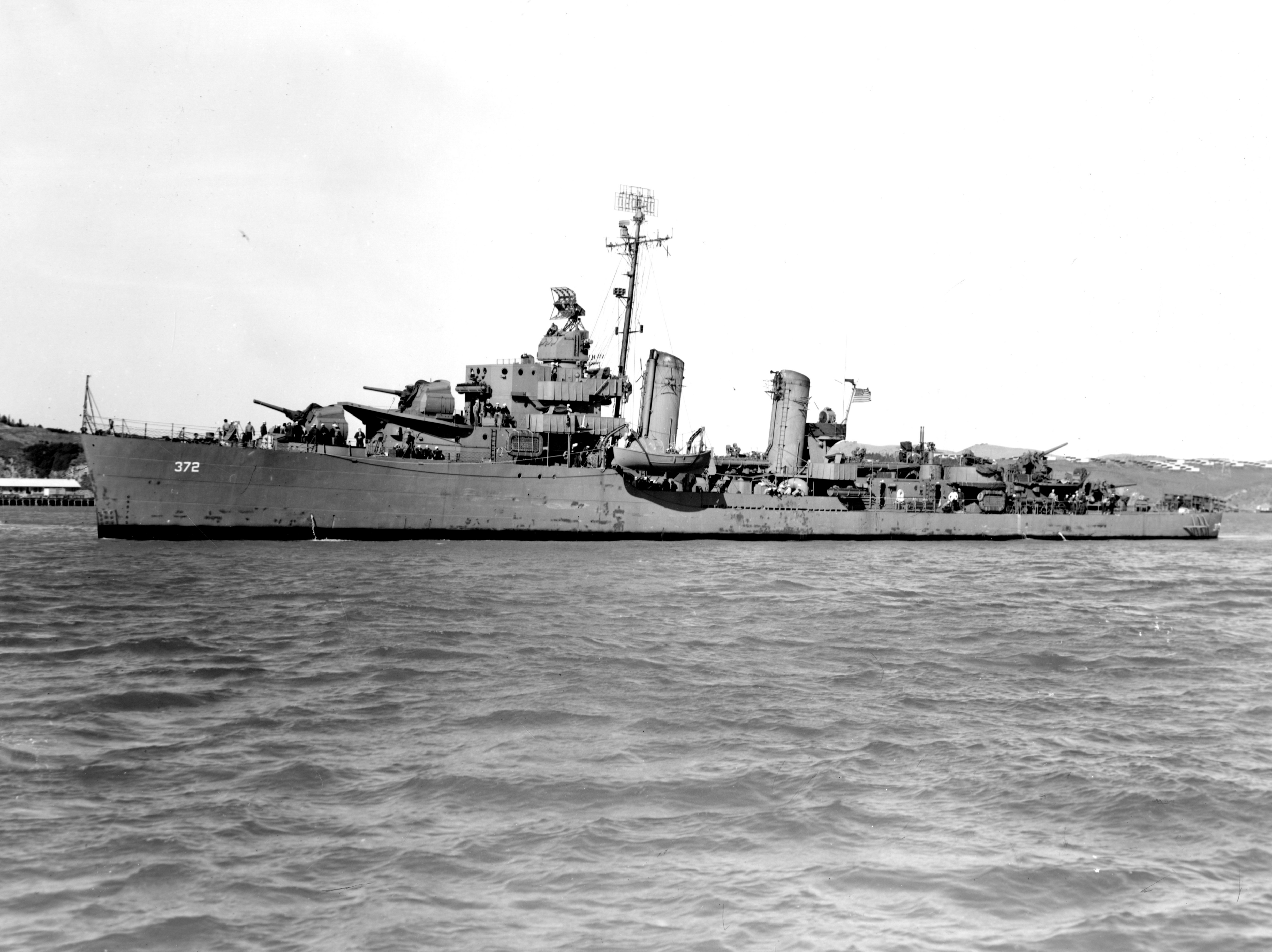
Эсминец «Кэссин» после восстановления в 1944 году.

### Эсминец «Шоу»
Находился в районе верфи в плавучем доке № 2 (YFD-2) вместе с буксиром «Сотойомо». К 9:15 поражен тремя бомбами, предположительно такими же, как и эсминцы «Даунс» и «Кэссин». Первых две бомбы попали в носовую часть за 127-мм орудием № 2 и взорвались внутри корпуса. Третья прошла насквозь носовую надстройку и, по всей видимости, разорвалась за пределами корабля. Минимум две бомбы также взорвались в доке между «Шоу» и правым бортом дока. Начался пожар, в результате которого через 20 минут сдетонировали носовые погреба. Эсминцу оторвало нос по шпангоут № 65. Чтобы сохранить док, его решено было заполнить водой. Но в районе дока взорвалось 4-5 бомб и в его стенках были многочисленные пробоины. Док в результате затонул. Носовая часть эсминца вместе с доком ушла под воду. Кормовая часть «Шоу» осталась на плаву. Носовые машинно-котельные отделения (МКО) были затоплены, но поступление воды в кормовые МКО удалось взять под контроль с помощью портативной помпы, взятой на верфи. Кормовая часть 19 декабря 1941 года была пришвартована к слипу, использовавшемуся морпехами. Тем временем на верфи была изготовлена временная носовая часть. 26 января 1942 года её пристыковали к «Шоу» в поднятом к тому времени плавучем доке № 2. На эсминце также была смонтирована временная трехногая мачта и мостик. 4 февраля эсминец был выведен из дока. После непродолжительных испытаний в море, эсминец 9 февраля вышел своим ходом для окончательного ремонта на верфь флота Мар-Айленд вблизи Сан-Франциско. После ремонта вернулся в Перл-Харбор 31 августа 1942 года.

Эсминец «Шоу»
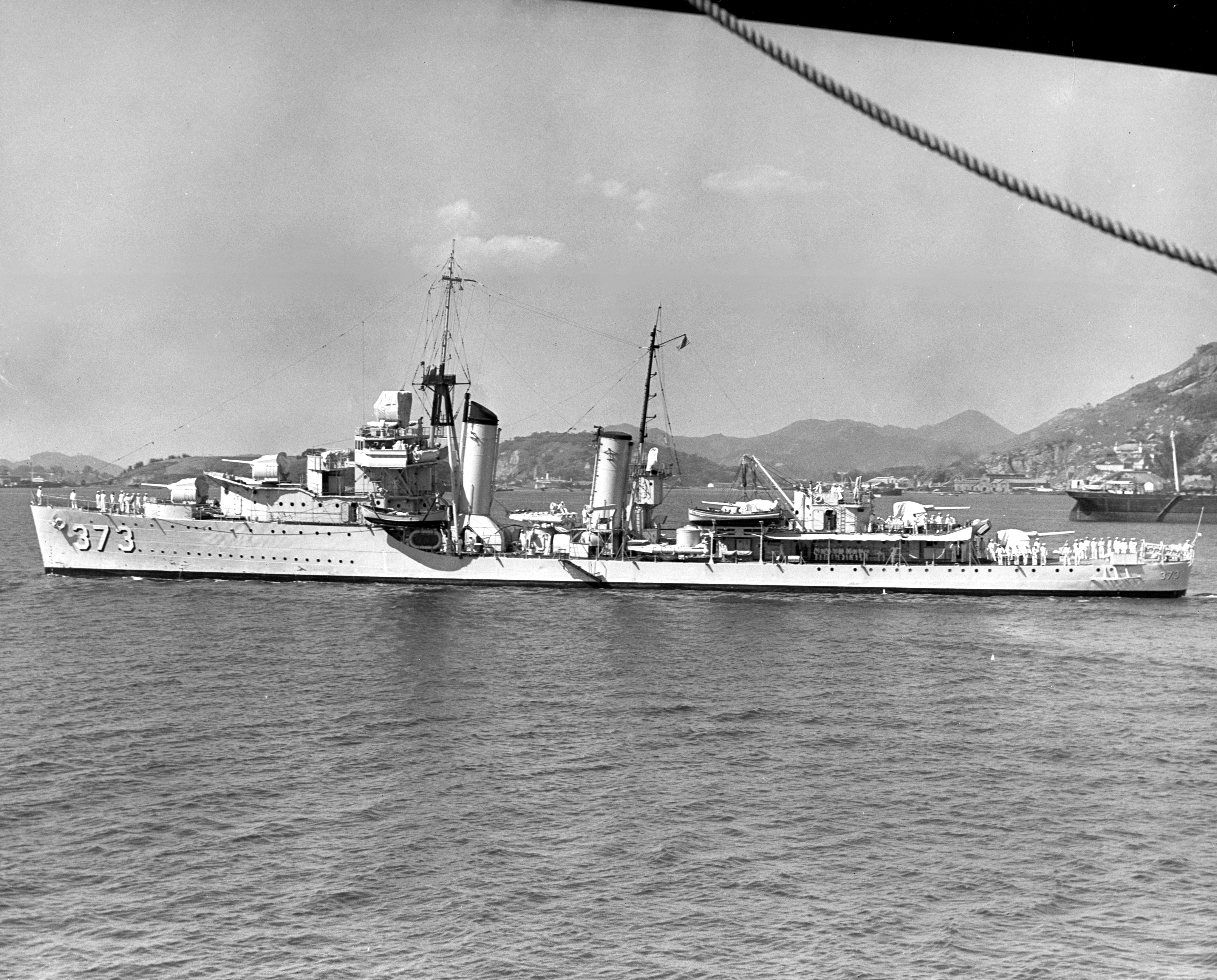
Эсминец в сентябре 1938 года
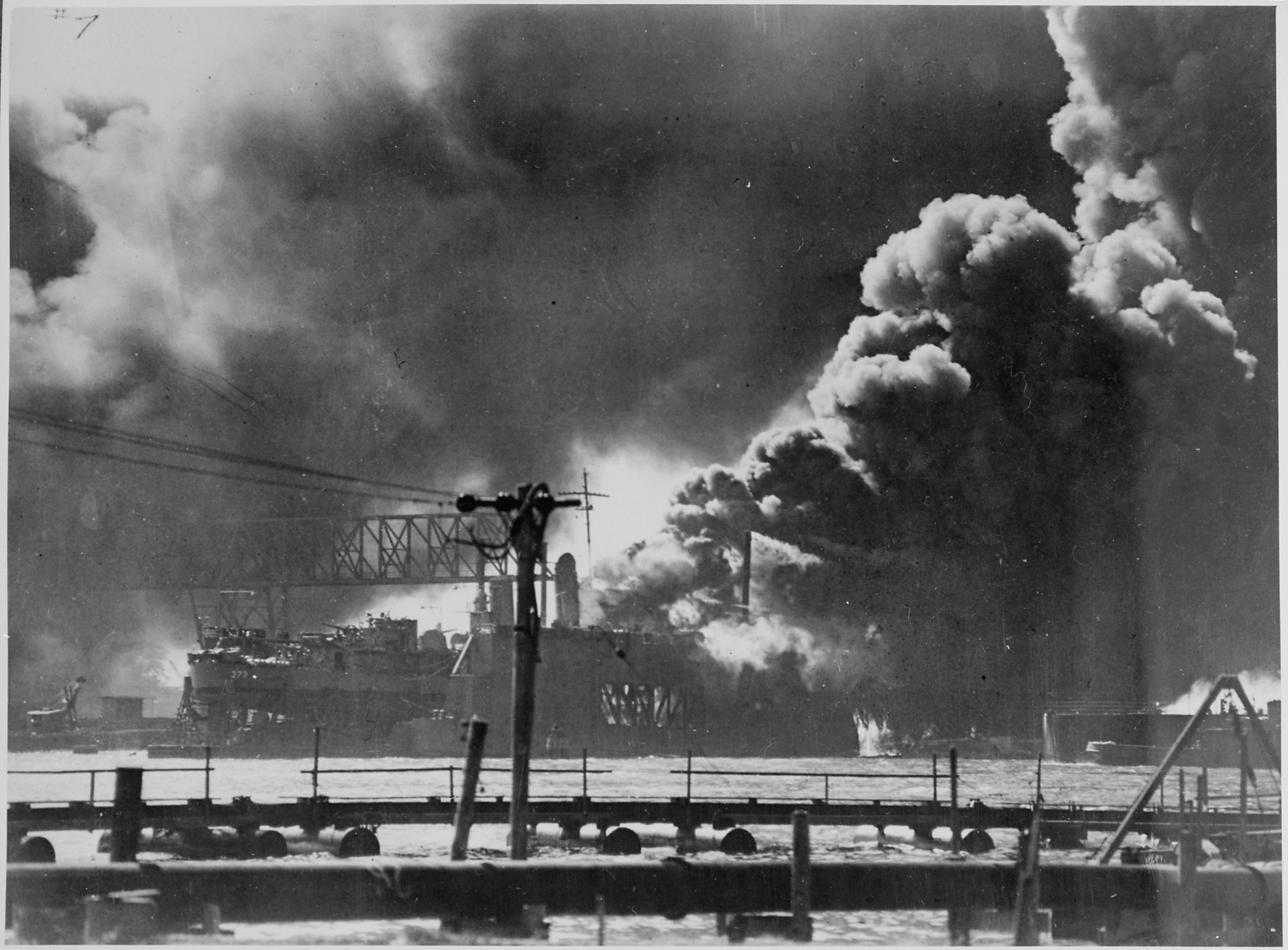
Сразу после атаки. Эсминец «Шоу» внутри дока уже горит, но ещё не взорвался
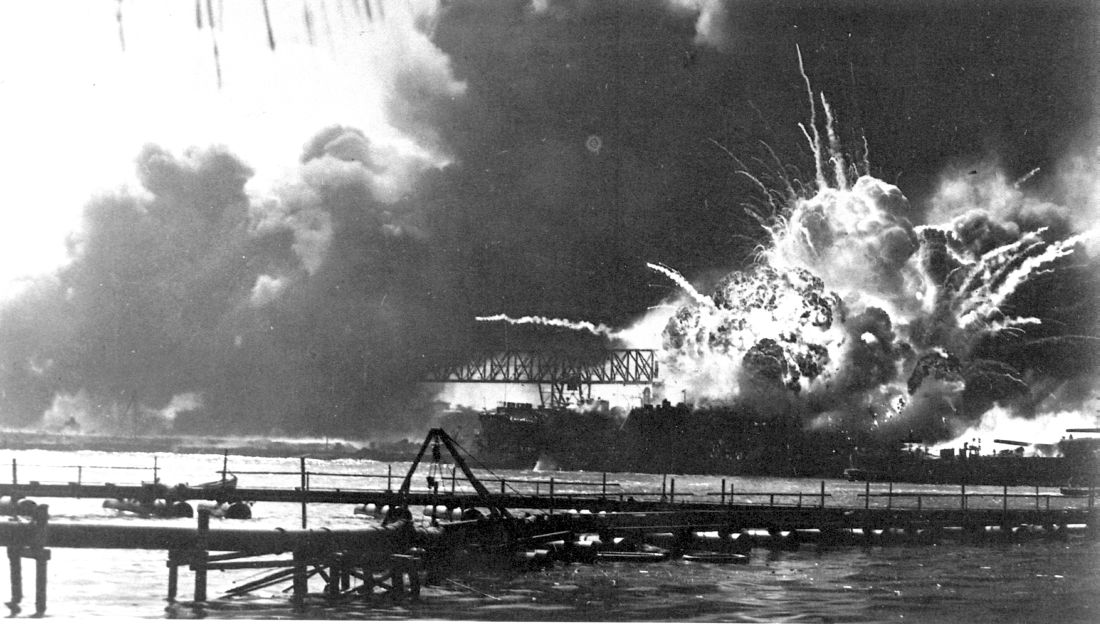
Взрыв носовых погребов
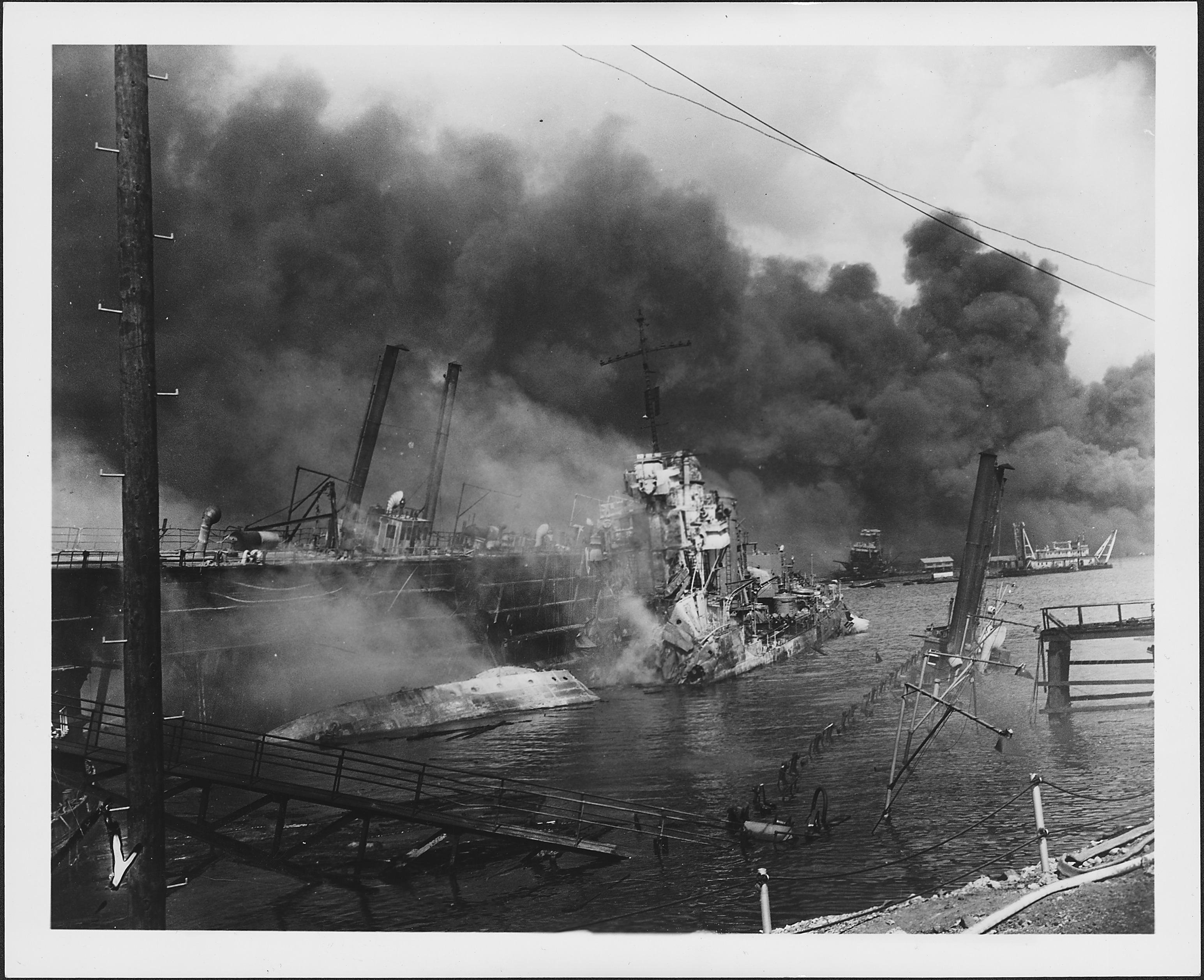
Вскоре после взрыва «Шоу». Его носовая часть уже затонула. Правый борт дока ещё возвышается над водой.
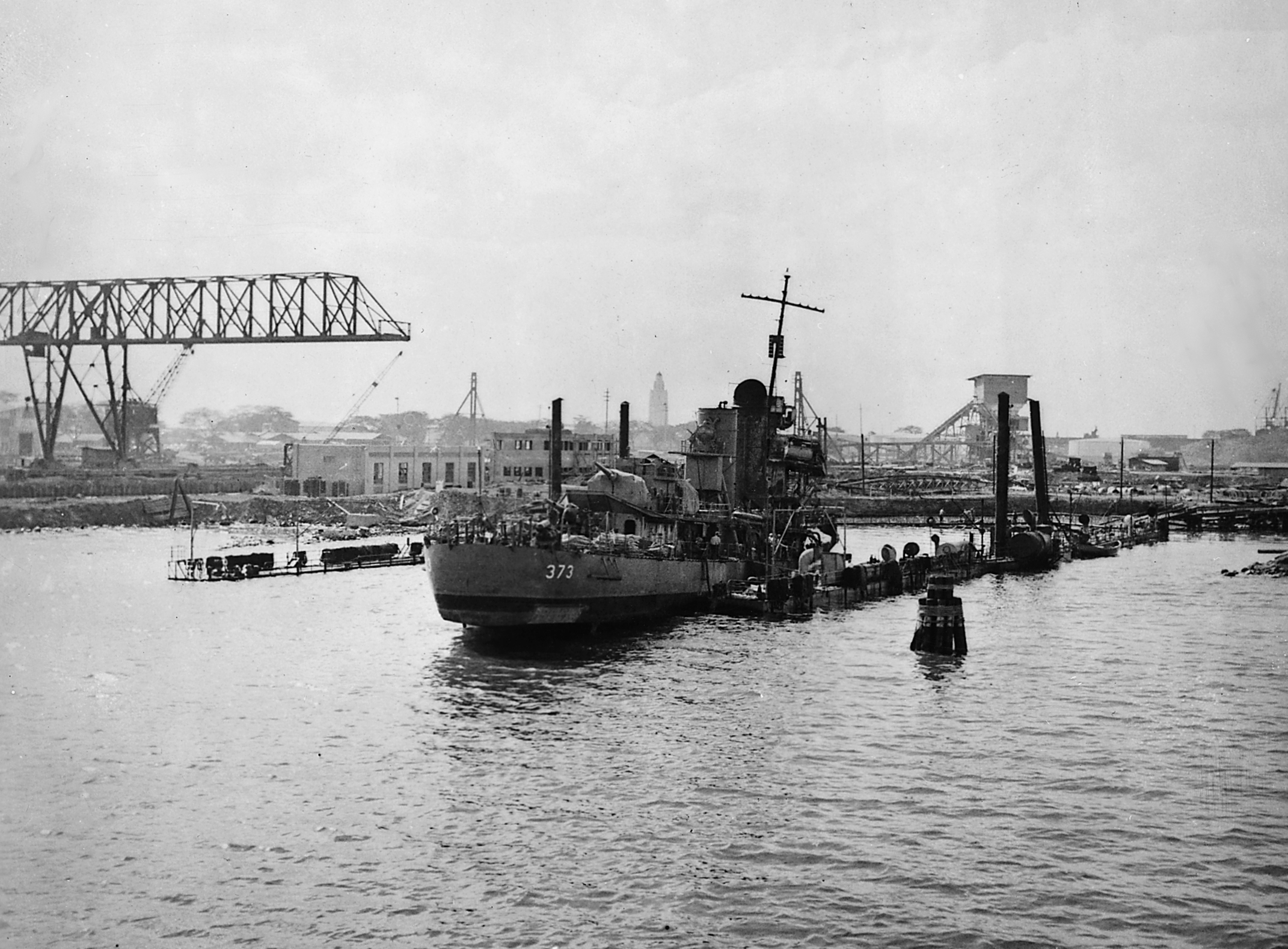
Вид с кормы. Док уже затонул, видна только верхняя часть его башен. В центре кормовая часть «Шоу».
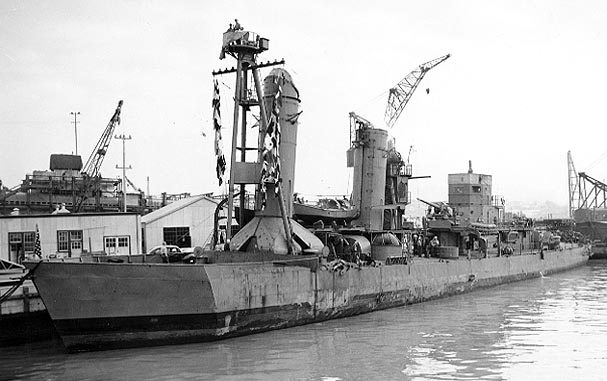
Эсминец с приделанным временным носом и носовой мачтой.

### Плавучий док YFD-2
Стоял в районе верфи с эсминцем «Шоу» и буксиром «Сотойомо». Стоявший внутри дока «Шоу» получил три попадания бомб с самолётов второй волны, загорелся и у него сдетонировали носовые погреба боезапаса. Чтобы сохранить док, его решено было заполнить водой. Но в районе дока взорвалось минимум пять бомб, четыре из которых привели к многочисленным пробоинам, так что док потерял плавучесть. В результате YFD-2 затонул. вначале он лег на дно левым бортом, с креном примерно в 15 градусов. Но затем полностью лег на дно, так что над водой осталась только верхняя часть башен. Водолазы заделали около 155 пробоин. После чего 9 января 1942 года он был поднят со дна. Док был частично восстановлен к 25 января и на следующий день принял для ремонта эсминец «Шоу». Для того чтобы ускорить ремонт поврежденных кораблей, работоспособность дока была восстановлена только частично — в палубе оставалась большая пробоина, образовавшаяся после взрыва «Шоу». Окончательный ремонт был завершен 15 мая 1942 года.

Плавучий док YFD-2
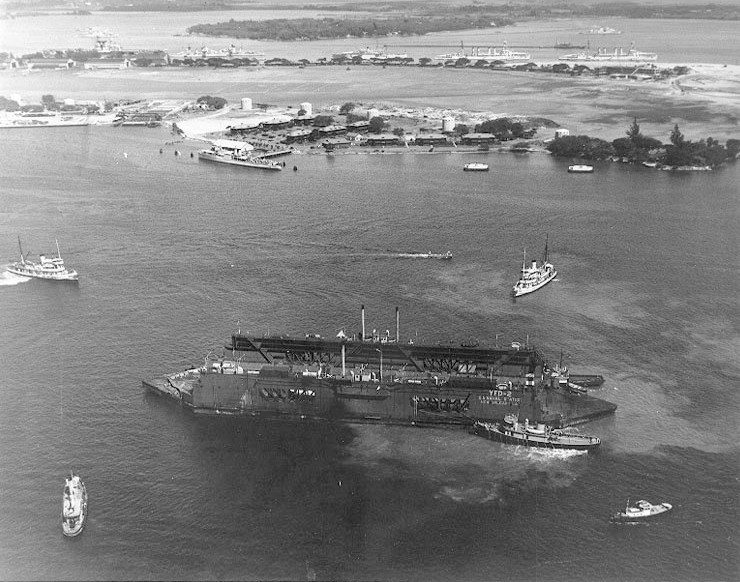
Прибытие дока в Перл-Харбор в 1940 году
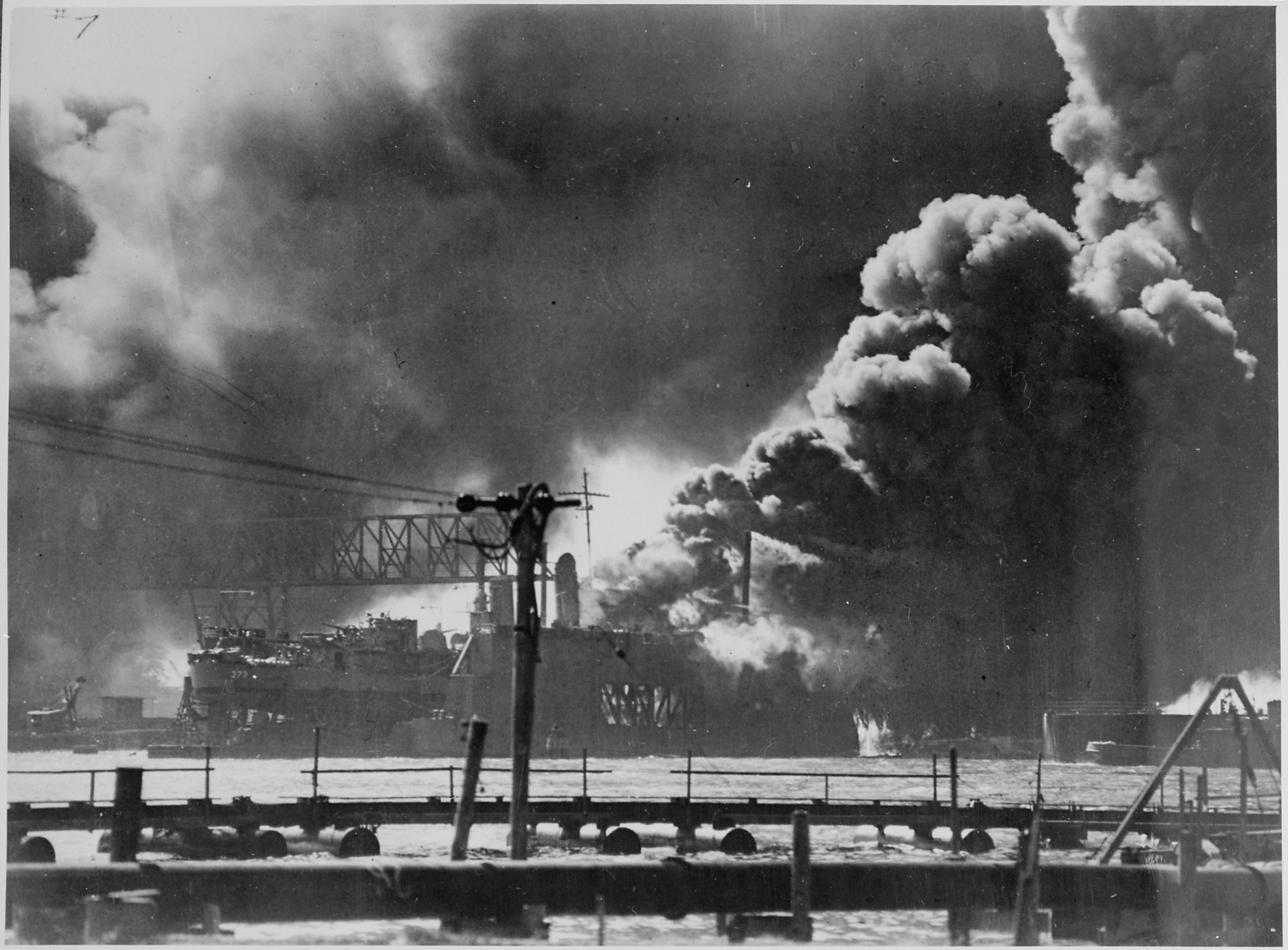
Сразу после атаки. Эсминец «Шоу» внутри дока уже горит, но еще не взорвался
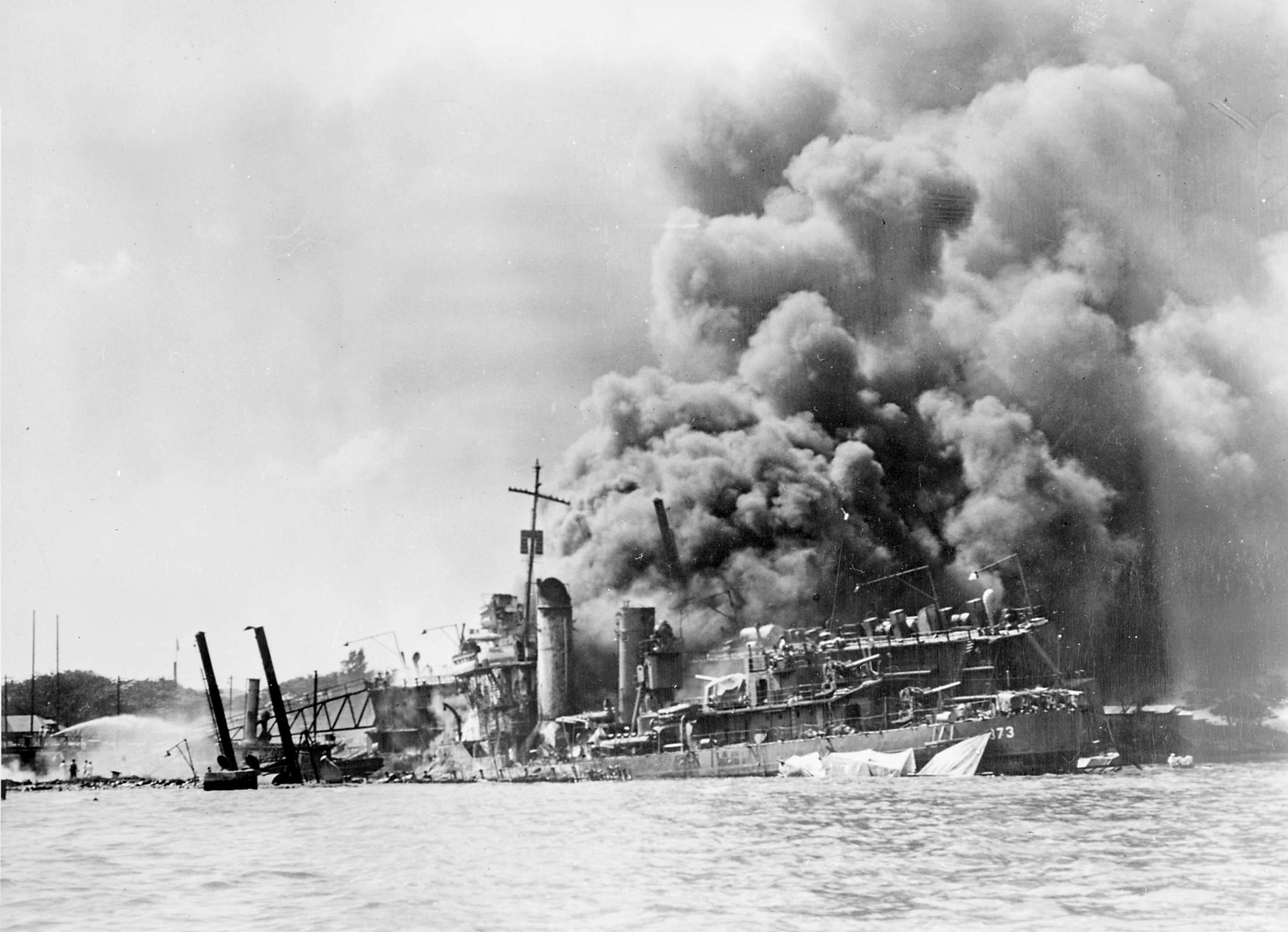
Состояние дока после взрыва «Шоу». Правый борт еще возвышается над водой, левый уже на дне. По центру остатки эсминца «Шоу».
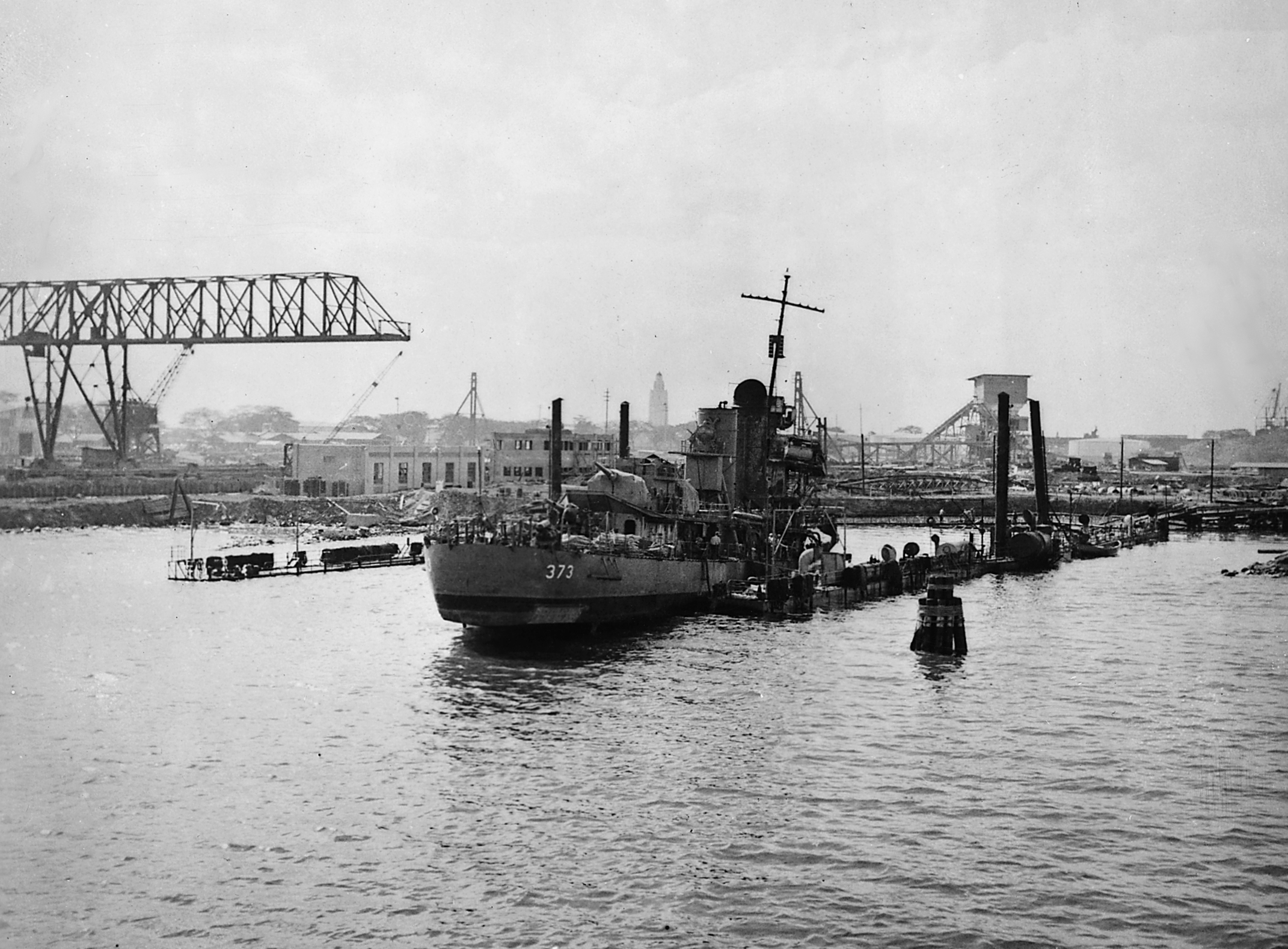
Вид с кормы. Док уже затонул, видна только верхняя часть его башен. В центре кормовая часть эсминца «Шоу».

### Буксир «Сотойомо»
en:USS Sotoyomo (YTM-9)
Во время атаки этот небольшой буксир находился внутри плавучего дока YFD-2 вместе с эсминцем «Шоу». Прямых попаданий по нему не было, но буксир был тяжело поврежден осколками бомб и огнем от пожара вокруг загоревшегося «Шоу». Затонул вместе с доком. Нужда в буксирах заставила его восстановить. Он стал первым судном поднятым специально созданным судоподъемным подразделением Перл-Харбора (Pearl Harbor Repair and Salvage Unit). В него вошли 6 офицеров и 60 специалистов под командой лейтенант-коммандера К. Ф. Хоума (K. F. Home). «Сотойомо» сильно пострадал и верфи пришлось заказывать запасные части, которые прибыли только к лету. После этого буксир вернулся к службе.

## Поврежденные корабли и суда

### Линкор «Мэриленд»
Линкор типа «Колорадо». Во время атаки «Мэриленд» был пришвартован к двум палам на месте стоянки F-5 у западного берега острова Форд. У его левого борта стояла «Оклахома». Один из наименее пострадавших линкоров. Поражен в район полубака двумя бомбами. Предположительно 800-кг бронебойными, переделанными из 41-см снарядов. Одна взорвалась при ударе о трос натянутого над полубаком тента в районе 13 шпангоута, вызвав значительные повреждения от осколков и взрыва. Ещё одна бомба пробила обшивку левого борта в 6,7 м ниже ватерлинии в районе 10 шпангоута и взорвалась в трюме, вызвав умеренные затопления. Осадка носом увеличилась примерно на 1,5 м. Так как доки были недоступны, ремонт производился на плаву. По левому борту был установлен небольшой кессон и произведен ремонт. К 20 декабря 1941 года ремонт был завершен и «Мэриленд» вернулся в строй.

Линкор «Мэриленд»
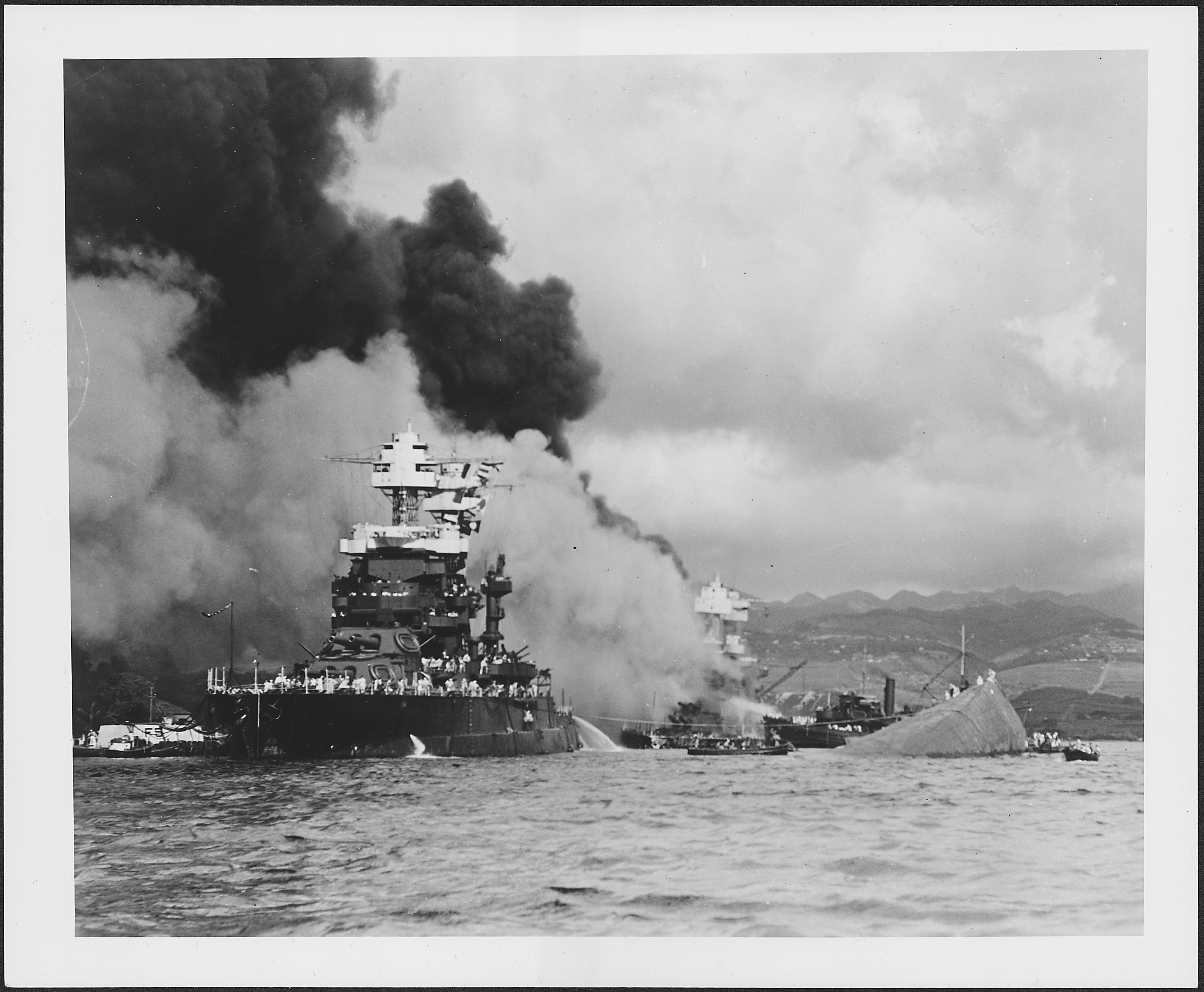
Вид с носа на линкор «Мэриленд» после атаки
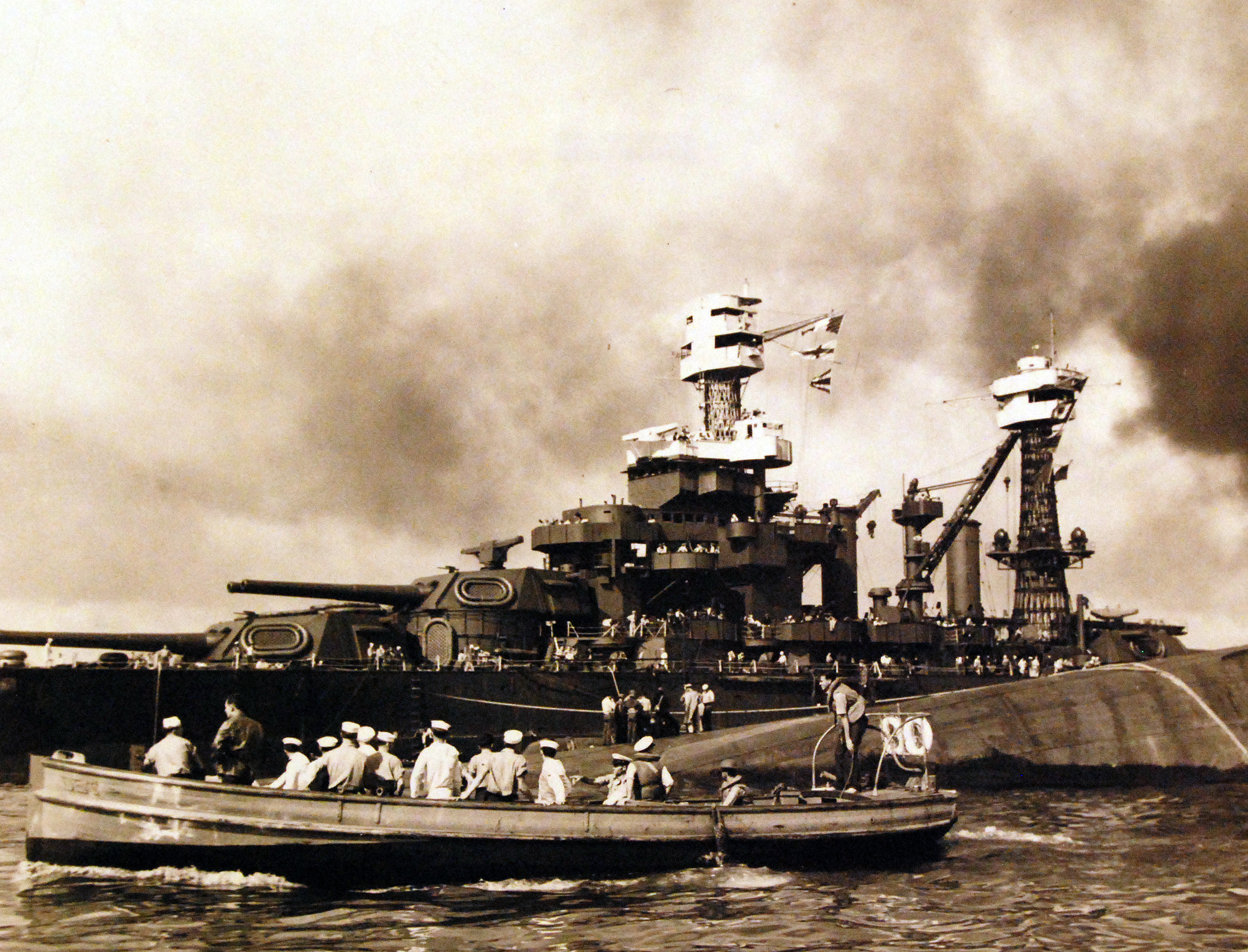
Вид сбоку. На переднем плане перевернувшаяся «Оклахома».
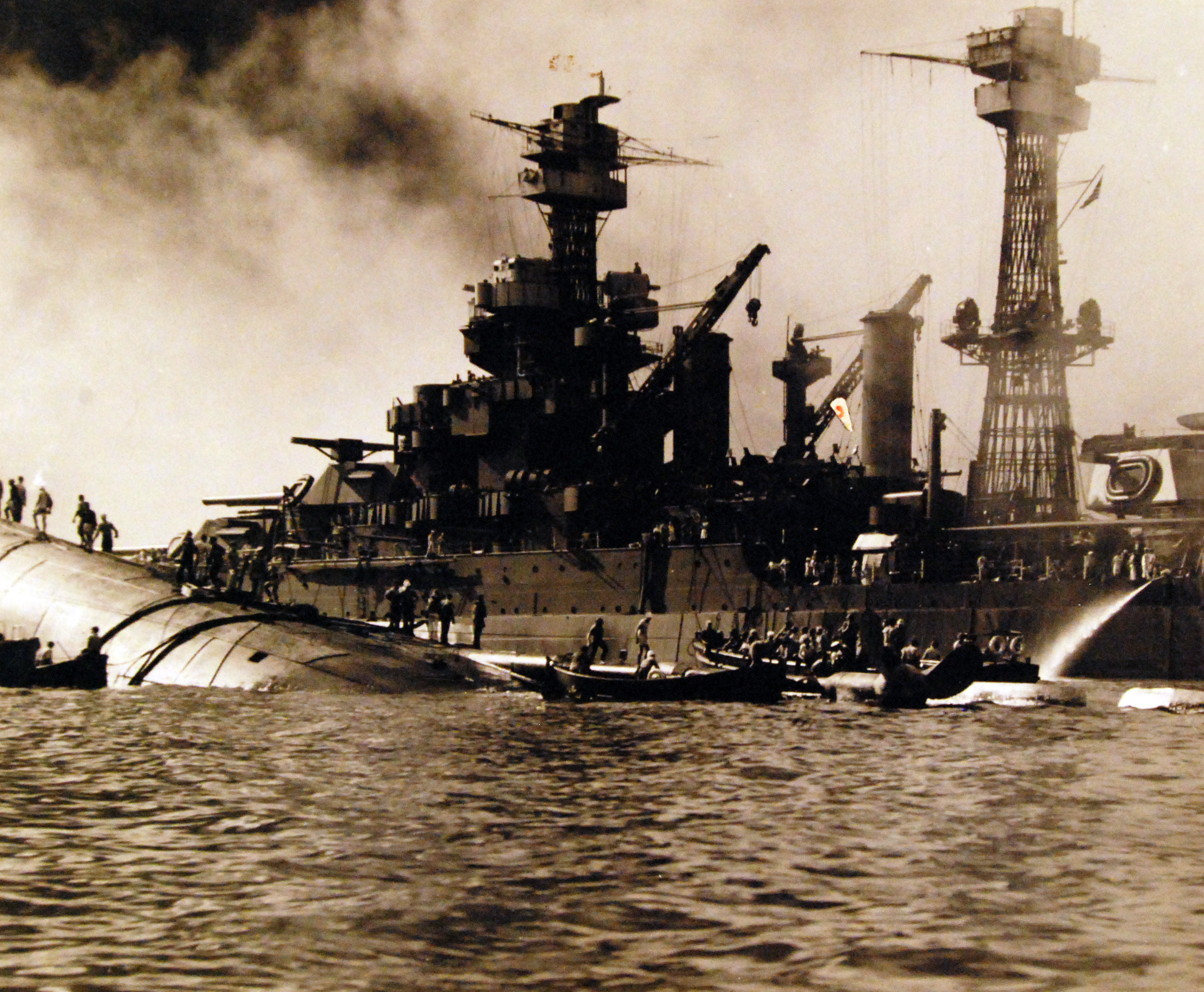
Вид сзади.

### Линкор «Теннеси»
«Теннесси» стоял у двух стационарных швартовых бочек на месте стоянки F-6, правым бортом к западному берегу острова Форд. Вдоль его левого борта стоял линкор «Вест Вирджиния». Получил два попадания 800-кг бронебойных бомб, переделанных из 41-см снарядов. Одна попала в среднее орудие трехорудийной башни главного калибра № 2 и разорвалась. Вторая попала в крышу башни главного калибра № 3 в тыльной части башни в районе левого орудия, разрушив самолётную катапульту, стоявшую в этом районе. Частично пробив крышу башни из STS толщиной 127 мм, развалилась на части без разрыва. Крупные осколки проникли внутрь башни, повредив левое орудие и оборудование в башне. В районе кормы и левой раковины «Теннеси» горела нефть, вылившаяся из затонувших «Вест Вирджинии» и «Аризоны». Пожар перекинулся на верхнюю палубу «Теннеси». Из-за нагрева пришлось затопить кормовые погреба левого борта. В 10:30, чтобы уйти из зоны пожара, линкор попытался сняться со швартовых и дать ход, но это оказалось невозможным. Затонувшая «Вест Вирджиния» прижала «Теннеси» к швартовым бочкам, заблокировав его. Освободить корабль удалось только 16 декабря, срезав взрывом верхнюю часть бетонных швартовых бочек. Ремонт был проведен на верфи Перл Харбора и 20 декабря 1941 года «Теннеси» вернулся в строй.

### Линкор «Пенсильвания»
Флагманский корабль адмирала Киммеля. Находился на ремонте в сухом доке № 1. Перед ним в доке стояли эсминцы «Кэссин» и «Даунс». Одна 250 кг бомба разорвалась на краю дока, изрешетив осколками часть правого борта с носа в районе 20 шпангоута. Ещё одна 250-кг бомба попала с правого борта в шлюпочную палубу в районе 83 шпангоута, повредила стоявшее здесь 127-мм зенитное орудие и разорвалась на верхней палубе в каземате 127-мм противоминного орудия. Орудие вышло из строя и позже было заменено на снятое с «Вест Вирджинии». Во время атаки было убито 2 офицера и 17 матросов и старшин, ещё 30 человек были ранены. Плановый ремонт гребных валов и винтов был ускорен. Повреждения палуб, конструктивных элементов, деревянного настила и оборудования были достаточно быстро отремонтированы. 12 декабря 1941 «Пенсильванию» вывели из сухого дока, а 20 декабря она покинула верфь, войдя в строй.

Линкор «Пенсильвания»
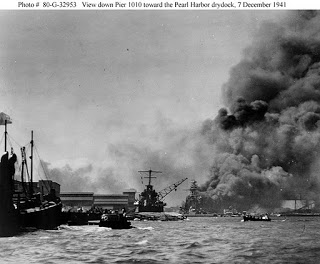
Вид на пожар в сухом доке №1 с борта крейсера «Хелена».
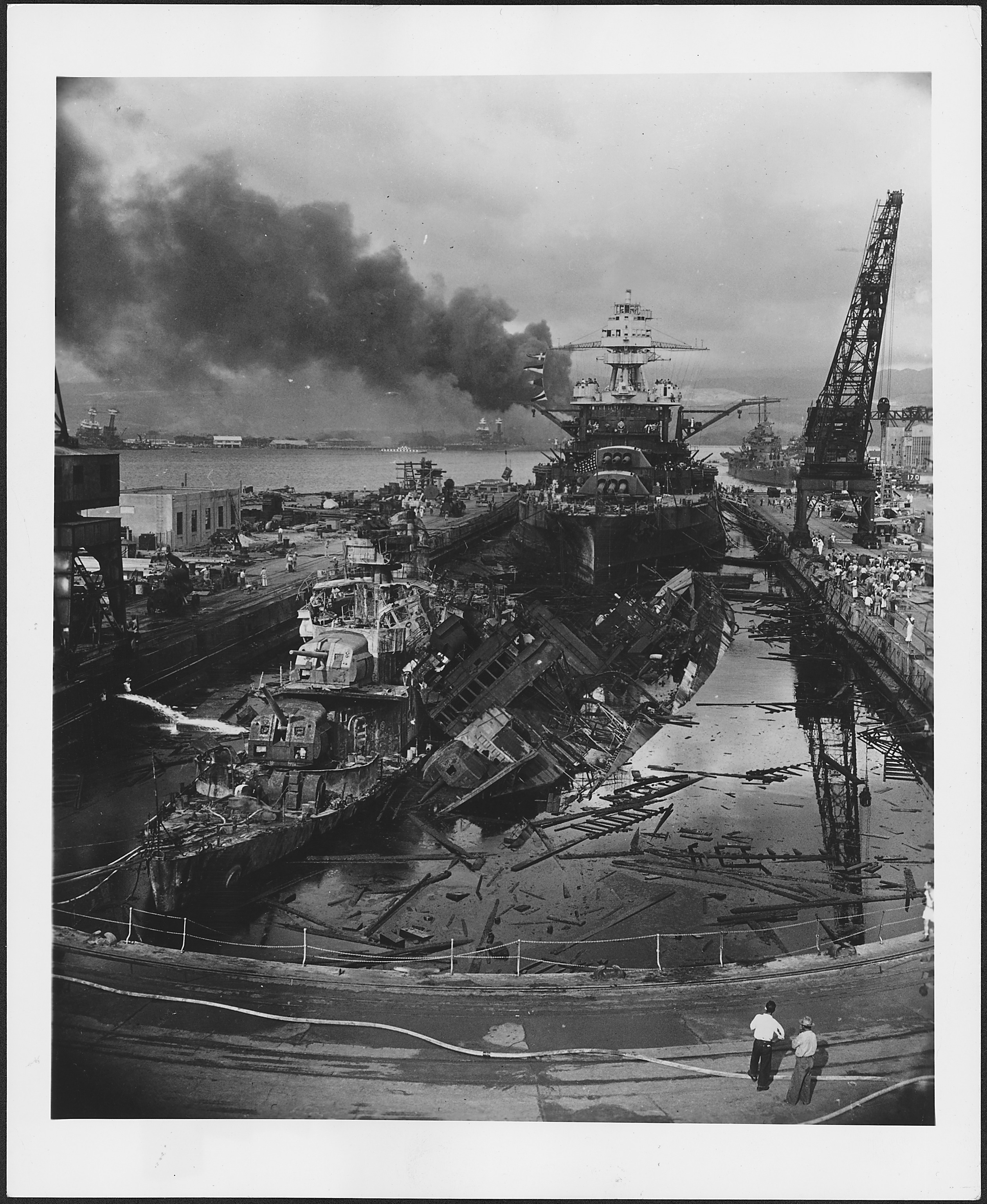
На заднем плане фото линкор «Пенсильвания».
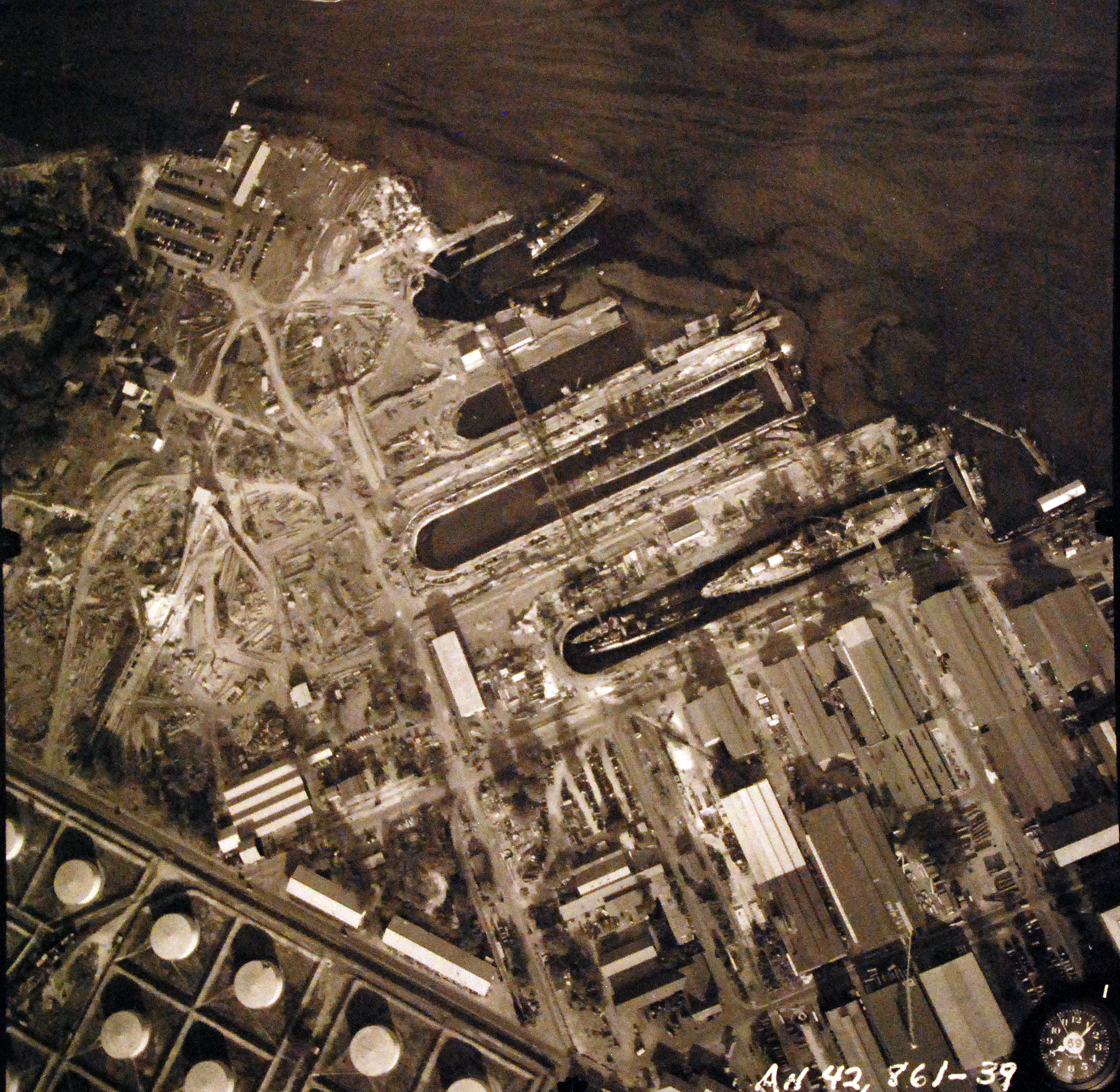
Аэрофотосъемка 10 декабря 1941 года. В центре сухой док №1, в котором видна «Пенсильвания» и два эсминца.

### Лёгкий крейсер «Хелена»
«Хелена», легкий крейсер типа «Бруклин», стояла левым бортом к пирсу № 1010 — на обычном месте стоянки флагмана Тихоокеанского флота линкора «Пенсильвания». У правого борта крейсера стоял минный заградитель «Оглала». Часть пилотов 1-й волны торпедоносцев из состава 2-й дивизии авианосцев, не обнаружив достойных целей у западного берега острова Форд, атаковали другие корабли. Приняв «Хелену» за линкор, её атаковала машина капитан-лейтенанта Нагаи с «Сорю». Торпеда была выставлена на «линкорную» глубину хода и поэтому, пройдя под имевшей малую осадку «Оглалой», примерно в 7:58-7:59 ударила в правый борт «Хелены». Попадание пришлось в район носового машинного отделения, около 74-го шпангоута, в 5,5 метрах ниже ватерлинии.
В обшивке крейсера образовалась большая пробоина на участке с 72-го по 77-й шпангоут. Практически мгновенно носовое машинное отделение (МО) было заполнено водой, а вскоре и примыкающее к нему котельное отделение (КО) № 2. Началось постепенное затопление котельного отделения № 1, которое было затоплено к 10:00. Это лишило корабль энергии, так как в дежурном режиме его обеспечивал котел в КО№ 1 и турбогенератор в носовом МО. Правая внешняя валолиния была деформирована, а оборудование в носовом МО, включая турбины, — сорвано с фундаментов. Также произошла волна коротких замыканий электропроводки начавшаяся с затопления распределительного щита в затопленном носовом МО. Это привело в том числе к выводу из строя рулевой машины. К счастью пожара не было, из-за быстрого затопления. В течение 2 минут запустили аварийный дизель-генератор, восстановив электроснабжение. А через полчаса запустили котлы в КО№ 3. К 9:00 затопление было взято под контроль. Благодаря контрзатоплению возникший крен был быстро выровнен. Тем временем «Хелена» вела зенитный огонь, отбивая атаку пикирующих бомбардировщиков второй волны. Прямых попаданий бомб в неё не было. Но четыре близких разрыва в воде у правого борта в районе кормового зенитного 127-мм орудия правого борта привели к многочисленным пробоинам в борту и потерям среди личного состава. Всего экипаж потерял 26 человек убитыми и 71 ранеными.
Во время атаки Перл-Харбора сухой док № 2 ещё находился в постройке. Но с подрядчиком, компанией Pacific Bridge Company, договорились об использовании части сухого дока для ремонта «Хелены» после получения от верфи ВМФ подходящих клетей. Крейсер вошел в док 10 декабря, став первым кораблем использовавшим сухой док № 2. Был произведен временный ремонт, включая системы трубопроводов и электропроводки. 21 декабря «Хелена» вышла из дока и 5 января 1942 года на половинной мощности вышла на военно-морскую верфь Маре-Айленд для завершения ремонта. На верфь крейсер прибыл 13 января где стал на ремонт длившийся до июля 1942 года. Ремонт совместили с модернизацией — на крейсер были установлены 40-мм орудия с директорами управления их огнем. После короткого периода тренировок 15 июля произвели финальное дооснащение оборудованием — был установлен радар SG. И «Хелена» была отправлена с конвоем в южную часть Тихого океана, где приняла участие в боях за Гуадалканал.

Лёгкий крейсер «Хелена»
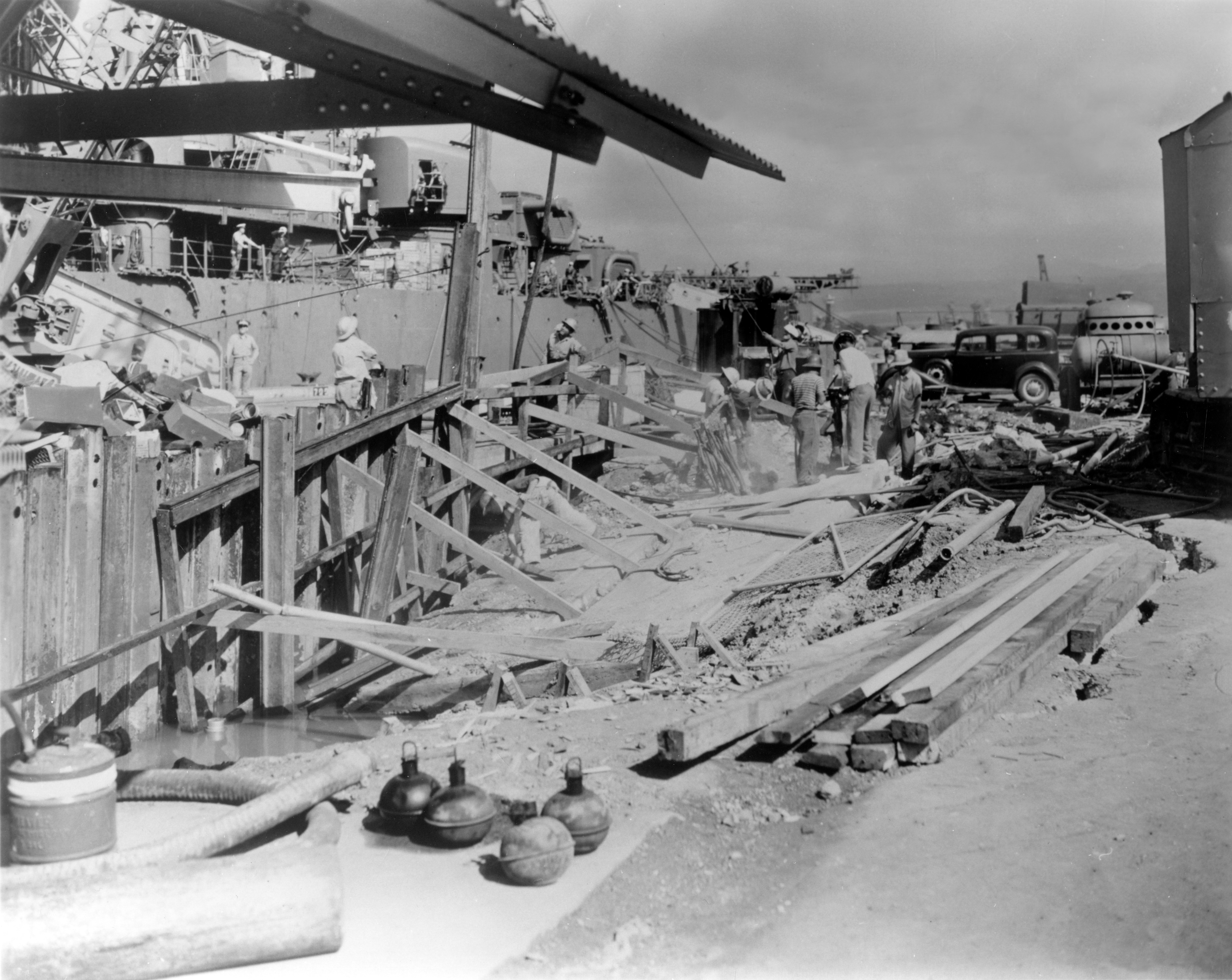
Крейсер в сухом доке №2 Перл-Харбора.
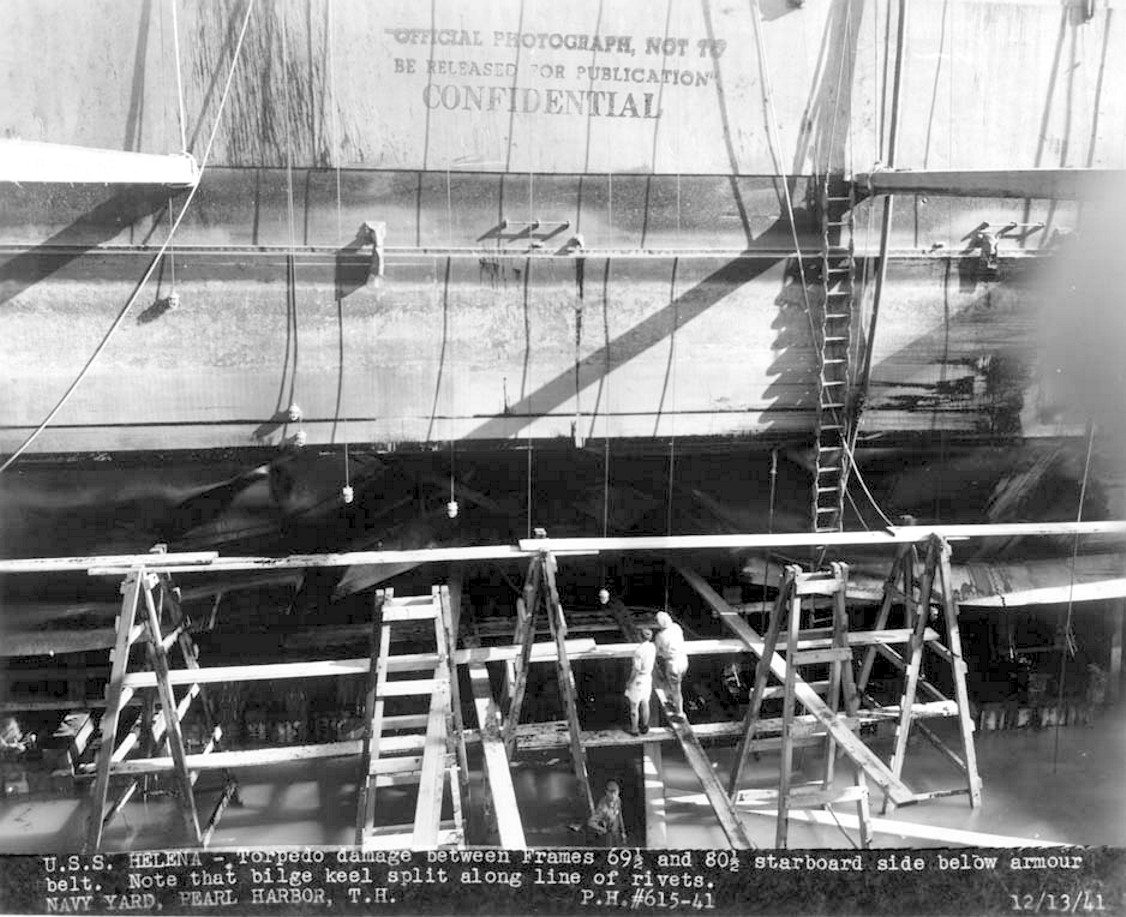
Вид на пробоину в борту крейсера от торпедного попадания.
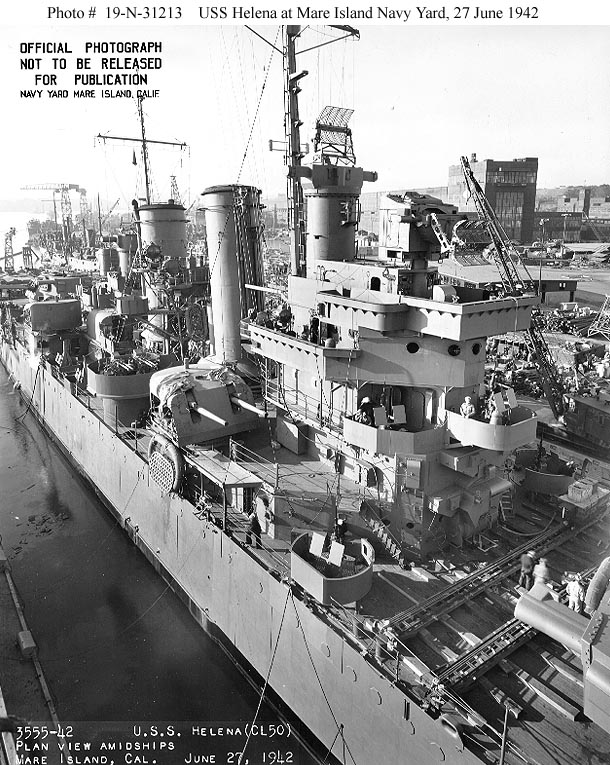
Крейсер во время ремонта в Маре-Айленд 27 июня 1942. Виды установленные радары, 40-мм и 20-мм орудия.

### Лёгкий крейсер «Гонолулу»
«Гонолулу» во время атаки не получил прямых попаданий и потерь в экипаже не было. Но близкий разрыв бомбы привел к повреждениям и затоплению ряда отсеков. 250-кг бомба пробила 152-мм бетонную плиту причала и разорвалась под водой примерно в 3,7 метрах от левого борта крейсера. Взрыв произошел на глубине порядка 3,7 м в районе 41 шпангоута, между башнями главного калибра № 1 и № 2.
Борт был вогнут внутрь с 34 по 47 шпангоут на участке примерно 15×6 м, с максимальной глубиной вмятины около 1,5 м в районе 41 шпангоута. В этом районе были выгнуты первая платформы и вторая платформы. При этом на уровне первой находилась броневая палуба толщиной 51 мм, которая также частично выдулась. Вторая платформа выступила в качестве ребра жесткости и обшивка не была пробита. Небольшие протечки были заклепочные швы обшивки. Основные затопления были вследствие разрушения горловины системы затопления носовых погребов. В результате были затоплены в основном смежные с ней отсеки.
«Гонолулу» ремонтировался в сухом доке № 1, после того как из него вышла «Пенсильвания». В сухом доке крейсер находился с 13 декабря 1941 по 2 января 1942 года. Работы на плаву были завершены 12 января 1942 года.

Лёгкий крейсер «Гонолулу»
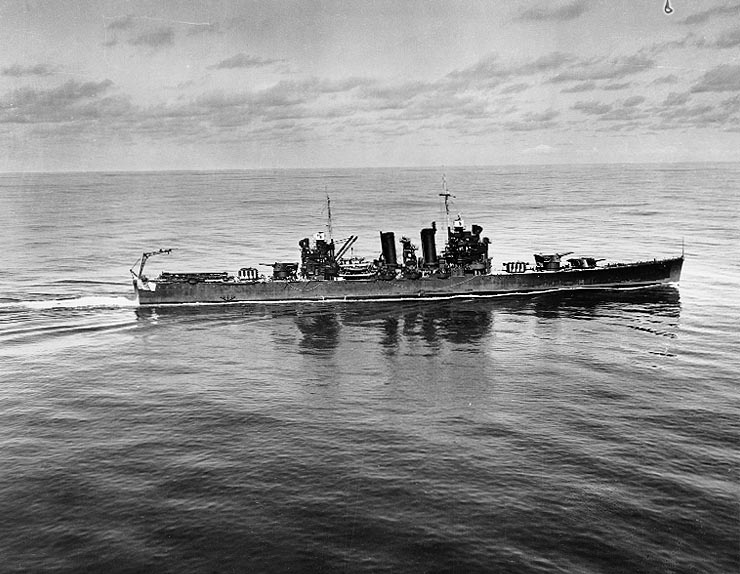
«Гонолулу» 5 ноября 1941 года
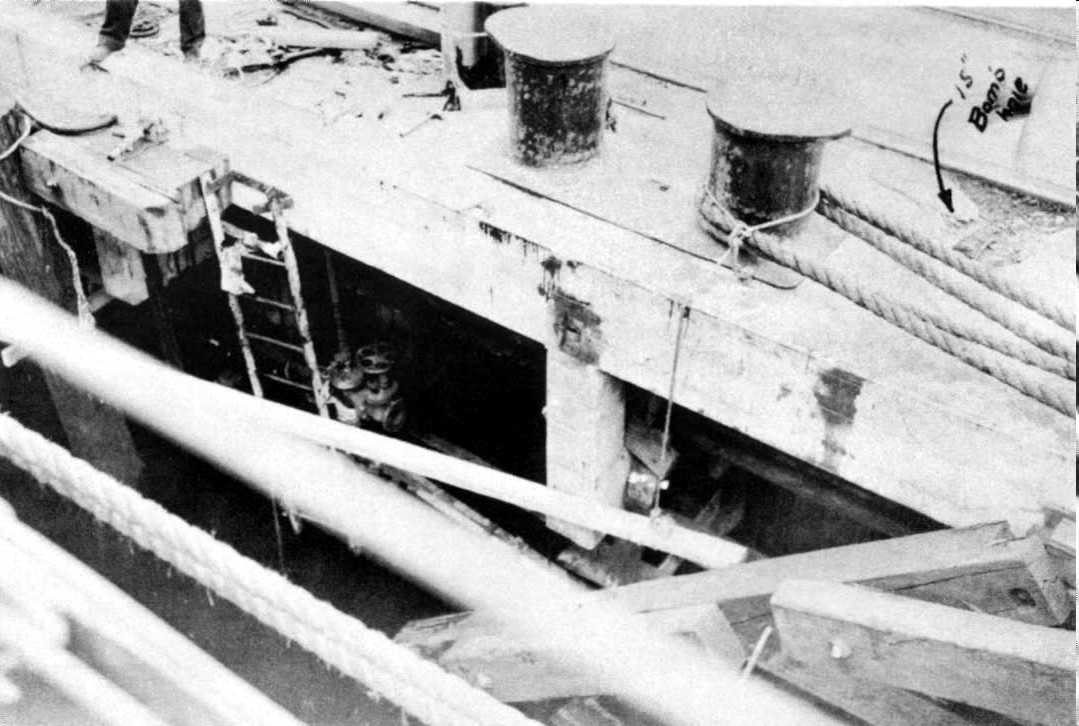
Пирс в районе попадания бомбы
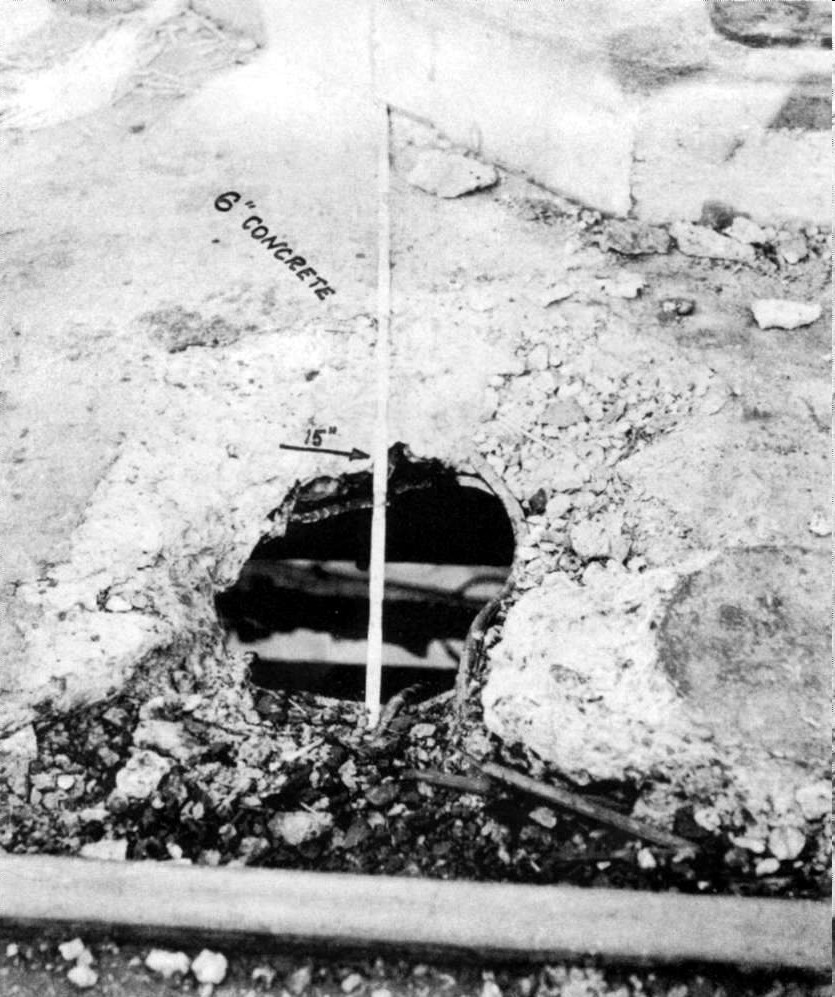
Пробитие 152-мм плиты пирса
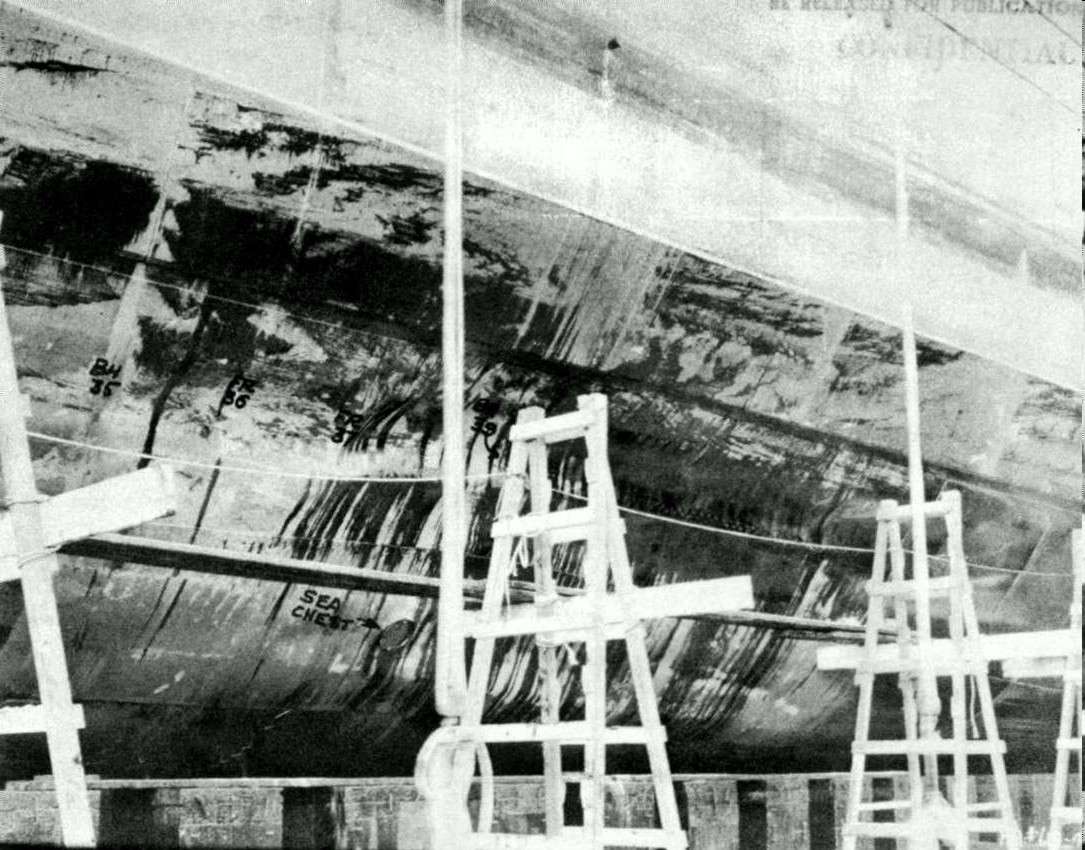
Вид на вмятину в борту крейсера в доке
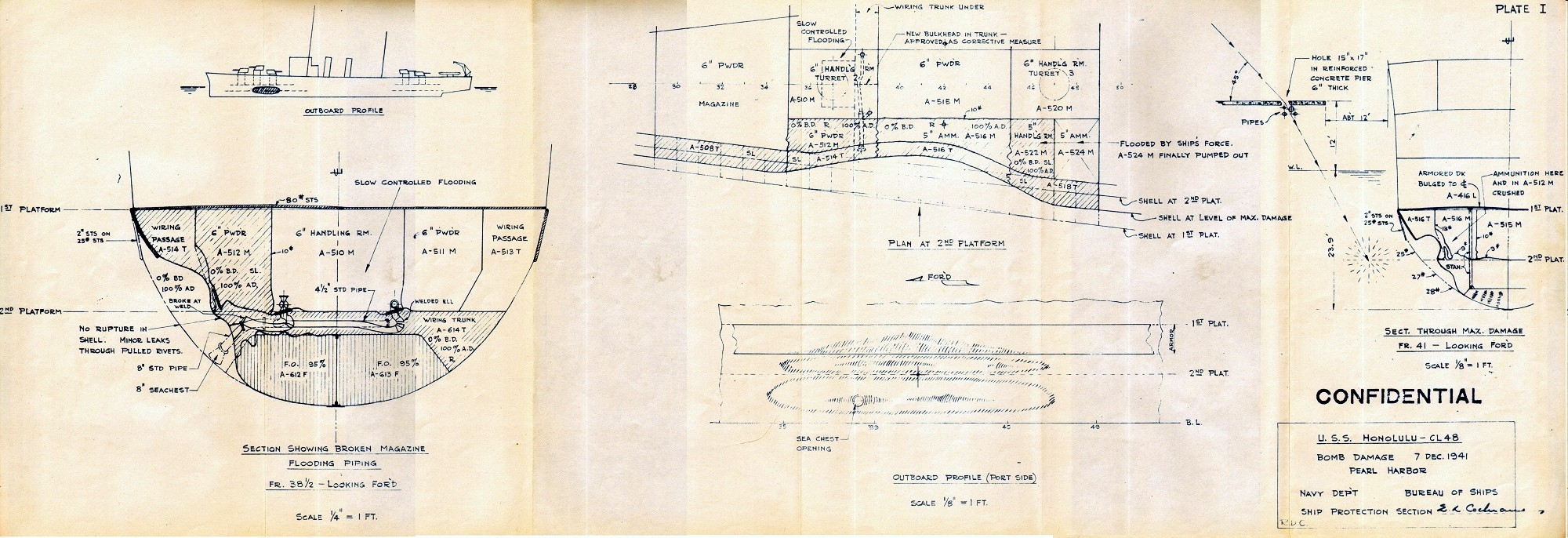
Схема повреждений из War Damage Report №1

### Лёгкий крейсер «Рэлей»
«Рейли» стоял у места стоянки F-12 впереди «Юты», на глубине порядка 13,7 м (45 футов) у западного берега острова Форд. Из торпед выпущенных около 7:56 по «Юте» одна прошла примерно в 23 м перед носом крейсера, а ещё одна поразила «Рейли» в правый борт в районе 55 шпангоута, напротив котельного отделения № 2. Вода быстро затопила носовые котельные и машинное отделения. Взрыв и последовавшее затопление вызвал ряд коротких замыканий электрооборудования. В результате сотрясения также были выведены из строя оба КДП главного калибра. Около 9:00 началась атака пикирующих бомбардировщиков. После нескольких близких разрывов в 9:08 одна бомба попала в корму в районе 112 шпангоута. Бомба прошла сквозь три палубы крейсера и, пробив борт, разорвалась в воде. Результат разрыва на крейсера ощутили только в виде сотрясения. К счастью, бомба прошла мимо наполненных до краев цистерн с авиационным бензином.
Вскоре после 9:00 были разведены пары в кормовых котельных и заработали помпы. Было использовано контрзатопление отсеков, но конструктивные особенности корабля не позволили в полной мере это сделать. Быстрое исчерпание запаса остойчивости оказалось большей проблемой, чем крен. Из-за дефектных люков, на главной палубе начала накапливаться вода, что вдобавок к повреждениям было чревато фатальными последствиями. Частично помог сброс за борт всех верхних грузов и откачка воды на главной палубе. Корабль переваливался с борта на борт и максимальный крен на правый борт достигал 11°, а на левый — 8°. В открытом море крейсер был бы определённо потерян, так как отрицательную остойчивость удалось устранить только прикрепив к его борту свободную баржу. Это было сделано к полуночи и крейсер оказался в положении с креном в 4° на левый борт. Осадка стала около 9 м носом и 6 м кормой.
Даже умеренные повреждения чуть было не привели к гибели корабля. Командующий линейными силами объявил капитану и экипажу благодарность за спасение крейсера. Силами экипажа и с помощью команд ремонтных судов устранили большую часть внутренних повреждений. С корабля слили почти все топливо и воду. Как только сухой док № 1 освободился, в него 3 января завели «Рэйли». по завершении завершен временного ремонта корпуса и водонепроницаемых переборок 14 февраля крейсер вывели из дока. После чего «Рэйли» с одной действующей машиной вышел на верфь Маре-Айленд. На континенте завершили ремонт, отремонтировали силовую установку и электрооборудование.

Лёгкий крейсер «Рэлей»
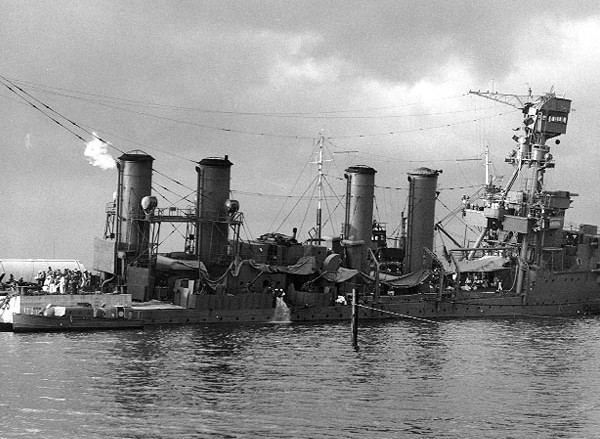
«Рэлей» с креном на правый борт.
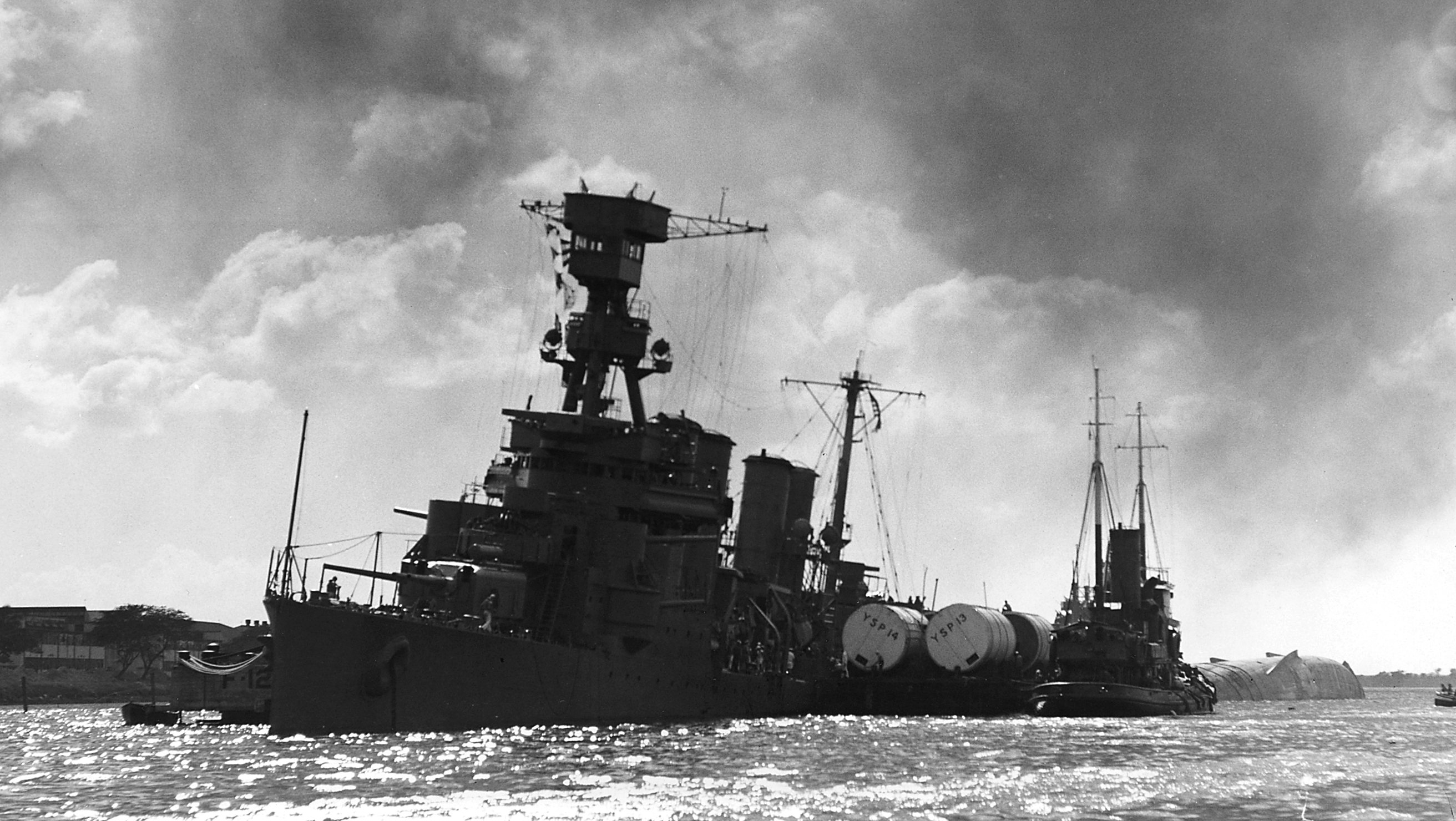
С баржей у левого борта. Крен на левый борт. На заднем плане «Юта».
«Релей» в доке. На переднем плане разборка «Кэссин» и «Даунс».
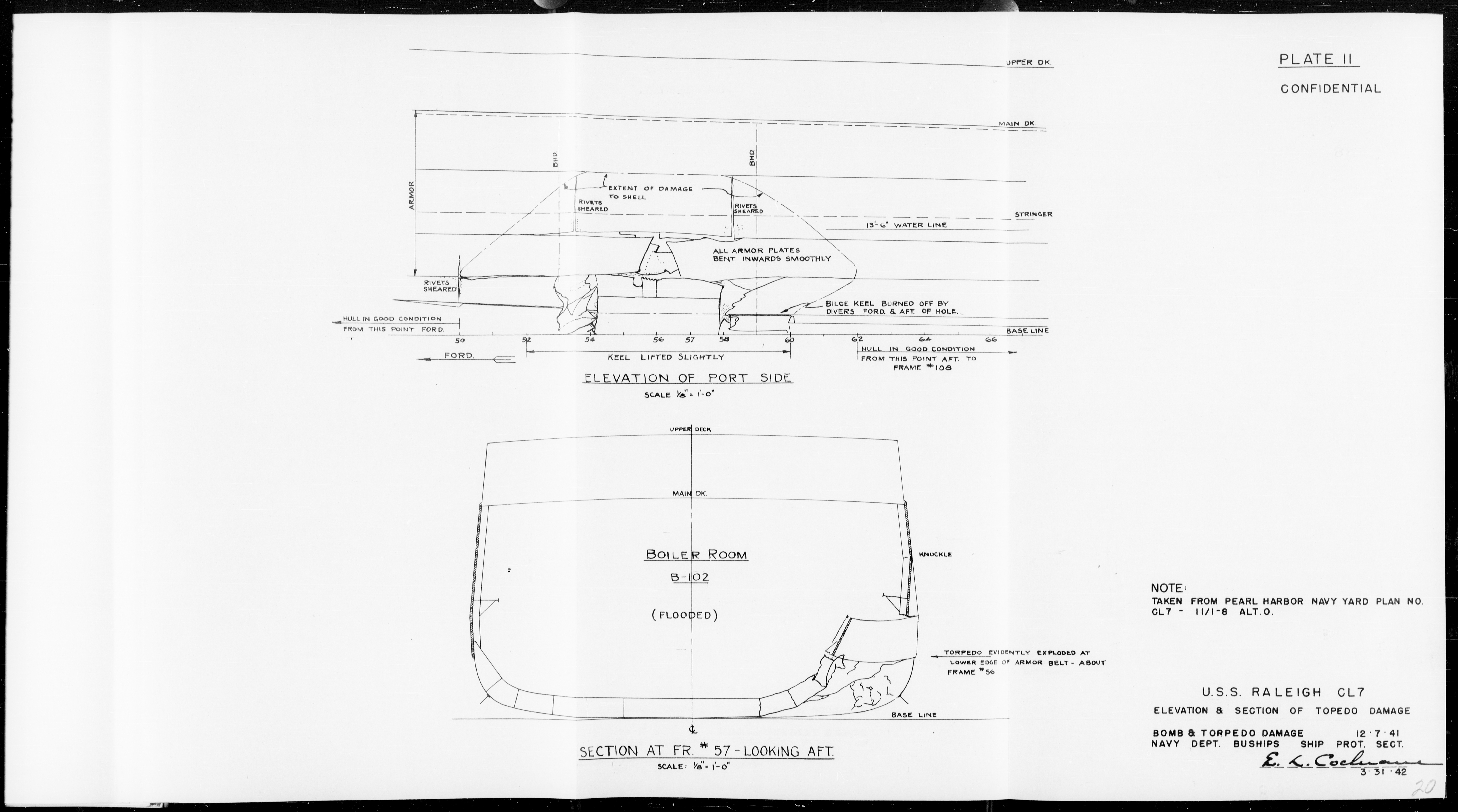
WDR №9. Торпедное попадание.
WDR №9. Бомбовое попадание.

### Гидроавианосец «Кертис»
Гидроавианосец «Кертис» во время атаки находился на причальном месте X-22, западнее «Юты» и «Танжера», на глубине 11 м. Первые атаки японских самолётов не затронули «Кертис». В 8:36 с него была замечена рубка подводной лодки. Субмарина была обстреляна 127-мм орудием № 3 и быстро погрузилась. На неё был наведен эсминец «Монаган», направлявшийся к выходу из гавани. Эсминец атаковал её глубинными бомбами и потопил. Позже миниатюрная подлодка была поднята со дна гавани.
В 9:05 один из выходивших из пикирования со стороны острова Форд самолётов был сбит и врезался в правый борт напротив носового крана. Бензин с него загорелся и на шлюпочной палубе начался пожар. Расчет вынужден был временно покинуть орудие № 3. Следующая бомбовая атака произошла в 9:12. Одна бомба разорвалась на буе, к которому была пришвартована корма «Кертис». Ещё две бомбы упали рядом. Корму гидроавианосца засыпало осколками. Близкие разрывы не причинили серьёзных разрушений. Ещё одна бомба попала в шлюпочную палубу с правого борта. Считается что все бомбы были 250-кг и сброшены пикирующими бомбардировщиками с высоты порядка 90-120 м.
Бомба попала в правый борт в районе 71 шпангоута. Пройдя сквозь столярную мастерскую на палубе надстройки и мастерскую по ремонту радиоаппаратуры на верхней палубе, она разорвалась внутри ангара на главной палубе. Бомба прошла примерно 15 м от места попадания до места разрыва. Кроме ангара взрыв разрушил находившуюся за ангаром аккумуляторную мастерскую и находившиеся сверху кинотеатр и авиационную мастерскую. Также соколками была повреждена радиорубка на палубе надстройки.
Осколки от взрыва причинили обширные повреждения. В ангаре были повреждены находящиеся в нём обе линии подачи боеприпасов к 127-мм орудиям. Осколки проникли вверх. А внизу они прошли через третью палубу в машинное отделение, перебив паропровод. Также были причинены обширные повреждения трубопроводам и электрической проводке. Был уничтожен один гидросамолет OS2U-2 «Кингфишер», находившийся на борту. Начались пожары на шести палубах. В 9:27 из кормового машинного отделения был эвакуирован персонал из-за дыма, разрывов паропроводов и заливания водой при пожаротушении.
Борьба с пожарами была осложнена наличием кинопленки в кинозале и широким использованием пробковой изоляции. Горение целлулоидной кинопленки вызвало сильный пожар в кинозале и прилегающих помещениях. Пробка также хорошо горела и стала источником распространения огня, приведя к взрыву 24 готовых к стрельбе выстрелов в перегрузочном отделении орудия № 4. И даже после того огонь был погашен, пробковая изоляция тлела и создавала едкий удушливый дым. В результате в новых конструкциях кораблей от неё было решено избавиться, заменив на стекловолокно. Осложняло работу в отсеках и плохое освещение.
Вода применявшаяся при пожаротушении накапливалась в отсеках что привело к возникновению крена в 9° на правый борт. Его исправили контрзатоплением отсеков и перекачкой топлива. Пожары были взяты под контроль только к 14:30, и окончательно потушены ещё через полчаса. Снизить ущерб от осколков могло бронирование. Но по договорам об ограничении вооружений вспомогательные суда не могли нести брони. В более поздних конструкциях кораблей стали применять 51-мм пояс на 60 % длины корпуса, а также противоосколочную защиту орудий и систем управления огнём.
Ремонт «Кертиса» производился на верфи Перл-Харбора в два этапа. Предварительный ремонт совершен с 19 по 27 декабря. Окончательный ремонт был выполнен с 26 апреля по 28 мая 1942, когда были получены недостающие запчасти.

Гидроавианосец «Кертис» (AV-4)
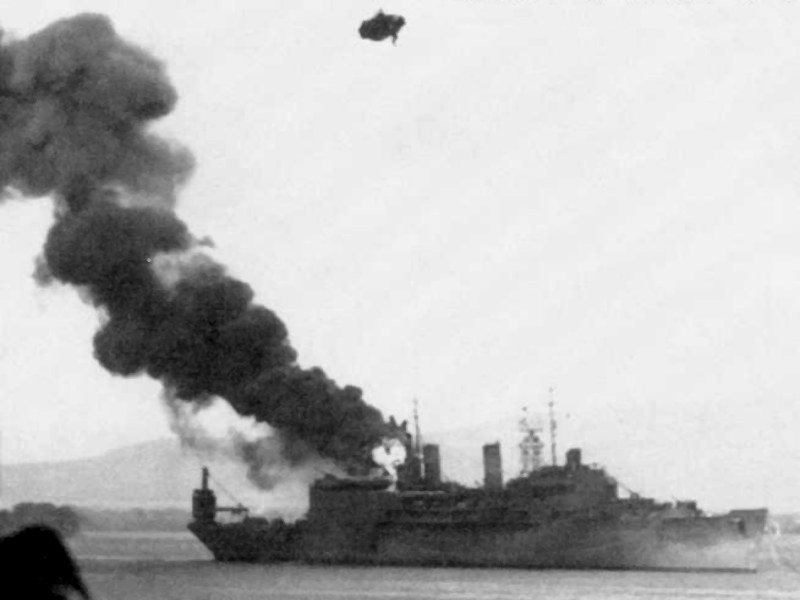
«Кертис» горит во время атаки
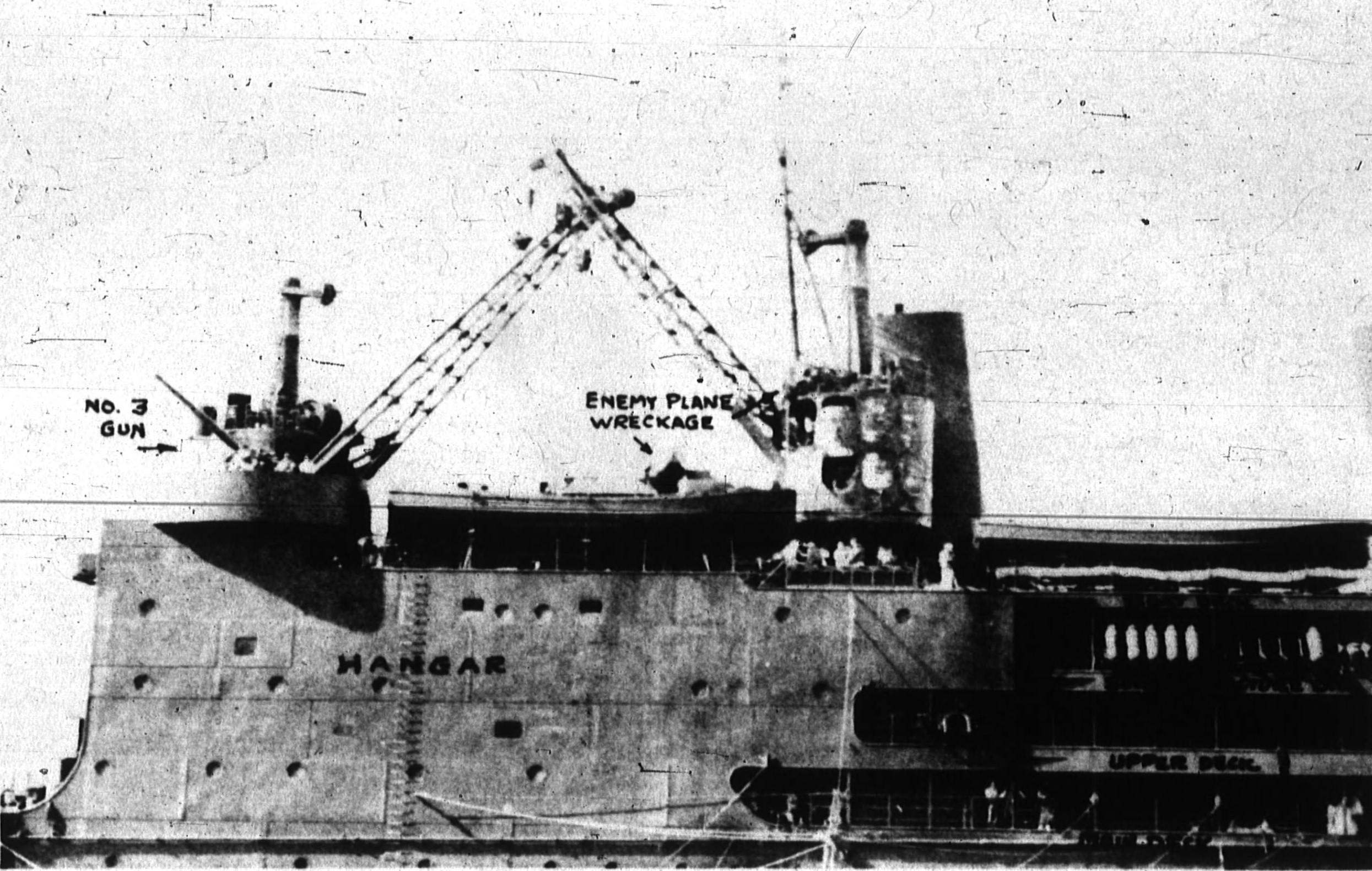
Правый борт и место падения японского самолета.
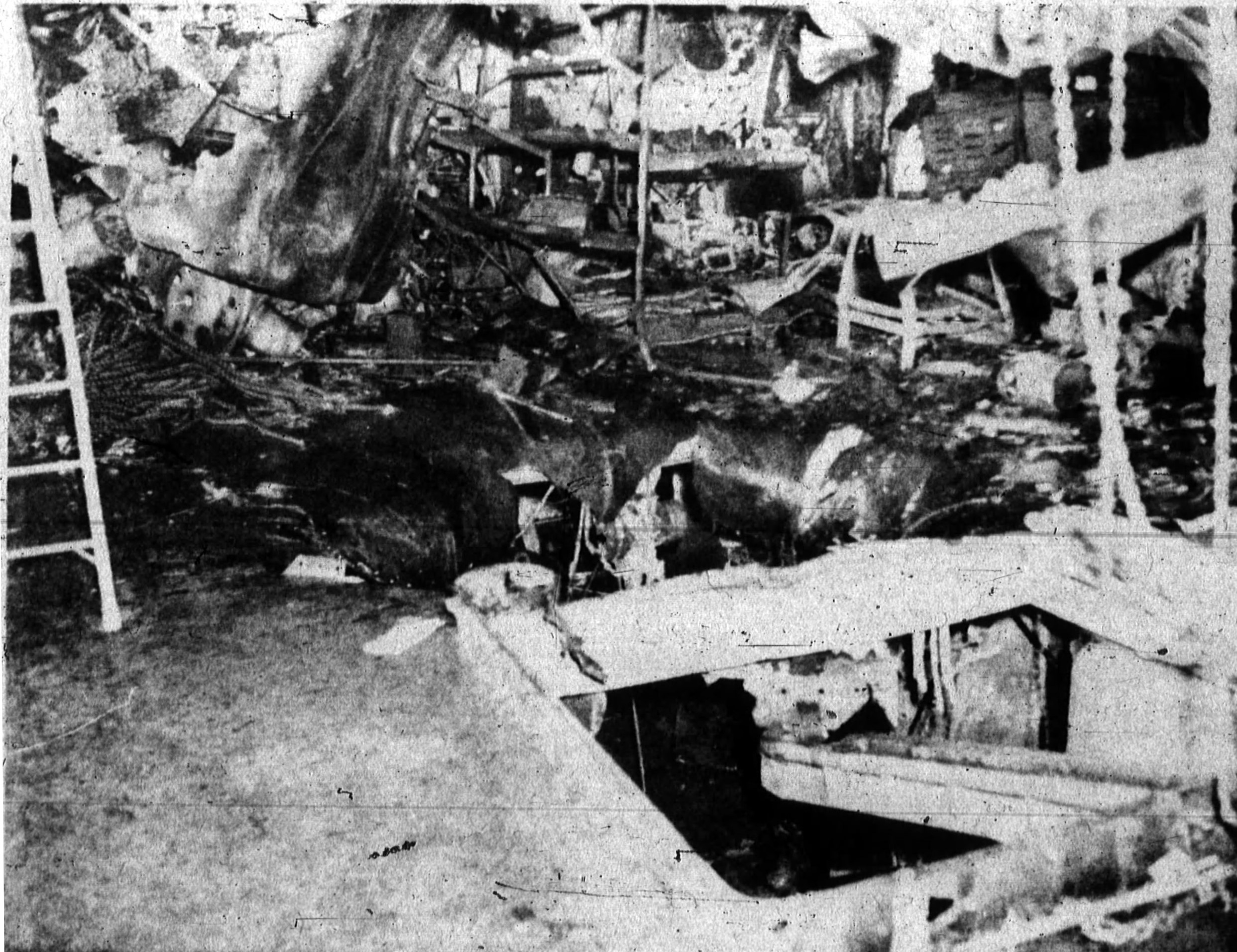
Пробоина в ангаре в 12-мм главной палубе ~ ⌀2,5 м
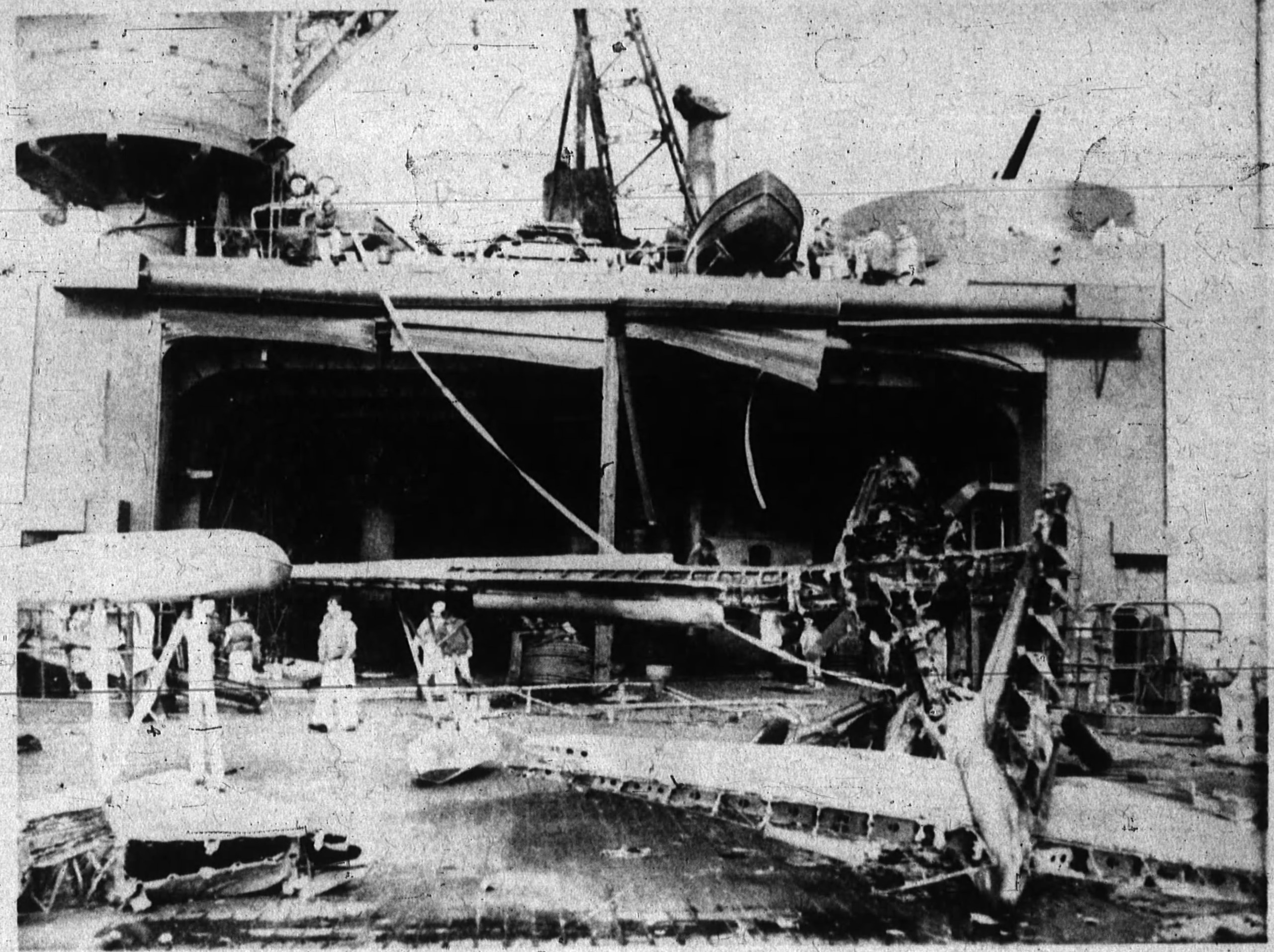
Вид на двери ангара и сгоревший OS2U-2
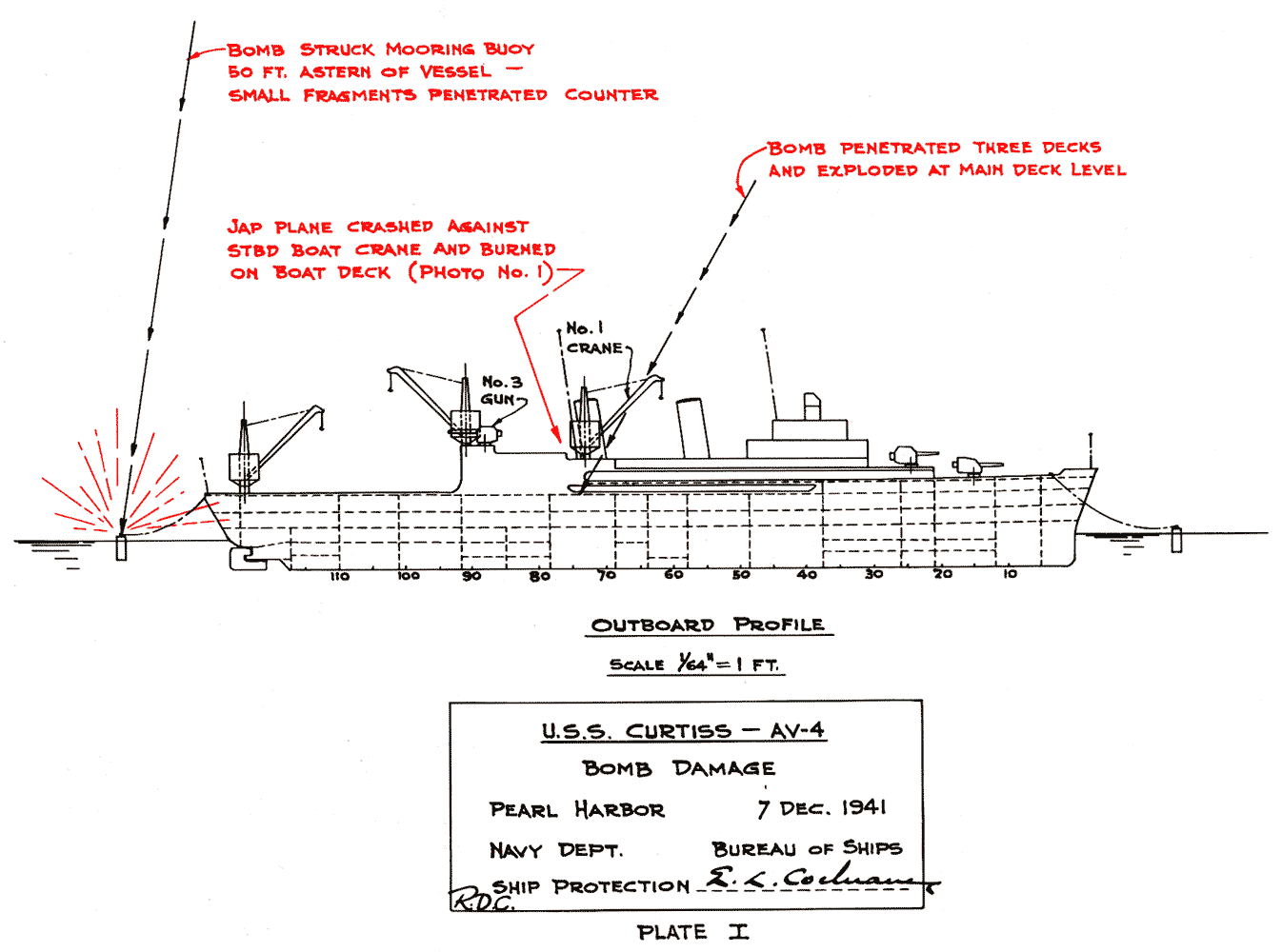
Схема попаданий из War Damage Report №11

### Эсминец «Хэлм»
Согласно боевому рапорту командира эсминец «Хелм» снялся с швартовых с бочки Х-7 в 7:26 и направлялся в Западную бухту. В 7:55, в момент начала японской атаки, повернул с главного фарватера в Западную бухту. После того как были замечены японские самолёты развернулся и, ведя зенитный огонь, вышел из гавани в 8:13. Патрулировал в море в поисках подводных лодок. В 9:15 шел на скорости 25 узлов, в 5 милях к юго-западу от Башни Алоха, когда был атакован пикирующим бомбардировщиком. Сам «Хэлм» заявил о том, что атакован истребителем, который сбросил две бомбы с высоты порядка 300 м. Первая упала примерно в 30-45 м по левому борту, а вторая в 9 м по правому борту от полубака, в районе 10 шпангоута.
Взрывы были под водой, поэтому осколочных повреждений не было. Носовая часть получила незначительные повреждения. От сотрясения пострадал фундамент носового директора, была частично повреждена обшивка и начались затопления в носовых полостях двойного дна и отсеках. Часть оборудования пострадала из-за короткого замыкания и выбивания предохранителей в носовой части корабля. «Хэлм» ремонтировался на слипе верфи с 15 января 1942 года. Обшивка была смята до 14 шпангоута и её пришлось ремонтировать. Были отремонтированы также носовая надстройка, директор и электрическая проводка.

Эсминец «Хелм»
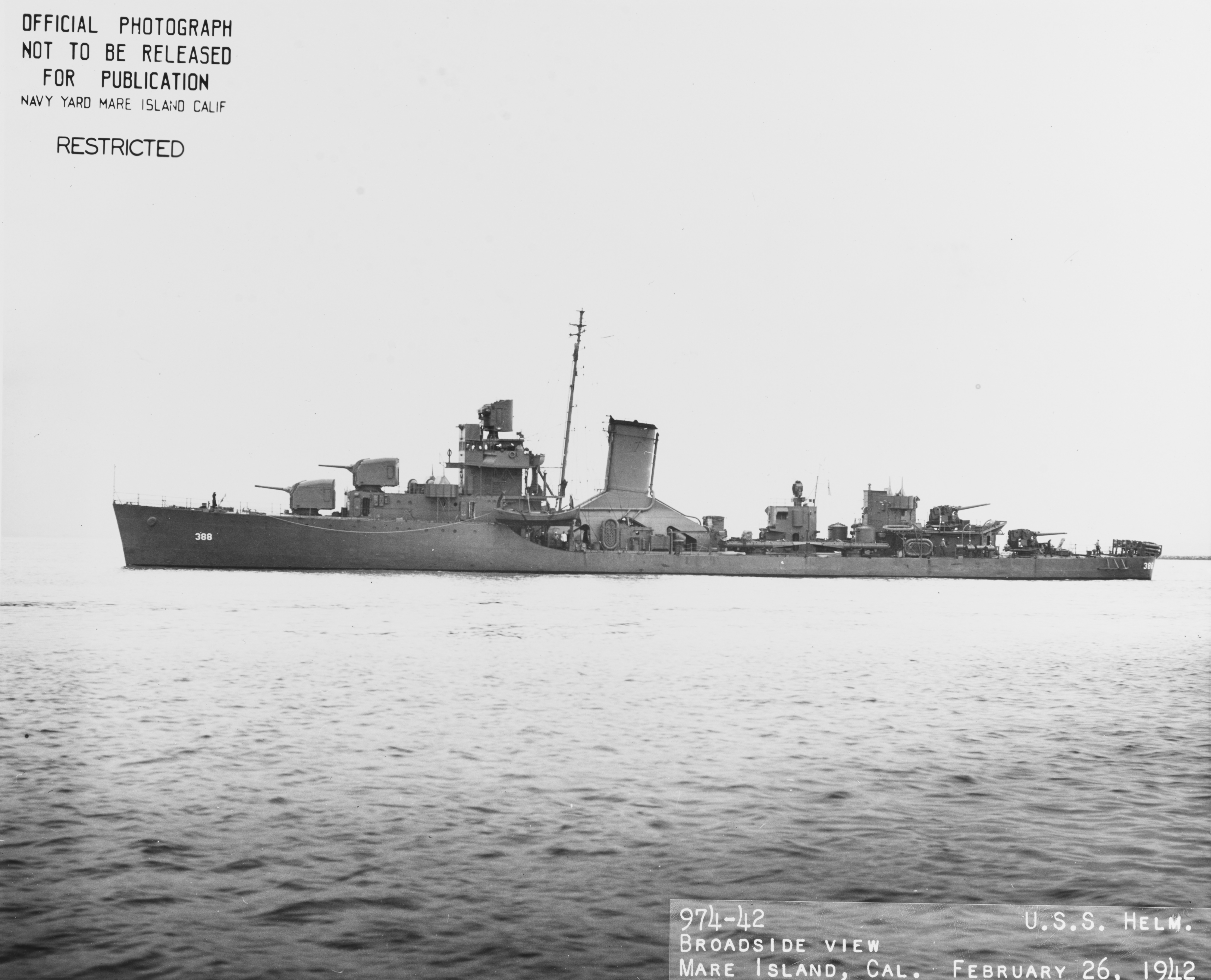
«Хелм» в 1942 году
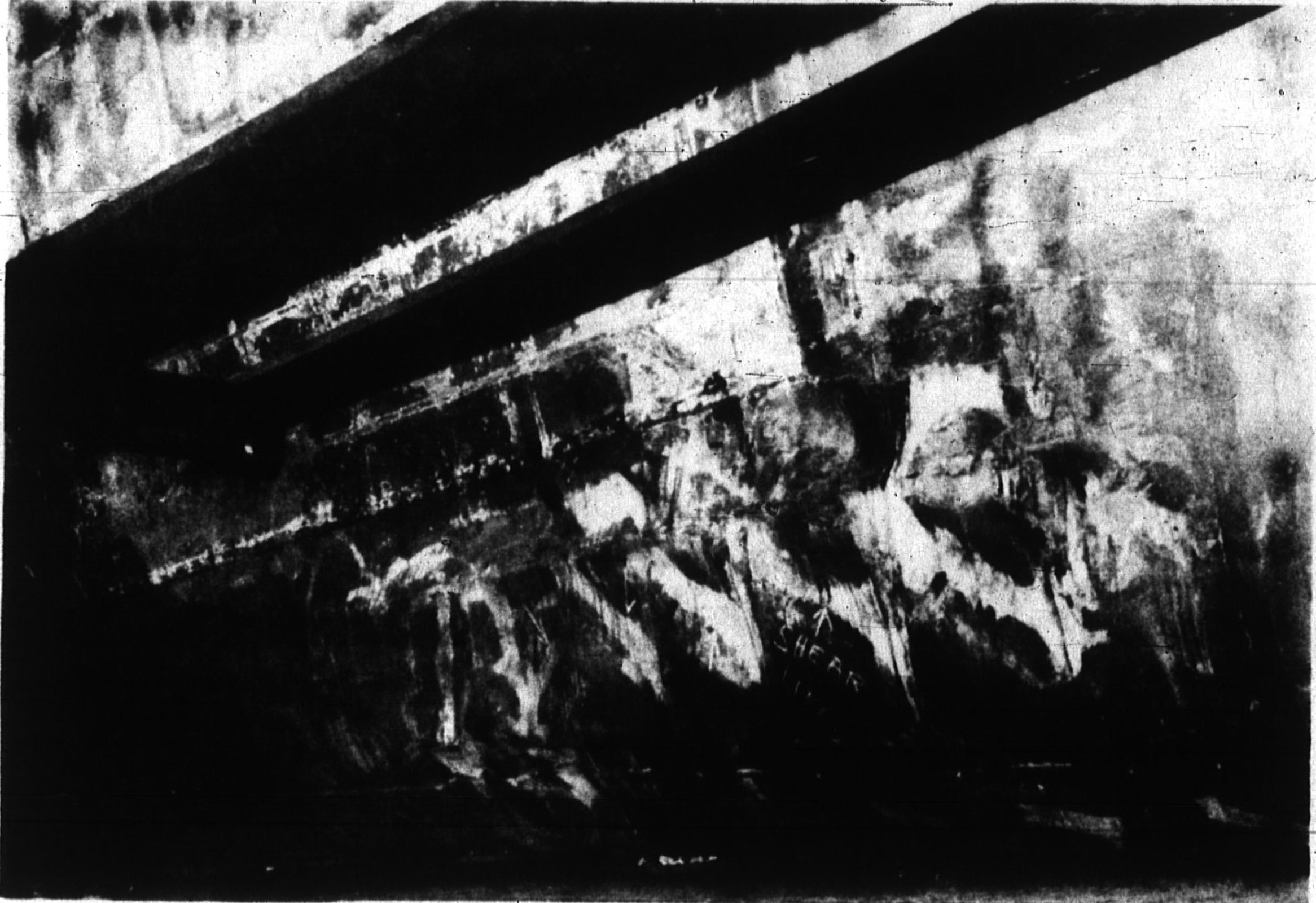
Вид на вмятину в правом борту.
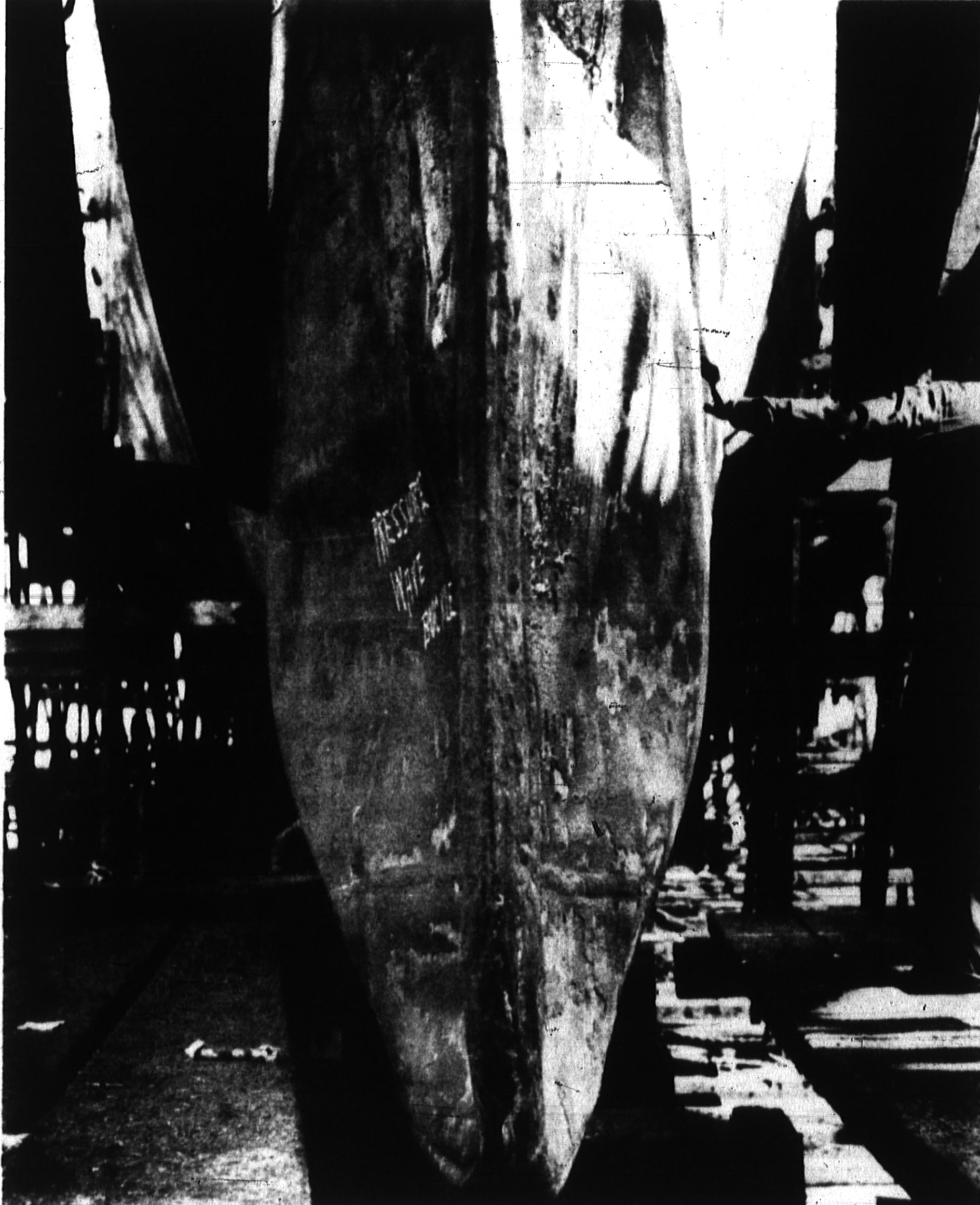
Вид на поврежденную носовую часть.
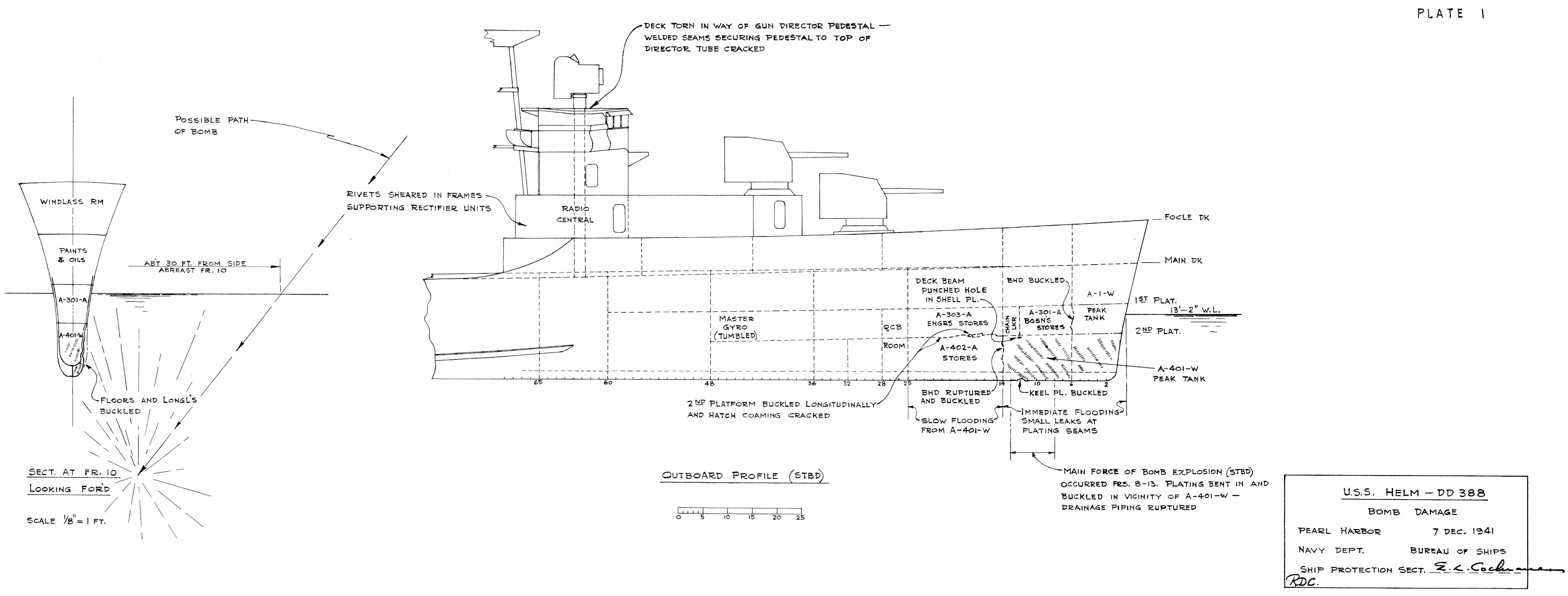
Схема повреждений из War Damage Report №6

### Ремонтное судно «Вестал»
Ремонтное судно «Вестал» должно было в понедельник приступить к ремонту «Аризоны» и потому было пришвартовано к левому борту линкора, носом к корме, встав на глубине порядка 13,7 м (45 футов). По показаниям команды «Вестал» получил два попадания 800-кг бомбами примерно в 8:05. Первая бомба попала в палубу полубака по правому борту, в район 43 шпангоута. Пробив четыре палубы и ряд балок, бомба попала в трюм и поразила складированные там металлические профили и трубы, после чего, отрикошетив, взорвалась примерно вдоль диаметральной плоскости в районе 39 шпангоута. Осколки были поглощены уложенным на стеллажах металлом и не задели корпус. В районе взрыва были частично разрушены палубы, но из-за небольшого количества взрывчатого вещества повреждения оказались сравнительно небольшими. Взрыв привёл к возгоранию бумаги, ветоши и мусора, хранившихся в носовых отсеках. Пожаротушению мешало сильное задымление, из-за чего пришлось покинуть ряд отсеков.
Вторая бомба попала в люк на главной палубе по шпангоуту 111, с левого борта. Пройдя сквозь все палубы, она взорвалась под водой, нанеся слабый урон. Отверстие во внешней обшивке было примерно 1,8×1,2 м. В полостях двойного дна хранилась нефть и она вместе с водой затопила отсек до уровня моря. Судну было 32 года и неприятностью для экипажа стало то, что вода протекала через палубы и водонепроницаемые переборки. Началось затопление отсеков перед и за поврежденным. Отсеки находящиеся перед поврежденным затапливались неравномерно — отсек правого борта был затоплен, а левого оставался сухим. Поэтому судно начало крениться на правый борт.
По описанию командира «Вестала» примерно в 8:20 взорвались носовые погреба «Аризоны» и загорелась разлившаяся вокруг неё нефть. В 8:30 было решено вывести судно из зоны начавшегося пожара. Команда обрубила швартовые и буксиры развернули «Вестал» (рулевое управление не работало). «Вестал» дал ход и стал на якорь в 9:10 примерно в 900 м на юго-запад от мыса Мак Грю. Мелкие пожары, возникшие после взрыва «Аризоны» удалось быстро погасить с помощью шлангов и ручных огнетушителей. Левый борт сильно обгорел. Крен на правый борт продолжал увеличиваться и достиг 7° за время стоянки. Поступление воды привело к исчерпанию запаса остойчивости.
Пожар в нескольких местах ещё продолжался. В качестве меры предосторожности были затоплены носовые погреба боеприпасов, а из-за протечек сквозь водонепроницаемые переборки был затоплен носовой трюм. Это ещё более усугубило проблему с остойчивостью. В конце концов с огнем удалось справиться, залив его водой через люки сверху. При этом осадка кормой достигла 8,2 м (27 футов), а остойчивость стала отрицательной. Во избежание опрокидывания капитан решил выбросить судно на берег. В 9:50 судно снова дало ход и зарылось в ил на пляже Аэлиа. Нос вошёл в ил на глубину порядка 4,5 м, глубина воды составила 3,3 м. В районе кормы глубина воды составляла 8,2 м. Так как «Вестал» был ремонтным судном, большая часть работ была выполнена собственными силами. После срочного ремонта судно поместили в сухой док сразу, как только тот освободился, 18 февраля работы в доке были завершены.

Ремонтное судно «Вестал»
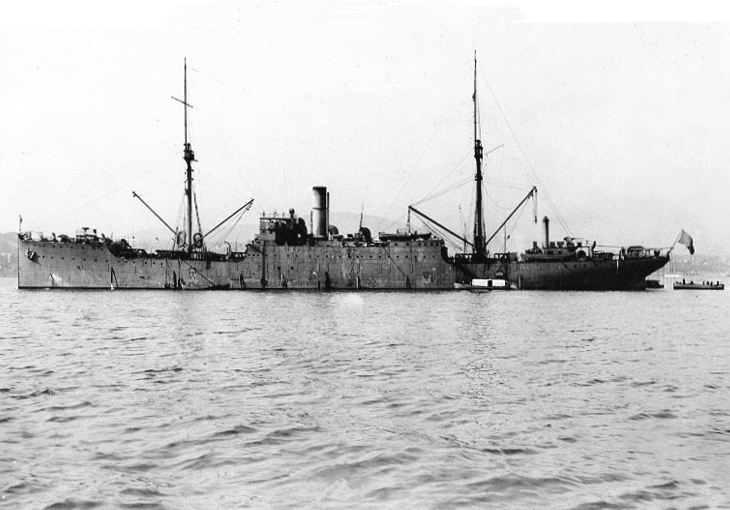
«Вестал» в 1920-е годы.
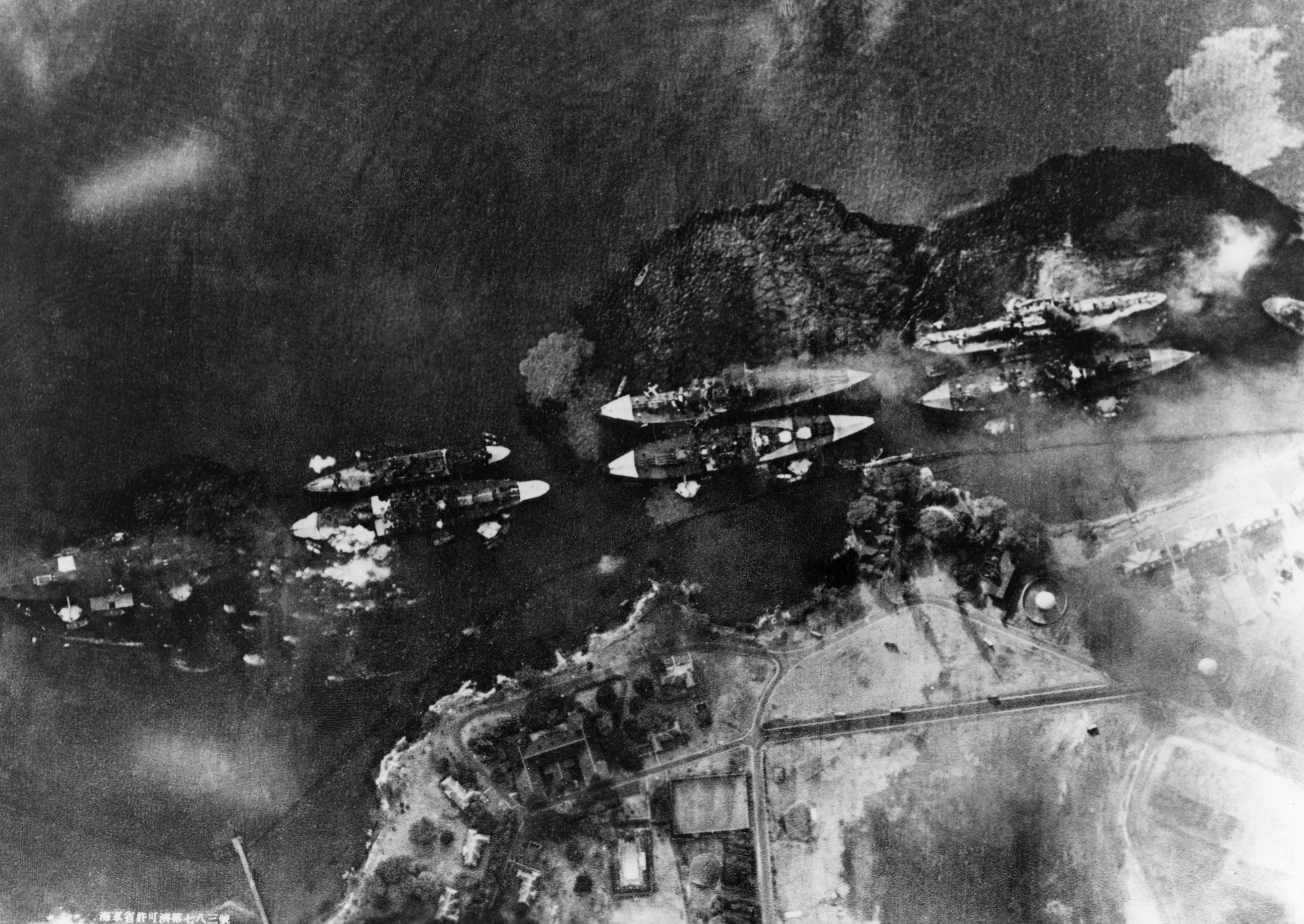
«Линкорный ряд» незадолго до взрыва «Аризоны». Слева «Невада». Правее от нее «Аризона» и выше нее «Вестал».
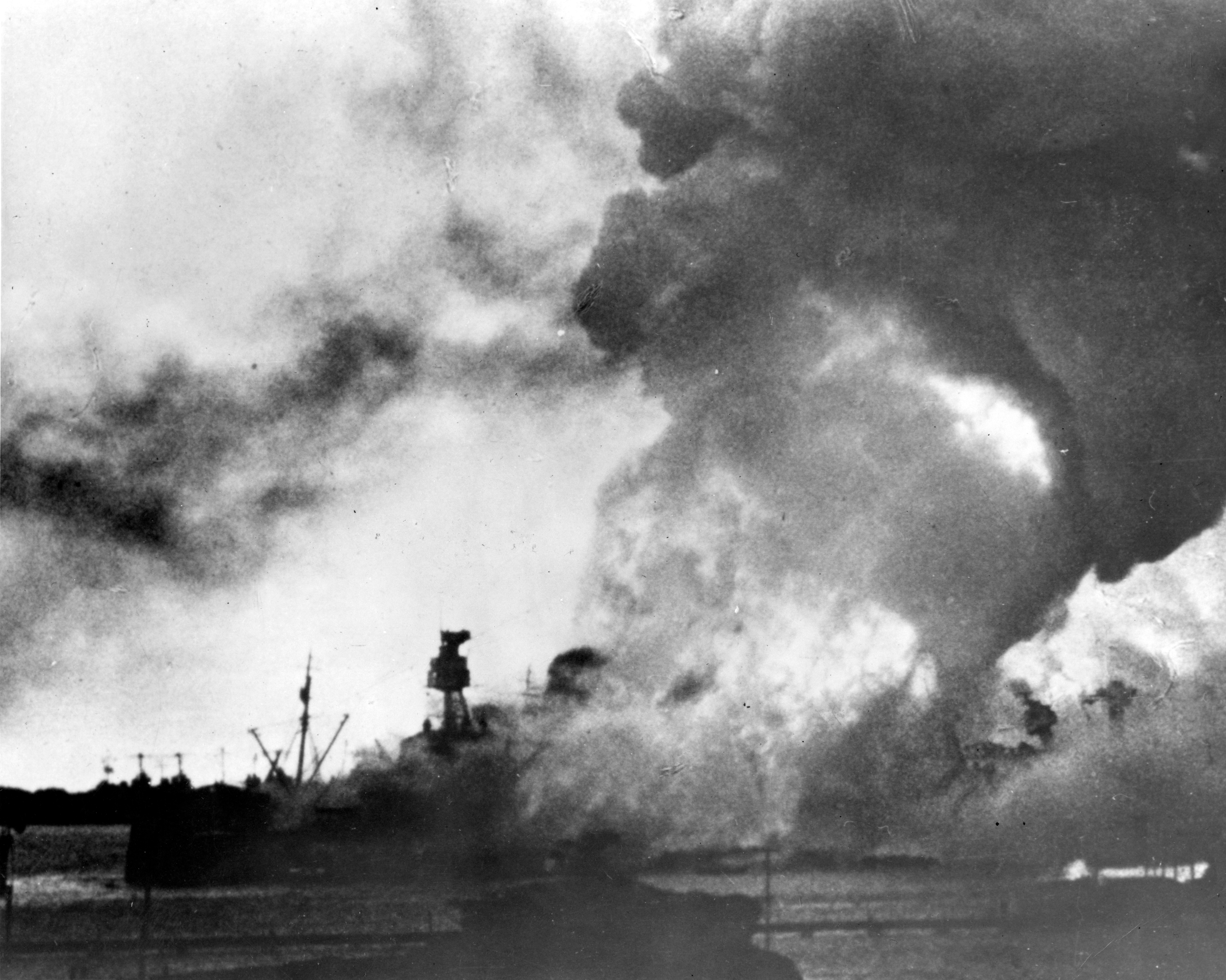
Взрыв «Аризоны». В левой части снимка видна мачта «Вестала».
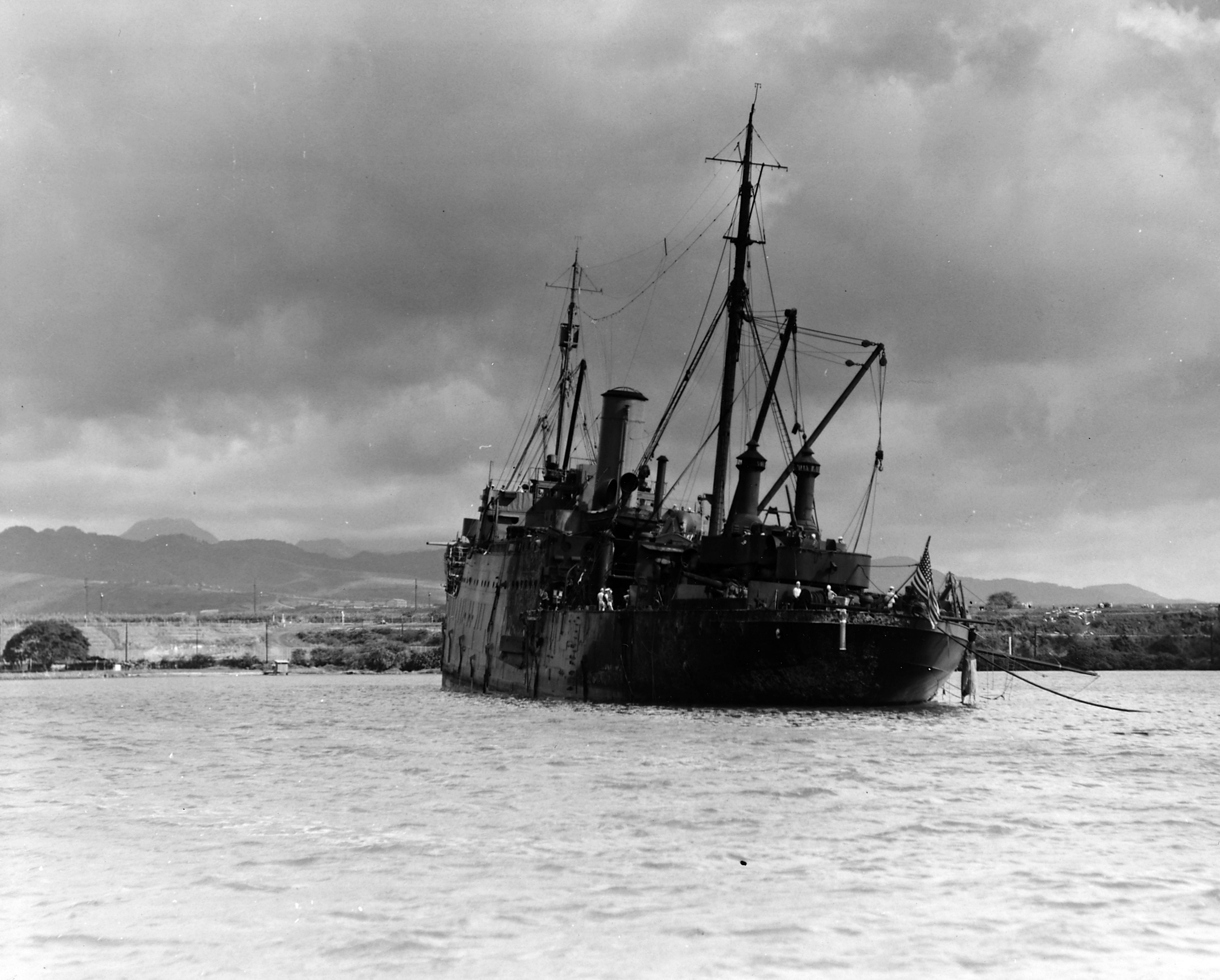
«Вестал» выброшенный на берег.

## Использованная литература и источники
1. ↑  BuShips WDR №21, 28 November 1942, p. 1.
2. 1 2 3 4  BuShips WDR №21, 28 November 1942, p. 2.
3. 1 2  Wallin, Pearl Harbor, 1968, p. 224.
4. 1 2  Wallin, Pearl Harbor, 1968, p. 223.
5. 1 2  BuShips WDR №21, 28 November 1942, p. 3.
6. 1 2  Wallin, Pearl Harbor, 1968, p. 225.
7. 1 2 3  Wallin, Pearl Harbor, 1968, p. 226.
8. 1 2  BuShips WDR №21, 28 November 1942, p. 4.
9. 1 2  Wallin, Pearl Harbor, 1968, p. 222.
10. 1 2 3 4 5  Wallin, Pearl Harbor, 1968, p. 227.
11. 1 2  Wallin, Pearl Harbor, 1968, p. 229.
12. 1 2 3 4  Wallin, Pearl Harbor, 1968, p. 230.
13. 1 2  Wallin, Pearl Harbor, 1968, p. 231.
14. 1 2  BuShips WDR №21, 28 November 1942, p. 19.
15. ↑  Wallin, Pearl Harbor, 1968, p. 232.
16. 1 2 3 4  BuShips WDR №17, 18 September 1942, p. 3.
17. ↑  BuShips WDR №17, 18 September 1942, p. 7.
18. ↑  BuShips WDR №17, 18 September 1942, p. 17.
19. 1 2  BuShips WDR №17, 18 September 1942, p. 18.
20. 1 2 3 4 5 6 7 8  BuShips WDR №17, 18 September 1942, p. 4.
21. 1 2  Wallin, Pearl Harbor, 1968, p. 214.
22. 1 2  BuShips WDR №17, 18 September 1942, p. 5.
23. ↑  Wallin, Pearl Harbor, 1968, p. 213.
24. ↑  BuShips WDR №17, 18 September 1942, p. 6.
25. 1 2 3  Wallin, Pearl Harbor, 1968, p. 215.
26. 1 2  Wallin, Pearl Harbor, 1968, p. 217.
27. 1 2 3  Wallin, Pearl Harbor, 1968, p. 218.
28. ↑  Wallin, Pearl Harbor, 1968, p. 219.
29. 1 2  Wallin, Pearl Harbor, 1968, p. 220.
30. 1 2 3 4  Wallin, Pearl Harbor, 1968, p. 221.
31. 1 2 3 4 5  Eldredge, USS Utah at Pearl Harbor, 1976.
32. ↑  Мандель, Скопцов. Линкоры США. Часть I., 2002, с. 70—71.
33. ↑  Мандель, Скопцов. Линкоры США. Часть I., 2002, с. 71.
34. 1 2 3  «Драконы» Перл-Харбора и Мидуэя, 2010, с. 33.
35. ↑  Recovery Efforts USS Utah, p. 1.
36. ↑  Recovery Efforts USS Utah, p. 2.
37. 1 2  Recovery Efforts USS Utah, p. 3.
38. ↑  Wallin, Pearl Harbor, 1968, p. 265.
39. ↑  BuShips WDR №2, 14 February 1942, p. 1.
40. 1 2  BuShips WDR №2, 14 February 1942, p. 2.
41. ↑  BuShips WDR №2, 14 February 1942, p. 4.
42. 1 2 3 4  Wallin, Pearl Harbor, 1968, p. 244.
43. ↑  BuShips WDR №2, 14 February 1942, p. 3.
44. ↑  Wallin, Pearl Harbor, 1968, p. 243.
45. 1 2  Wallin, Pearl Harbor, 1968, p. 245.
46. 1 2 3 4 5  Wallin, Pearl Harbor, 1968, p. 246.
47. 1 2  Wallin, Pearl Harbor, 1968, p. 247.
48. 1 2  Wallin, Pearl Harbor, 1968, p. 248.
49. 1 2 3 4  Wallin, Pearl Harbor, 1968, p. 249.
50. ↑  Так в источнике. По всей видимости речь идет о том, что он откачивал воду на одну палубу выше, поэтому в районе первого насоса откачка воды уменьшилась.
51. 1 2  Wallin, Pearl Harbor, 1968, p. 250.
52. 1 2  Wallin, Pearl Harbor, 1968, p. 251.
53. ↑  BuShips WDR №13, 28 May 1942, p. 2.
54. ↑  BuShips WDR №13, 28 May 1942, p. 3.
55. 1 2  BuShips WDR №13, 28 May 1942, p. 4.
56. ↑  BuShips WDR №13, 28 May 1942, p. 5.
57. ↑  Wallin, Pearl Harbor, 1968, pp. 209—210.
58. ↑  Wallin, Pearl Harbor, 1968, p. 210.
59. 1 2  BuShips WDR №7, 15 March 1942, p. 1.
60. ↑  Summary of War Damage, 1943, p. 11.
61. 1 2  BuShips WDR №7, 15 March 1942, p. 2.
62. ↑  BuShips WDR №7, 15 March 1942, p. 3.
63. ↑  Wallin, Pearl Harbor, 1968, p. 204.
64. ↑  Wallin, Pearl Harbor, 1968, p. 205.
65. 1 2  Wallin, Pearl Harbor, 1968, p. 206.
66. ↑  Summary of War Damage, 1943, p. 7.
67. 1 2  Wallin, Pearl Harbor, 1968, p. 192.
68. ↑  BuShips WDR №22, 15 November 1942, p. 1.
69. ↑  Summary of War Damage, 1943, p. 9.
70. ↑  Hone, Destruction BB, 1977, p. 56.
71. ↑  BuShips WDR №22, 15 November 1942, p. 2.
72. ↑  Wallin, Pearl Harbor, 1968, p. 194.
73. ↑  BuShips WDR №14, 1 June 1942, pp. 1—2.
74. 1 2  Wallin, Pearl Harbor, 1968, p. 189.
75. ↑  Wallin, Pearl Harbor, 1968, p. 190.
76. 1 2 3  Крейсера типа «Бруклин», 2007, с. 26.
77. ↑  BuShips WDR №4, 21 February 1942, p. 3.
78. 1 2  Крейсера типа «Бруклин», 2007, с. 27.
79. ↑  Wright Christopher C. Answer to Question 1/56 // Warship International. — Toledo : International Naval Research Organization, 2019. — Т. LVI, № 1. — P. 33, 36. — ISSN 0043-0374.
80. ↑  Крейсера типа «Бруклин», 2007, с. 28.
81. 1 2  Wallin, Pearl Harbor, 1968, p. 191.
82. ↑  BuShips WDR №1, 14 February 1942, p. 1.
83. ↑  BuShips WDR №1, 14 February 1942, pp. 2—3.
84. 1 2 3  BuShips WDR №9, 31 March 1942, p. 1.
85. 1 2 3 4  BuShips WDR №9, 31 March 1942, p. 2.
86. 1 2  BuShips WDR №9, 31 March 1942, p. 3.
87. 1 2  Wallin, Pearl Harbor, 1968, p. 196.
88. ↑  Wallin, Pearl Harbor, 1968, p. 197.
89. 1 2  BuShips WDR №11, 20 April 1942, p. 1.
90. 1 2 3 4 5 6 7 8  Wallin, Pearl Harbor, 1968, p. 198.
91. 1 2 3 4 5 6  BuShips WDR №11, 20 April 1942, p. 2.
92. 1 2  BuShips WDR №11, 20 April 1942, p. 3.
93. ↑  BuShips WDR №11, 20 April 1942, p. 4.
94. ↑  BuShips WDR №11, 20 April 1942, p. 5.
95. 1 2  USS Helm, Report of Pearl Harbor Attack // www.history.navy.mil. — Дата обращения: 30.10.2021. (Actipon report of Commanding Officer USS Helm (DD-388).)
96. 1 2  BuShips WDR №6, 15 March 1942, p. 1.
97. ↑  BuShips WDR №6, 15 March 1942, p. 2.
98. ↑  BuShips WDR №6, 15 March 1942, p. 2—3.
99. 1 2  Wallin, Pearl Harbor, 1968, p. 199.
100. ↑  BuShips WDR №12, 25 May 1942, p. 1.
101. 1 2 3 4 5 6  BuShips WDR №12, 25 May 1942, p. 2.
102. 1 2  BuShips WDR №12, 25 May 1942, p. 3.
103. 1 2 3 4 5 6  BuShips WDR №12, 25 May 1942, p. 4.
104. ↑  BuShips WDR №12, 25 May 1942, p. 6.
105. ↑  Wallin, Pearl Harbor, 1968, p. 195.